# Napoléon Ier
« Napoléon » redirige ici. Pour les autres significations, voir Napoléon (homonymie) et Bonaparte (homonymie).
Napoléon Bonaparte, né le 15 août 1769 à Ajaccio en Corse et mort le 5 mai 1821 à Longwood sur l’île de Sainte-Hélène, est un militaire et homme d'État français. Il est le premier empereur des Français du 18 mai 1804 au 6 avril 1814 et du 20 mars au 22 juin 1815, sous le nom de Napoléon Ier.
Second enfant de Charles Bonaparte et Letizia Ramolino, Napoléon Bonaparte devient en 1793 général dans les armées de la Première République française, née de la Révolution, où il est notamment commandant en chef de l'armée d'Italie puis de l'armée d'Orient. Arrivé au pouvoir en 1799 par le coup d'État du 18 Brumaire, il est Premier consul — consul à vie à partir du 2 août 1802 — jusqu'au 18 mai 1804, date à laquelle l'Empire est proclamé par un sénatus-consulte suivi d'un plébiscite. Il est sacré empereur, en la cathédrale Notre-Dame de Paris, le 2 décembre 1804, par le pape Pie VII, en même temps que son épouse Joséphine de Beauharnais.
En tant que général en chef et chef d'État, Napoléon tente de briser les coalitions montées et financées par le royaume de Grande-Bretagne et qui rassemblent, à partir de 1792, les monarchies européennes contre la France et son régime né de la Révolution. Il conduit les armées françaises d'Italie au Nil et d'Autriche à la Prusse et à la Pologne : les nombreuses et brillantes victoires de Bonaparte (Arcole, Rivoli, Pyramides, Marengo, Austerlitz, Iéna, Friedland), dans des campagnes militaires rapides, disloquent les quatre premières coalitions. Les paix successives, qui mettent un terme à chacune de ces coalitions, renforcent la France et donnent à Napoléon un degré de puissance jusqu'alors rarement égalé en Europe, lors de la paix de Tilsit (1807).
Napoléon Ier réforme durablement l'État, en restaurant son autorité et sa primauté. La France connaît d'importantes réformes, qui font de Napoléon l'un des pères fondateurs des institutions contemporaines françaises. En ce sens, les codifications napoléoniennes, dont le Code civil de 1804, permettent de renforcer les libertés individuelles ou l'égalité des citoyens devant la loi, en opérant une synthèse par la garantie de certains acquis révolutionnaires et la reprise de principes traditionnels issus de l'Ancien Régime. L'administration française est réorganisée, avec la création des préfets dans les départements. De même, une nouvelle monnaie émerge, le franc, tandis qu'est instaurée la Banque de France. Le Conseil d'État est également créé, tout comme les lycées.
Il tente également de renforcer l'empire colonial français de l'Ancien Régime en outre-mer. Alors que la révolution haïtienne tourne à la sécession dans cette colonie, Napoléon rétablit l'esclavage en 1802. Toujours pour des raisons politiques, Napoléon revend la Louisiane aux États-Unis en 1803. Il perd cependant la plupart des colonies qui l’intéressaient face aux Britanniques, et perd Saint-Domingue à la suite de l'échec de l'expédition militaire préalable (1802-1803), visant à combattre les indépendantistes.
Il porte le territoire français à son extension maximale en Europe, avec 134 départements en 1812, transformant Rome, Hambourg, Barcelone et Amsterdam en chefs-lieux de départements français. Il est aussi président de la République italienne de 1802 à 1805, roi d'Italie de 1805 à 1814, médiateur de la Confédération suisse de 1803 à 1813 et protecteur de la confédération du Rhin de 1806 à 1813. Ses victoires lui permettent d'annexer à la France de vastes territoires et de gouverner la majeure partie de l'Europe continentale en plaçant les membres de sa famille sur les trônes de plusieurs royaumes : Joseph à Naples puis en Espagne, Louis en Hollande, Jérôme en Westphalie et son beau-frère Joachim Murat à Naples. Il crée également un duché de Varsovie, sans restaurer formellement l'indépendance polonaise, et soumet temporairement à son influence des puissances vaincues telles que le royaume de Prusse et l'empire d'Autriche.
Alors qu'ils financent des coalitions de plus en plus générales, les alliés contre la France finissent par remporter des succès décisifs en Espagne (bataille de Vitoria) et en Allemagne (bataille de Leipzig) en 1813. Son intransigeance devant ces revers lui fait perdre le soutien de pans entiers de la nation française, tandis que ses anciens alliés ou vassaux se retournent contre lui. Amené à abdiquer en 1814 après la prise de Paris, capitale de l'Empire français, et à se retirer à l'île d'Elbe, il tente de reprendre le pouvoir en France, lors de l'épisode des Cent-Jours en 1815. Capable de reconquérir la France et d'y rétablir le régime impérial sans coup férir, il amène pourtant, à la suite de diverses trahisons et dissensions de ses maréchaux, le pays dans une impasse avec la lourde défaite de Waterloo, qui met fin à l'Empire napoléonien et assure la restauration de la dynastie des Bourbons. Sa mort en exil, à Sainte-Hélène, sous la garde des Britanniques, fait l'objet de nombreuses controverses.
Objet dès son vivant d'une légende dorée comme d'une légende noire, il doit sa très grande notoriété à son habileté militaire, récompensée par de nombreuses victoires, et à sa trajectoire politique étonnante, mais aussi à son régime despotique et très centralisé ainsi qu'à son ambition, qui se traduit par des guerres meurtrières (au Portugal, en Espagne et en Russie) avec des millions de morts et blessés, militaires et civils pour l'ensemble de l'Europe. Considéré par de nombreux historiens ou spécialistes militaires comme l'un des plus grands commandants de l'histoire, ses guerres et campagnes sont étudiées dans les écoles militaires du monde entier.
Une tradition romantique fait de Napoléon Ier l'archétype du « grand homme » appelé à bouleverser le monde. C'est ainsi que le comte de Las Cases, auteur du Mémorial de Sainte-Hélène, tente de présenter Napoléon au Parlement britannique dans une pétition rédigée en 1818. Élie Faure, dans son ouvrage Napoléon, qui a inspiré le film d’Abel Gance, le compare à un « prophète des temps modernes ». D'autres auteurs, tel Victor Hugo, font du vaincu de Sainte-Hélène le « Prométhée moderne ». L'ombre de « Napoléon le Grand » plane sur de nombreux ouvrages de Balzac, Stendhal, Musset, mais aussi de Dostoïevski, de Tolstoï et de bien d'autres encore. Par ailleurs, un courant politique français émerge au XIXe siècle, le bonapartisme, se réclamant de l'action et du mode de gouvernement de Napoléon.

## Situation personnelle

### Naissance
Napoléon Bonaparte naît à Ajaccio le 15 août 1769, le jour de la Sainte-Marie (patronne de la Corse), dans la maison familiale, aujourd'hui transformée en musée. Napoléon naît un an après le traité de Versailles, par lequel la république de Gênes cède l'administration de la Corse à la France (l'île sera ensuite intégrée à la France en 1789). Ondoyé à domicile, il a pour nom de baptême Napoleone Buonaparte (prénom donné en mémoire d'un oncle décédé à Corte en 1767), et n'est baptisé à la cathédrale Notre-Dame-de-l'Assomption d'Ajaccio que le 21 juillet 1771. La famille Bonaparte est d'origine italienne et passée en Corse à la fin du XVe siècle.
Jean Tulard écrit que, depuis 1616, les Bonaparte sont membres du conseil des Anciens d'Ajaccio ; ils sont essentiellement notaires, hommes de loi, avocats, et sont alliés à d'anciennes familles seigneuriales insulaires,.
Napoléon est le quatrième enfant (second des enfants survivants, après Joseph) de Charles Bonaparte, avocat au Conseil supérieur de l'île et greffier au tribunal, et de Maria Letizia Ramolino, dont le mariage avait été célébré en 1764[réf. nécessaire].
Plus tard, Napoléon fera de sa date de naissance, le 15 août, un jour férié : la Saint-Napoléon.

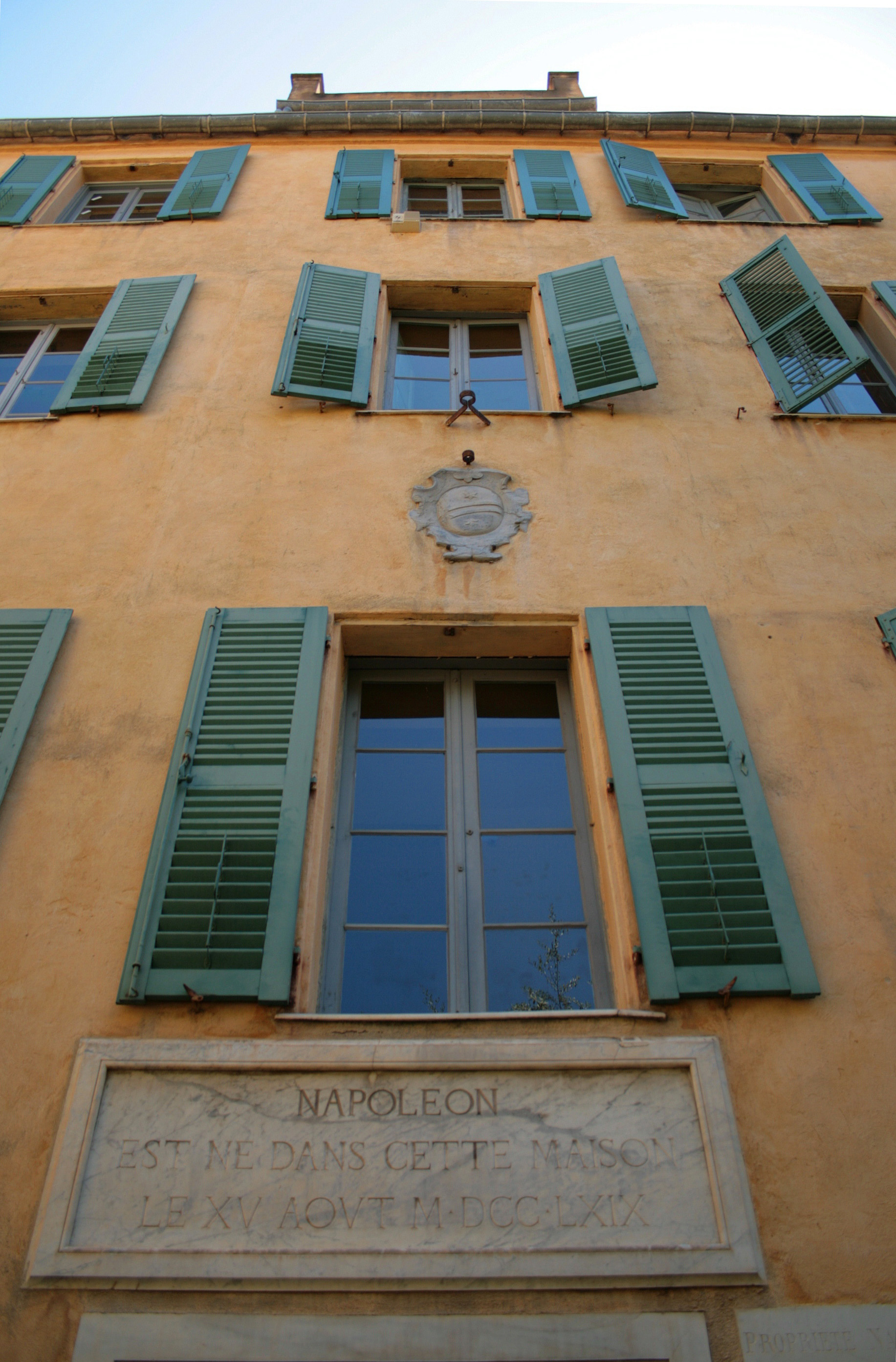
Maison de la famille Bonaparte à Ajaccio.
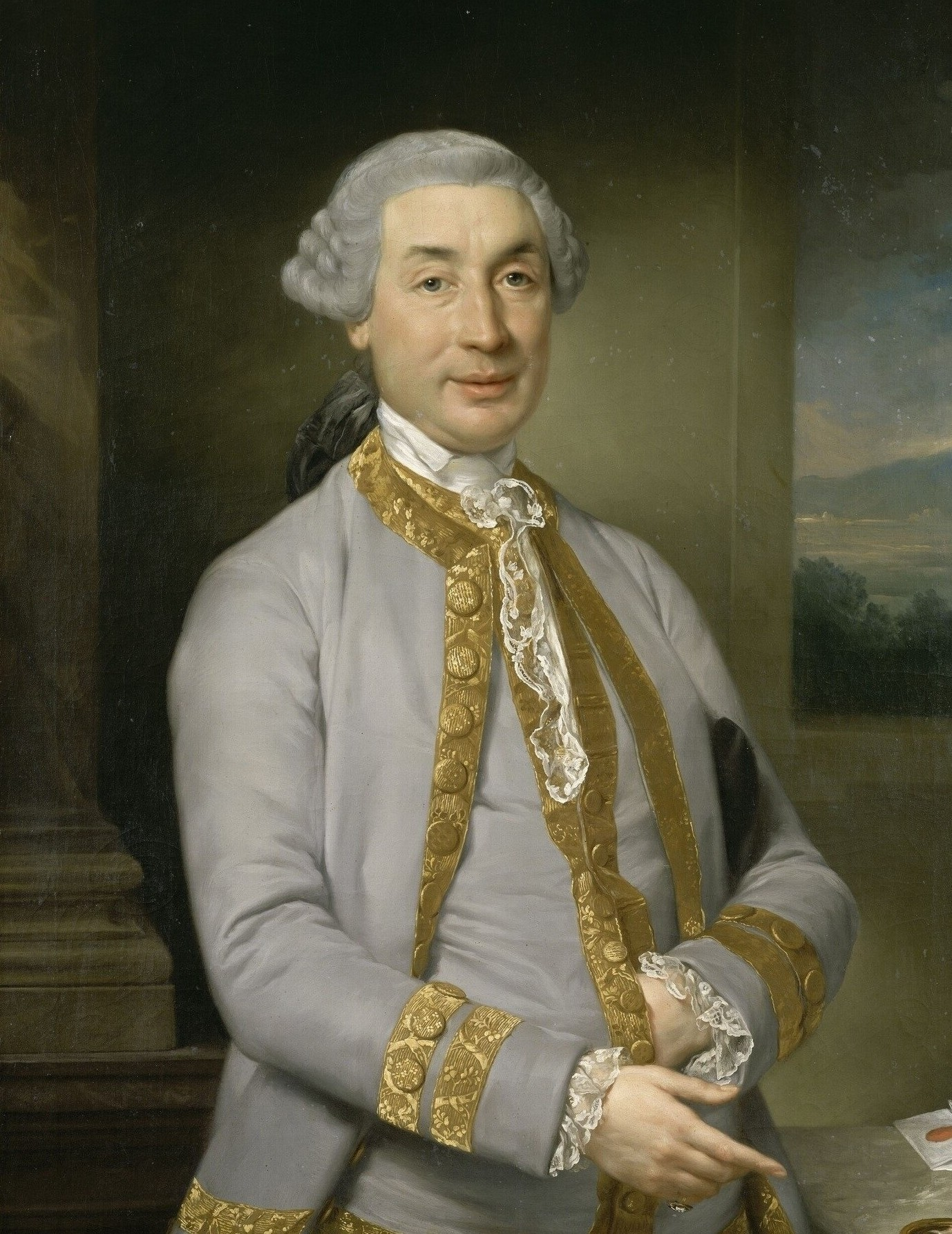
Portrait de Charles Bonaparte, père de Napoléon.
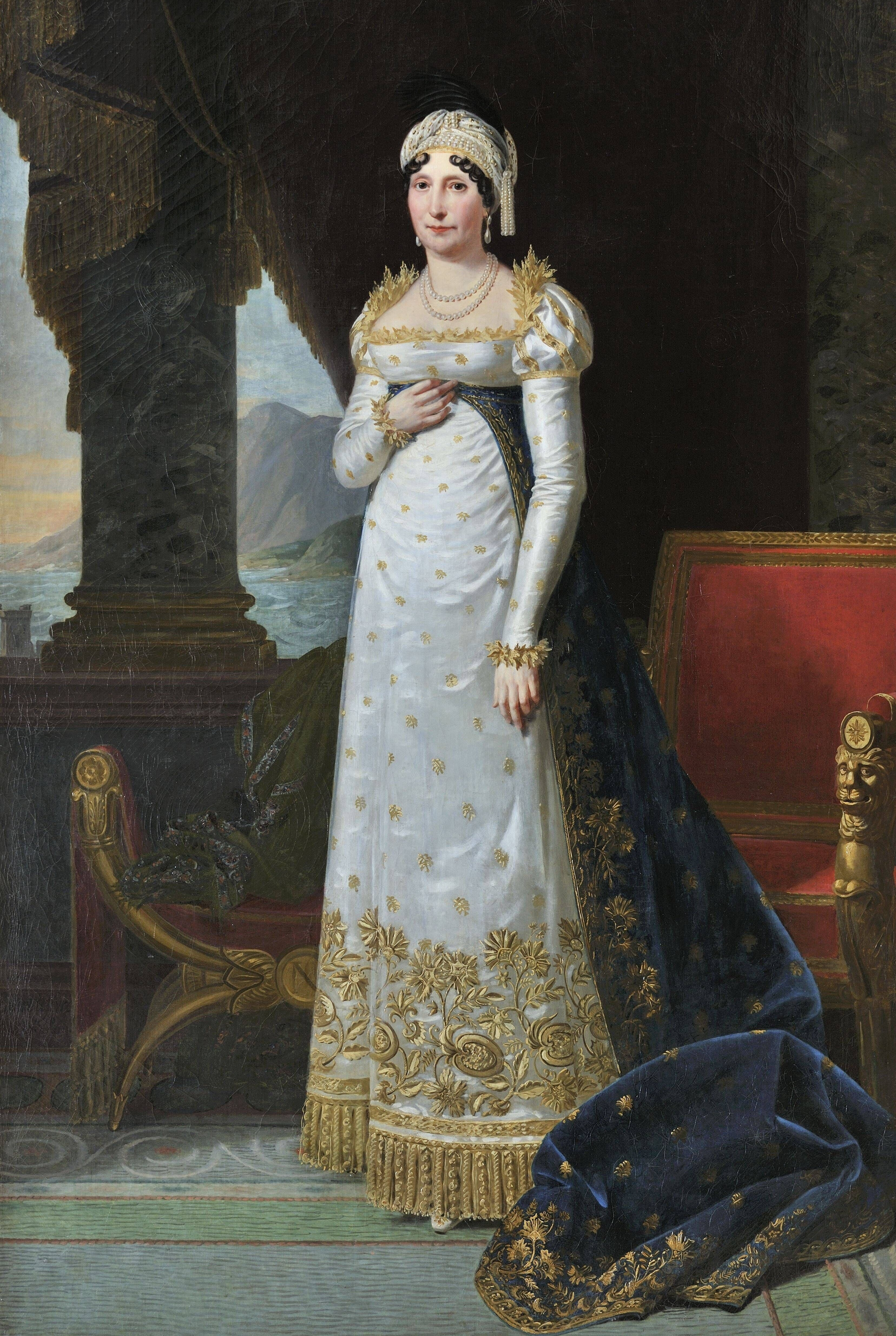
Portait de Letizia Bonaparte, née Maria-Letizia Ramolino, mère de Napoléon.
Le blason de la famille Bonaparte (avant Napoléon Ier).

### Enfance et formation militaire
La famille Bonaparte vit à Ajaccio, rue Malerba (rue de la Mauvaise-Herbe, aujourd'hui rue Saint-Charles), dans une petite maison traditionnelle du XVIIIe siècle, que Napoléon qualifiera lui-même de « misérable ». La Casa Buonaparte est habitée au rez-de-chaussée et au premier étage par les Bonaparte et au deuxième étage par leurs cousins, les Pozzo di Borgo. Ce voisinage est insupportable et les deux familles vivent dans une brouille continuelle. On raconte qu'un jour, une Pozzo di Borgo aurait jeté le contenu d'un pot de chambre par la fenêtre, sur Madame Letizia.
Les Bonaparte ne sont pas une famille riche. Dans ce milieu rural, les ressources matérielles de la famille sont essentiellement fondées sur les récoltes et les échanges.
À l'école, Bonaparte est un enfant turbulent et bagarreur avec ses camarades, mais sera très vite reconnu comme étant un enfant avec de grandes capacités, notamment pour le calcul[réf. nécessaire].
Le 8 juin 1777, Charles Bonaparte est élu député de la noblesse aux États de Corse. En cette qualité, il fait partie de la députation que l’Assemblée générale des États de la Corse envoie à Versailles auprès du roi Louis XVI. Le 15 décembre 1778, il part pour Versailles où Louis XVI le reçoit en audience une seconde fois, la première rencontre avec le roi datant de 1776. À cette occasion, le comte de Marbeuf, gouverneur de l'île, fait obtenir, auprès du ministre de la guerre, le prince de Montbarrey, une bourse pour faire entrer le deuxième fils de Charles à l'école militaire, l'aîné Joseph étant destiné à suivre une carrière ecclésiastique.
Arrivés en France le 15 décembre 1778, c'est le 1er janvier 1779 que Charles Bonaparte fait entrer provisoirement ses deux fils Joseph et Napoléon au collège d’Autun. Napoléon y reste trois mois, le temps pour son père de faire les démarches permettant de le faire admettre à l'école militaire. Pour obtenir une bourse du roi, il faut fournir les preuves de sa noblesse et de quatre degrés d'ancienneté. De plus, c'est à Autun que réside Alexandre de Marbeuf, évêque d'Autun et neveu du gouverneur de la Corse.
Arrivé au collège d'Autun, Napoléon ne sait pas parler français, il ne parle qu'un dialecte corse. La légende veut qu'à ce moment là, Napoléon ait appris le français en trois mois, ce qui est très peu probable. Napoléon gardera toute sa vie son accent italien et sa mauvaise orthographe. Après trois mois et vingt jours passés à Autun, il ira à l'école militaire de Brienne, où il restera cinq ans. C'est un épisode douloureux pour Napoléon qui devra se séparer de son frère.

### École royale militaire de Brienne (1779-1784)

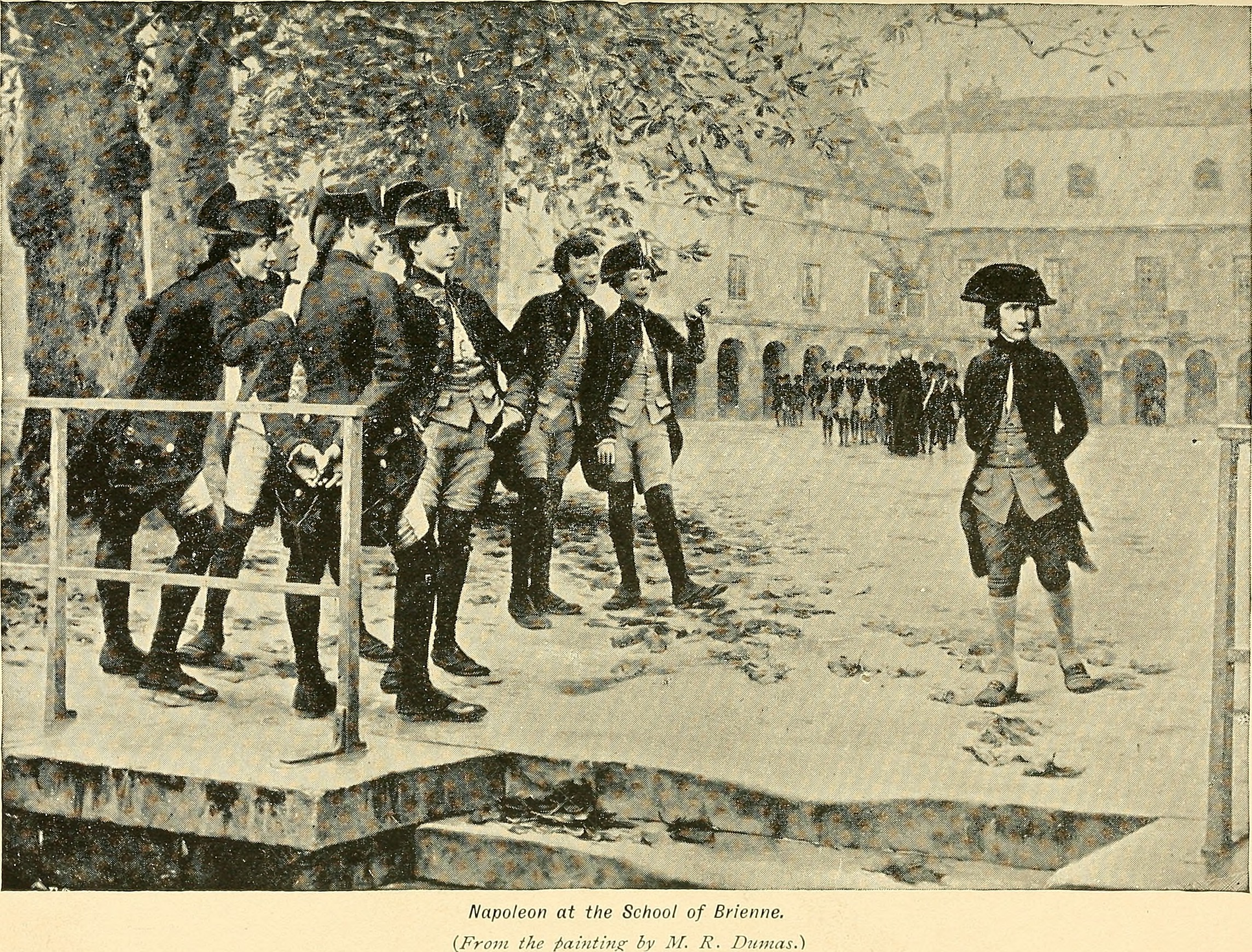
Napoléon souffre à l'école militaire de Brienne, moqué pour ses origines modestes, son accent et son mauvais français. Il est surnommé « Paille-au-nez » par ses camarades, en référence à son prénom.

Charles Bonaparte ayant fourni les preuves de noblesse de la famille, Napoléon est agréé par le ministère de la Guerre pour entrer au collège royal et militaire de Thiron-Gardais, mais, à la suite de défections, il est finalement admis à l’école royale militaire de Brienne-le-Château (aujourd’hui dans l'Aube). Napoléon y entre le 15 mai 1779 en classe de septième étant âgé de presque 10 ans. C’est l’un des douze collèges de France qui accueillent les enfants de la petite noblesse. Il va y rester cinq ans.
Bonaparte n’aurait pas été très apprécié de ses camarades, souffrant de moquerie à cause de son fort accent, faisant des fautes de langage, il vivra dans un isolement presque total et en gardera un souvenir assez malheureux. De plus, Bonaparte ne cache pas son admiration pour Pascal Paoli. Selon Jacques Godechot, les témoignages sur le séjour de Brienne sont contradictoires et sujets à caution. Élève assez moyen en général, bon en mathématiques, il montre tout de même déjà une propension à l’art du commandement, en organisant des jeux militaires dont il prend la tête. Une bataille de boules de neige, qu'il aurait dirigée un hiver, fait partie de sa légende. Son frère Joseph, ayant abandonné son projet d'entrer au séminaire, étudie le droit, Lucien entre au séminaire d’Aix-en-Provence et ses sœurs sont éduquées par Mme Campan.

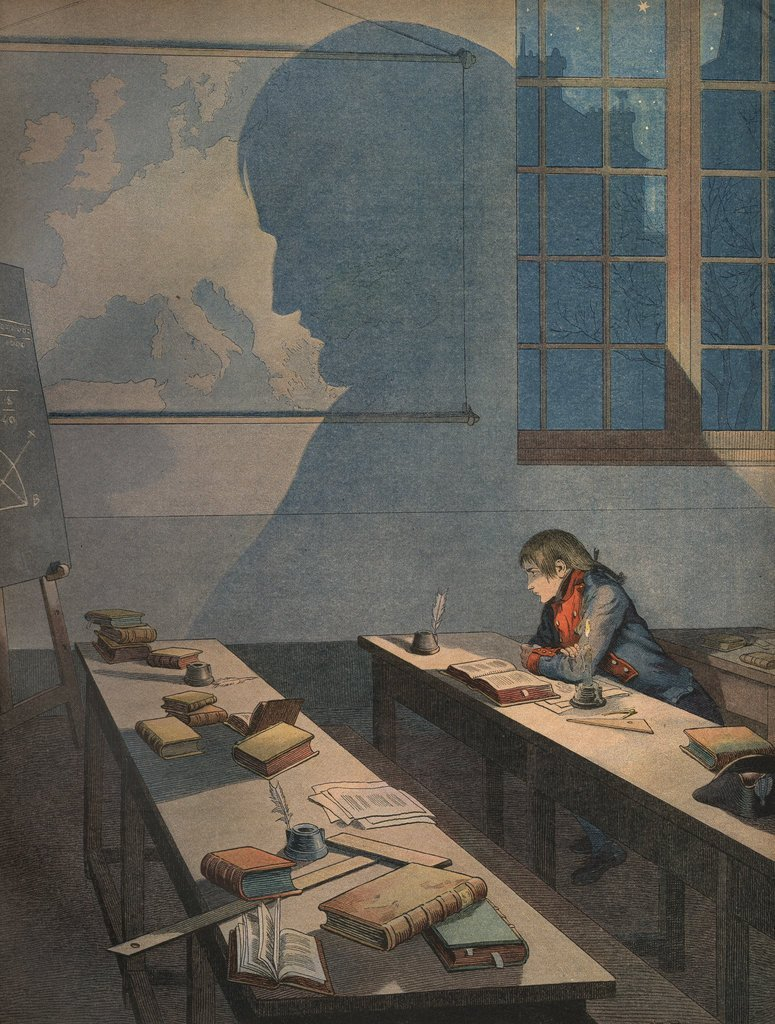
Napoléon à Brienne. Lithographie de Jacques Onfroy de Bréville, dit JOB, de 1908.

Le 22 septembre de la dernière année, le sous-inspecteur des écoles, Marie-Antoine-Sérapion Reynaud des Monts, fait passer aux élèves cadets de Brienne l'examen d'entrée à l'École militaire de Paris, où après un an d'études ils pourront être affectés à un régiment d'artillerie, du génie ou de la marine. Napoléon est jugé apte à y entrer ainsi que quatre de ses condisciples.

### École militaire supérieure de Paris (1784-1785)
Il quitte l'école de Brienne à l'âge de quinze ans, le 17 octobre 1784, et arrive cinq jours plus tard à Paris, où il intègre la compagnie des cadets gentilshommes de l'école militaire de Paris. Le jeune Napoléon est très impressionné par les magnifiques bâtiments de l'école et par les appartements.
Napoléon se distingue en mathématiques en maîtrisant en dix mois « le fameux Bezout », traité de mathématiques étudié habituellement en trois ans. Doué en mathématiques, il ne présente aucune disposition pour les langues vivantes en négligeant les cours d'allemand. Comme à Brienne, Napoléon, petit noble, souffre des inégalités et va même jusqu'à proposer au directeur de l'école un projet de règlement qui interdirait les démonstrations liées aux privilèges de la fortune.
Le 24 février 1785, Charles Bonaparte meurt d'un cancer de l'estomac dans d'atroces souffrances ; le rôle de chef de la famille échoit alors à l'aîné Joseph, mais Napoléon le juge d'un caractère trop faible pour diriger la famille. En septembre, il passe l'examen de sortie de l'école, interrogé par le mathématicien Pierre-Simon de Laplace ; il est jugé apte à être affecté à un régiment de la marine, mais la mère de Napoléon s'y oppose et il est finalement intégré à un régiment d'artillerie.

### Affectation au régiment d'artillerie de la Fère (1785-1791)

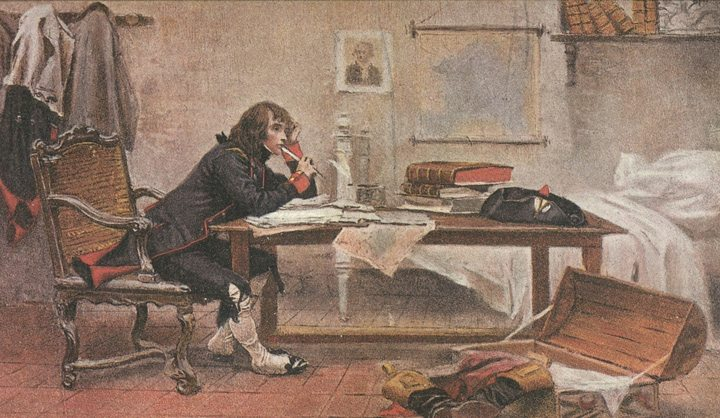
Napoléon à Auxonne. Peinture de François Flameng en 1896.

Il est reçu sous-lieutenant (42e sur 58), à l’examen de l’artillerie. Il reçoit son ordre d'affectation, comme lieutenant en second, au régiment d'artillerie de La Fère, alors en garnison à Valence,, qu'il rejoint le 3 novembre 1785.
L'été suivant, il obtient un congé de six mois à partir du 1er septembre 1786. Le 15 septembre 1786, sept ans et neuf mois après son départ, il repose les pieds sur l’île de Corse à l’occasion de son congé de semestre. Il ne rejoindra son régiment que treize mois plus tard, le 30 septembre 1787. Dès novembre 1787, il demande un nouveau congé de six mois, qu'il obtient. Il ne réintégrera son régiment que le 15 juin 1788. Le 1er juin 1788, il s’embarque pour rejoindre son régiment de La Fère en garnison à l’École royale d’artillerie à Auxonne depuis le mois de décembre 1787 et, apprendre son métier d’artilleur. Dans ses loisirs, il travaille assidûment. Ses nombreuses lectures (Plutarque, Tite-Live, Cicéron, Montaigne…), qu’il accompagne de Notes, témoignent du sens dans lequel il a dirigé ses études et des sujets qui l’ont particulièrement attiré.

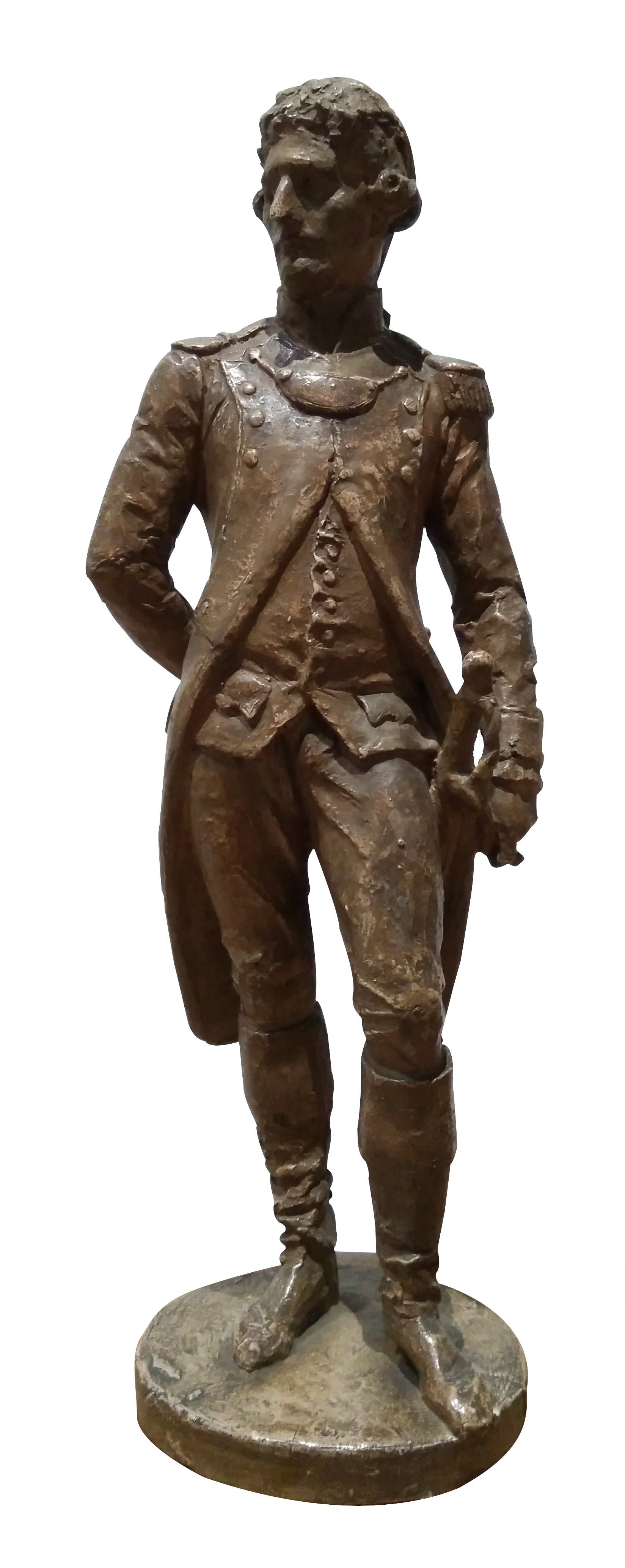
Bonaparte, lieutenant d'artillerie par Eugène Guillaume, Salon de 1870, Gray, musée Baron-Martin.

Divers rapports situent dans les années 1788-1789 une offre de services,— voire deux — du jeune officier auprès de l'armée impériale russe, qui recherchait alors des volontaires étrangers pour sa guerre contre l'Empire ottoman. Le projet aurait échoué, dans chaque cas, en raison du refus par le candidat de la rétrogradation posée comme condition de tout recrutement. Ces récits ont pu être considérés comme plausibles,, mais le constat partagé est qu'aucune preuve directe n'a jamais été apportée à leur appui,,.
Le 9 septembre 1789, Napoléon Bonaparte quitte Auxonne pour un nouveau congé de six mois. Il ne réintègre son régiment que le 11 ou 12 février 1791. Le 1er juin 1791, il devient lieutenant en premier avec rang au 1er avril 1791 et il est transféré à la 1re compagnie de canonniers du capitaine de La Catonne, du 2e bataillon du 4e régiment d'artillerie, qui tient garnison à Valence. Il quitte Auxonne le 14 juin 1791 et entre de nouveau en garnison à Valence le 16 juin 1791. Il obtient difficilement un nouveau congé de trois mois, part de Valence le 31 août 1791 et ne réintègrera que le 26 juin 1793 son régiment à Nice avec le grade de capitaine[réf. nécessaire].

## Premières armes (1788-1799)
Lorsque la Révolution éclate en 1789, le lieutenant Bonaparte a dix-neuf ans. Il est présent depuis le 15 juin 1788 au régiment de La Fère, alors à l'école royale d'artillerie à Auxonne dirigée par le maréchal de camp Jean-Pierre du Teil. Ce dernier lui confie la répression de la première émeute de la faim qui éclate dans la ville le 19 juillet 1789[réf. nécessaire].
Napoléon retourne à plusieurs reprises en Corse, où les luttes de clans avaient repris, les paolistes soutenant la monarchie à l’anglaise, et les Bonaparte la Révolution. Napoléon se fait élire, dans des circonstances floues (522 voix sur 492 inscrits), lieutenant-colonel en second du 2e bataillon de volontaires de la Corse à Ajaccio le 1er avril 1792. Les troubles qui suivent cette élection amènent les autorités de l'île à éloigner Bonaparte en lui confiant une mission sur le continent au moment où la France déclare la guerre à l'Autriche. Présent ponctuellement à Paris, le jeune officier est spectateur de l’invasion des Tuileries par le peuple le 20 juin 1792 et aurait manifesté alors son mépris pour l'impuissance de Louis XVI. Ce dernier signe, quelques jours plus tard, son brevet de capitaine ; ce sera l'un de ses derniers actes publics.
De retour à Paris, Bonaparte est nommé capitaine le 13 juillet 1792, dans le contexte de la guerre, où l'on a besoin de soldats. De plus, il ne reste que 14 officiers sur 80 dans son régiment, le 4e d'artillerie. La guerre prend de l'ampleur à l'automne 1792 avec la constitution d'une coalition des monarchies européennes contre la toute nouvelle République française, coalition à laquelle participe le royaume de Sardaigne. C'est à son poste de commandant en second du bataillon Quenza-Bonaparte que ce dernier fait ses premières armes en février 1793, participant à la tête de l'artillerie à l'expédition de La Maddalena. Malgré l'efficacité et la détermination de Napoléon, l'opération commandée par Colonna Cesari, un proche de Paoli, est un échec cuisant. Cet événement et l’exécution du roi en janvier 1793 attisent la division avec les paolistes, provoquant une révolte des indépendantistes[réf. nécessaire].
Les désaccords entre Paoli et Bonaparte s'accentuent à la suite d'une lettre de Lucien Bonaparte à la Convention pour dénoncer Paoli. Paoli l'apprend, et c'est la rupture entre lui et Bonaparte. La famille de Napoléon, dont la maison a été mise à sac et incendiée le 24 mai 1793 par les paolistes, est contrainte de se réfugier dans une autre résidence, leur petite ferme des Milelli. Quelque temps plus tard, le 11 juin 1793, ils décident de quitter l'île précipitamment à destination de la France continentale, Napoléon déclarant « Ce pays n'est pas pour nous », en parlant de la Corse. Cela va faire naître chez Napoléon une véritable rancune envers les Corses, qu'il évitera tout au long de sa vie. Il déclarera, quelques mois avant sa mort en 1821 au maréchal Bertrand : « La Corse n'est pour la France qu'un inconvénient, une verrue qu'elle a sur le visage ».
Débarqués en France le 13 juin 1793, les Bonaparte s'installent d'abord près de Toulon, puis dans la région de Marseille, en pleine guerre fédéraliste. La famille qui vient de quitter sa Corse natale a beaucoup de mal à vivre en France, sans argent, sans aucune situation stable. Napoléon Bonaparte, ce jeune capitaine en garnison à Nice, obtient un rappel de solde de 3 000 livres. Il est affecté auprès de l'armée chargée de mater l'insurrection fédéraliste du Midi. Il s'active à approvisionner l'artillerie de Nice en munitions et en poudres durant l'été 1793, ce matériel étant bloqué à Avignon par les girondins.
Le 29 juillet 1793, Bonaparte est à Beaucaire, et c'est à cette période qu'il rédige le fameux Souper de Beaucaire, pamphlet politique pro-jacobin et anti-fédéraliste, dans lequel un militaire discute avec des bourgeois, en leur disant qu'ils doivent se rallier à la Convention nationale. Ce pamphlet sera d'ailleurs utilisé comme instrument de propagande de la Convention. Le 28 août 1793, alors que Marseille vient d'être reprise par les jacobins et que la famille Bonaparte s'y installe, Toulon, tenue par les fédéralistes et les royalistes, se livre aux troupes britanniques et espagnoles. L'arsenal et la flotte française sont livrés aux Anglais.

### Siège de Toulon (1793)

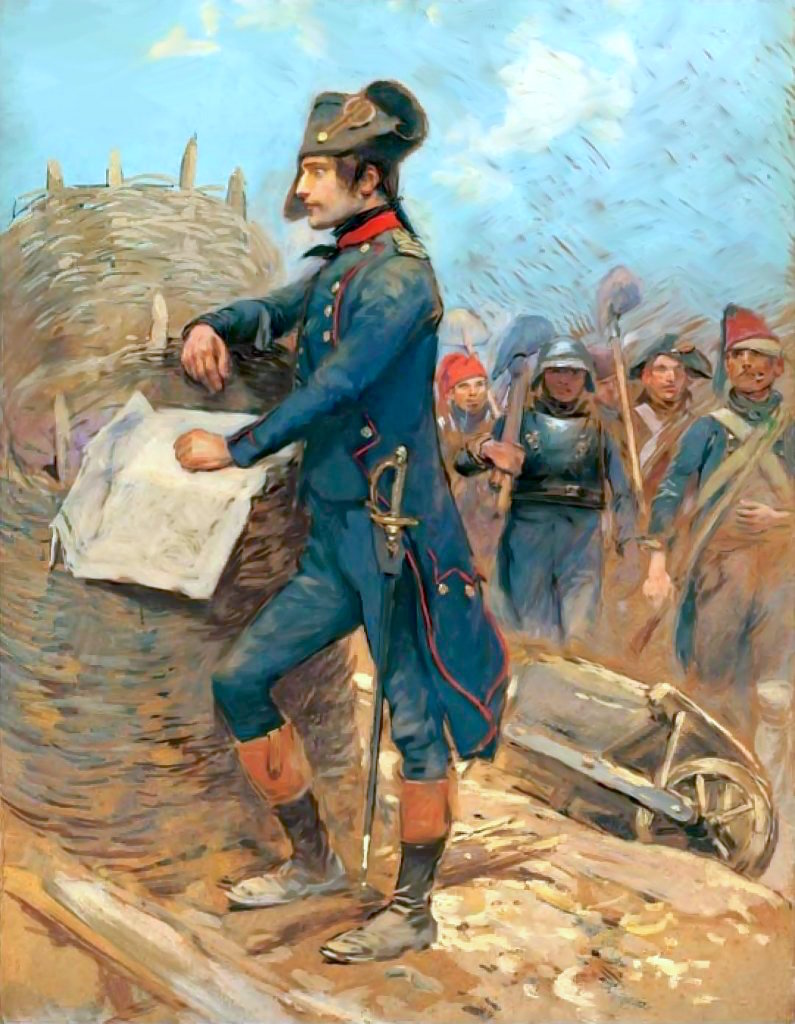
Bonaparte pendant le siège de Toulon.
Toile d'Édouard Detaille, musée de l'Armée, XIXe siècle.

Bonaparte est capitaine d’artillerie lorsqu'il se présente au général Carteaux chargé de diriger le siège de la ville. Celui-ci ne l'écoute pas et ne suit pas ses conseils. Bonaparte obtient, à la demande des commissaires Augustin Robespierre et son compatriote Salicetti, le commandement de l'artillerie, avec le grade de chef de bataillon. Bonaparte s'oppose aussi à Louis Fréron, qui, par sa mauvaise gestion des affaires militaires, contribue au lancement de sa carrière. Il rencontre lors de ce siège de jeunes officiers comme Marmont ou Victor et le sergent Junot qui accompagneront la suite de sa carrière. L'artillerie est dirigée par Dommartin, mais Bonaparte est nommé commandant à sa place, le 19 octobre 1793. Le 23 novembre, il parvient, avec ses hommes, à capturer le général anglais Charles O'Hara.
Après l'échec d'un assaut contre Toulon, Napoléon soumet un plan d'attaque au général Dugommier, qui a pris le commandement du siège. L'application de ce plan permet la reprise de la ville aux troupes royalistes et britanniques le 18 décembre, après la prise du Petit Gibraltar. Ses ordres contribuent à forcer la flotte britannique à quitter la rade de Toulon et à priver ainsi les insurgés d'un soutien précieux. Il est fait général de brigade le 22 décembre 1793 et refusera au commissaire Augustin Robespierre (frère de Maximilien de Robespierre), son protecteur, le commandement de l'armée de Paris. Augustin dira d'ailleurs à son frère, par une lettre, que Bonaparte est « un mérite transcendant et Corse ». Le nom de « Bonaparte » est désormais connu de Maximilien de Robespierre.

### Bonaparte, jeune général victorieux
Après cette victoire, Bonaparte suscite l'admiration à la Convention, mais aussi des femmes. Il se met à fréquenter Désirée Clary, qui devient officiellement sa fiancée le 21 avril 1795 (2 floréal de l'an III).
Il obtient une mission de ravitaillement à Gênes le 15 juillet 1794, visant à se renseigner sur les forces militaires de la république de Gênes. Le 27 juillet 1794 (9 thermidor de l'an II), il rentre à Paris, le jour de la chute de Robespierre. Ses amitiés avec les jacobins lui valent d’être brièvement arrêté le 9 août 1794 à Antibes, au fort Carré. La situation reste mauvaise pour Bonaparte. Il remonte ensuite à Paris, et se présente au ministère de la Guerre qui lui propose d'aller faire de la répression en Vendée, mais Bonaparte refuse, car il a l'esprit tourné vers l'Italie. Pour éviter d'y aller de force, il se présentera malade de la gale, accompagné d'un certificat médical.
Au mois de juillet 1795, il espère aller en Turquie à la demande du sultan pour devenir officier instructeur. Cela échouera, il n'est pas retenu.
Le 15 septembre 1795, il est renvoyé brusquement — ou il démissionne, la cause reste encore floue. Désormais sans affectation et sans solde, c'est une catastrophe pour lui. Mais Bonaparte ne tardera pas à reparaître le 13 vendémiaire an IV (5 octobre 1795).

### Insurrection royaliste de 1795

Journée du 13 vendémiaire, gravure représentant la canonnade de l’église Saint-Roch par Charles Monnet.

Une fois Bonaparte libéré, François Aubry, membre du comité militaire, lui propose en 1795 un commandement en Vendée mais il refuse et lui dit même « on vieillit vite sur le champ de bataille et j'en arrive ». Aubry le met alors en congé, mais sans solde. Par la suite, il erre à Paris sans commandement effectif ; sans argent, il va souvent dîner chez Bourrienne ou chez Mme Panoria Comnène, épouse Permon, une connaissance de Corse, avec Junot, les deux étant devenus inséparables depuis le siège de Toulon.
Le 13 vendémiaire an IV (5 octobre 1795), Barras, à qui revient la charge de commander les opérations de défense, demande à Bonaparte de réprimer l’insurrection royaliste contre la Convention nationale. En effet, 25 000 royalistes préparent une insurrection à Paris. À cette occasion, Bonaparte a sous ses ordres un jeune officier, Joachim Murat, chef d'escadron, son futur beau-frère. Ce dernier joue un rôle déterminant, en transférant à temps les canons indispensables depuis les Sablons jusqu'aux abords des Tuileries. La canonnade de Saint-Roch — où les boulets ont été remplacés par de la mitraille plus efficace — disperse les forces royalistes, faisant trois cents morts.
Quelques jours plus tard, Bonaparte est promu général de division, le 24 vendémiaire an IV (16 octobre 1795), puis nommé général en chef de l’armée de l'Intérieur, le 3 brumaire an IV (25 octobre 1795), succédant à Barras qui devient l’un des cinq membres du Directoire, régime qui succède à la Convention le 4 brumaire an IV (26 octobre 1795). Il s'installe alors à Paris, à l’hôtel de la XVIIe division, rue des Capucines. Bonaparte fait ici une ascension extraordinaire et fulgurante en devenant, en quelques semaines seulement, un personnage très important de la capitale.

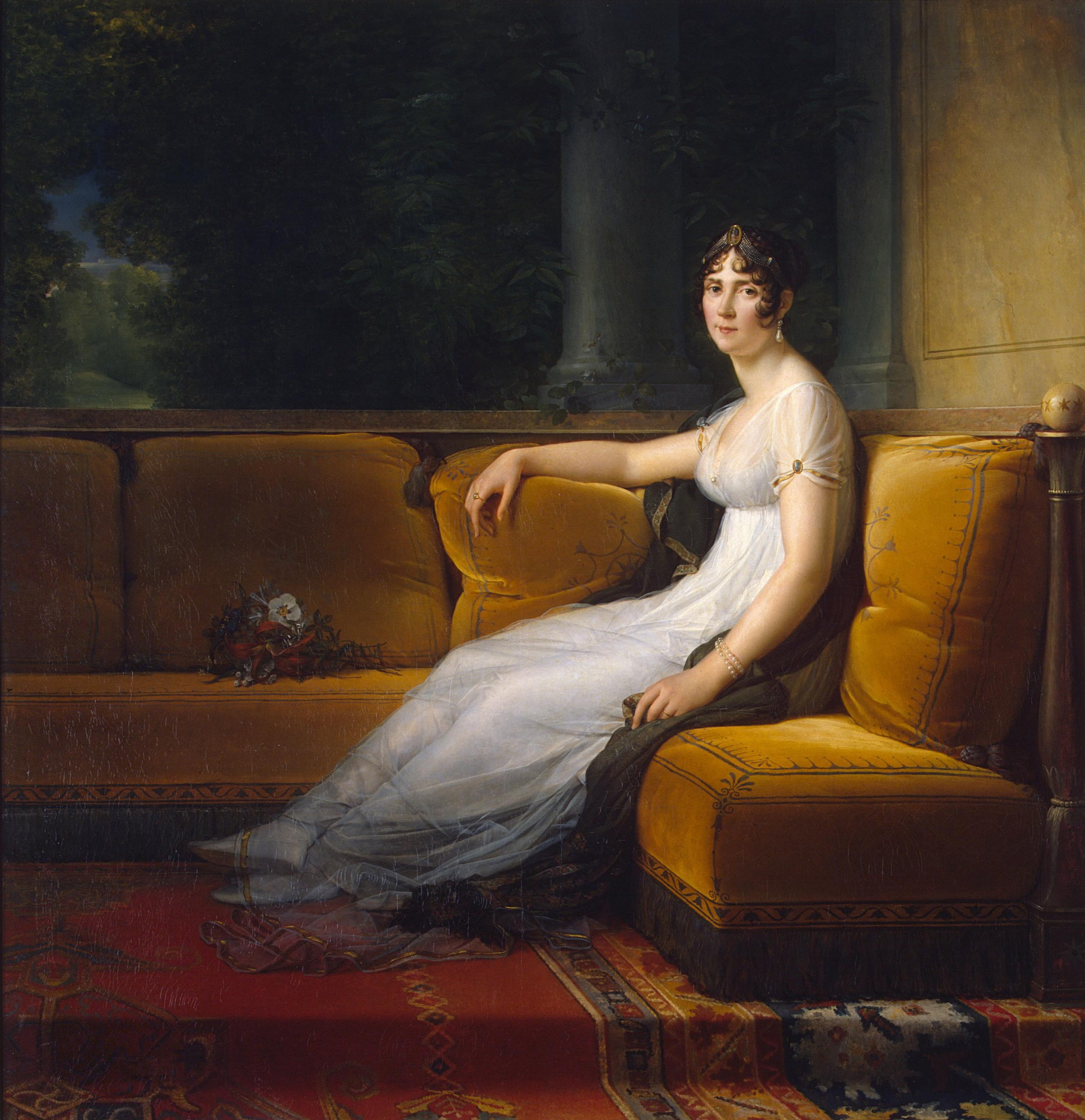
Joséphine de Beauharnais, premier grand amour de Napoléon.

### Bonaparte et Joséphine
Marie Josèphe Rose Tascher de la Pagerie est veuve d’Alexandre de Beauharnais, général de l’armée du Rhin, accusé de s’être rendu au siège de Mayence de 1793 : il a été guillotiné en 1794, tandis qu'elle a été emprisonnée. Alexandre lui avait donné deux enfants : Eugène et Hortense. Joséphine est née en Martinique en 1763 : son père y possédait une plantation de cannes à sucre.
Après une première rencontre entre Bonaparte et Joséphine le 15 octobre 1795, une véritable passion naît entre les deux amants. Très rapidement ils décident de se marier. Bonaparte s'empresse donc d'écrire une lettre de rupture à Désirée Clary, dont la sœur Julie a été mariée à Joseph le 1er août 1794. Le 9 mars 1796, en retard à la cérémonie, Bonaparte arrive et s’écrie auprès du commissaire chargé de remplacer le maire « Mariez-nous vite », en le réveillant. Le mariage républicain a lieu à Paris dans la mairie du IIe arrondissement (l’ancien) ; il n'y a pas de mariage religieux. Paul Barras, l'ancien amant de Joséphine, est présent. Sur leur certificat, les époux falsifient leur âge, effaçant quasiment leur différence qui est de six ans : Joséphine se donne quatre ans de moins et Bonaparte dix-huit mois de plus. En outre, le mariage n'est pas réglementaire car le commissaire n’est pas habilité à en célébrer. Deux jours plus tard, Bonaparte rejoint son armée d’Italie à Nice, en passant par Marseille pour annoncer à sa mère la nouvelle de son mariage.

### Campagne d’Italie (1796-1797)
Le 2 mars 1796, Bonaparte avait obtenu sa promotion de général en chef de la petite armée d'Italie, appelée en principe à ouvrir un simple front de diversion. Officier d’artillerie de formation, il innove à cette époque dans l’utilisation de l’artillerie (canon de Gribeauval) comme force mobile d’appui des attaques d’infanterie. Il sait motiver ses hommes et fait, sur le terrain qu'il avait reconnu en 1793-94, une campagne d’exception qui reste étudiée dans toutes les écoles de guerre.
C'est la première grande campagne de Bonaparte, à laquelle il attachera beaucoup d'importance tout au long de sa vie. Stendhal dira même qu'il s'agit de la période la plus brillante de la vie de Bonaparte. L'armée que l'on confie à Bonaparte n'est pas censée être très importante ; il s'agit d'une campagne de diversion, tandis que deux armées du Rhin bien plus puissantes contournent les Autrichiens par le nord. Il remportera victoire sur victoire et réorganisera le nord de l'Italie.
En un peu plus d’un an, il bat cinq armées autrichiennes, fréquemment à un contre deux, et décide seul du sort de la guerre, les armées françaises du Rhin étant battues par les Autrichiens qui doivent affaiblir leurs troupes sur ce front pour envoyer des renforts en Italie. Il bat séparément quatre généraux piémontais et autrichiens (dont Colli, von Beaulieu et Argenteau à Millesimo, Montenotte), après s'être emparé du massif de l'Authion avec Masséna, là où les généraux Gaspard Jean-Baptiste Brunet et Jean Mathieu Philibert Sérurier avaient échoué, à la baisse de Turini-Camp d'argent, et signe l’armistice de Cherasco avec le royaume de Sardaigne[réf. nécessaire].
Dans une deuxième phase, il bat une nouvelle armée autrichienne envoyée en renfort et commandée par Sebottendorf à Lodi et Beaulieu à Borghetto. Le 15 mai 1796, le jeune Bonaparte entre dans Milan, à la tête de son armée[réf. nécessaire].
Dans une troisième phase organisée autour du siège de Mantoue, il bat deux nouvelles armées autrichiennes commandées par Quasdanovich et Wurmser dans sept batailles, dont Castiglione et Roveredo. Enfin, les renforts commandés par Alvinczy sont à nouveau battus au pont d’Arcole et à Rivoli. C'est le 15 novembre 1796 que Bonaparte, âgé de 27 ans se bat aux côtés de ses soldats à la fameuse bataille du pont d’Arcole. Les soldats surprennent l’ennemi autrichien, en marchant au pas de charge. Muiron, l'aide de camp de Bonaparte, mourra à Arcole à l’âge de 22 ans.
Tout en organisant l’Italie en républiques sœurs sur le modèle de la République française, il marche sur l’Autriche et signe seul les préliminaires de paix de Leoben. La rue qu'il habitait à Paris, qui s'appelait rue Chantereine, fut rebaptisée rue de la Victoire, nom qu'elle a conservé à ce jour[Quand ?].
Pendant cette campagne, Joséphine s’est rapprochée d’un nouvel homme, le capitaine Hippolyte Charles, qui devient son amant peu après son mariage avec Bonaparte.

Toiles illustrant la légende napoléonienne
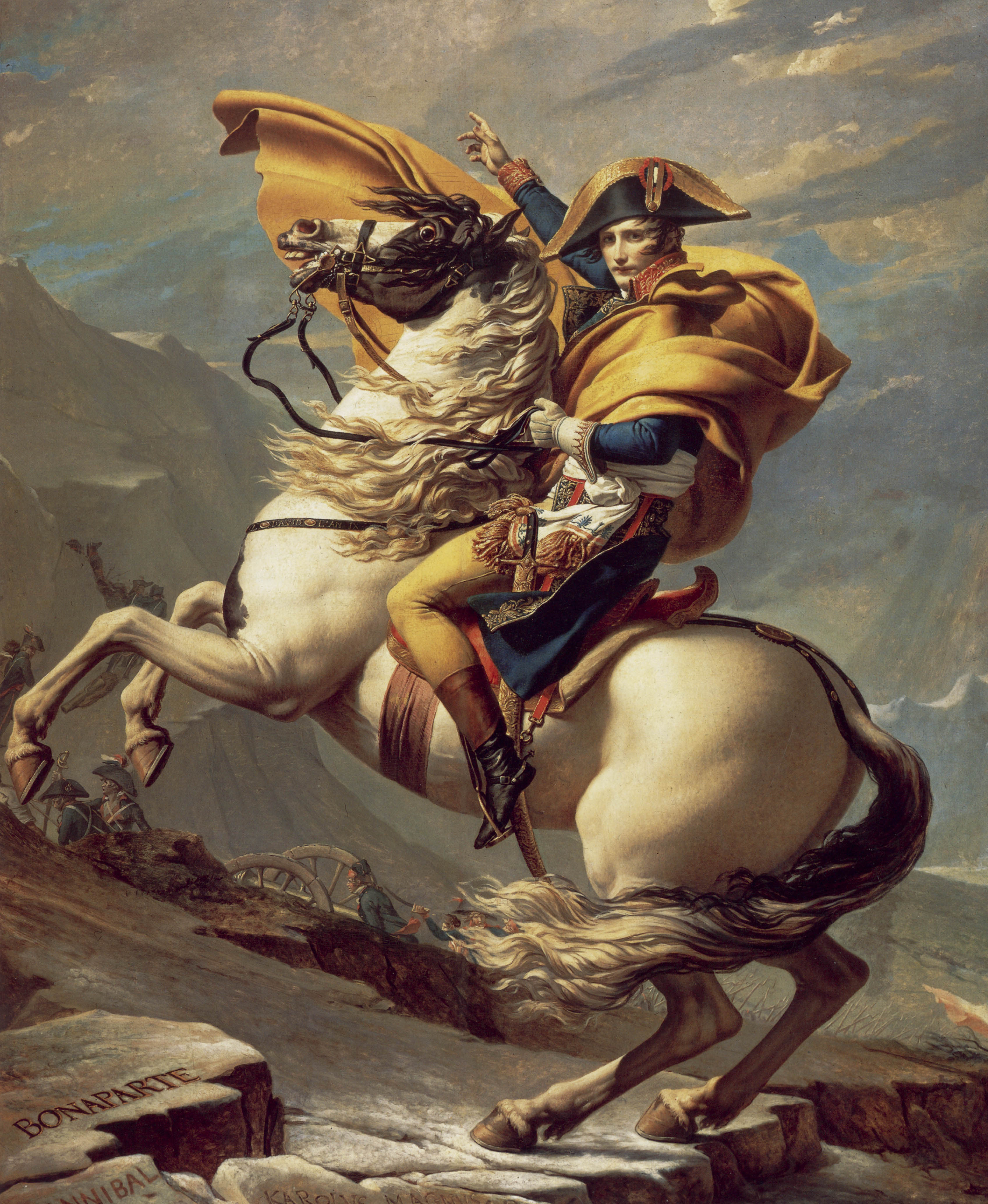
Bonaparte franchissant le Grand-Saint-Bernard par Jacques-Louis David, 1800, musée du château de Malmaison.
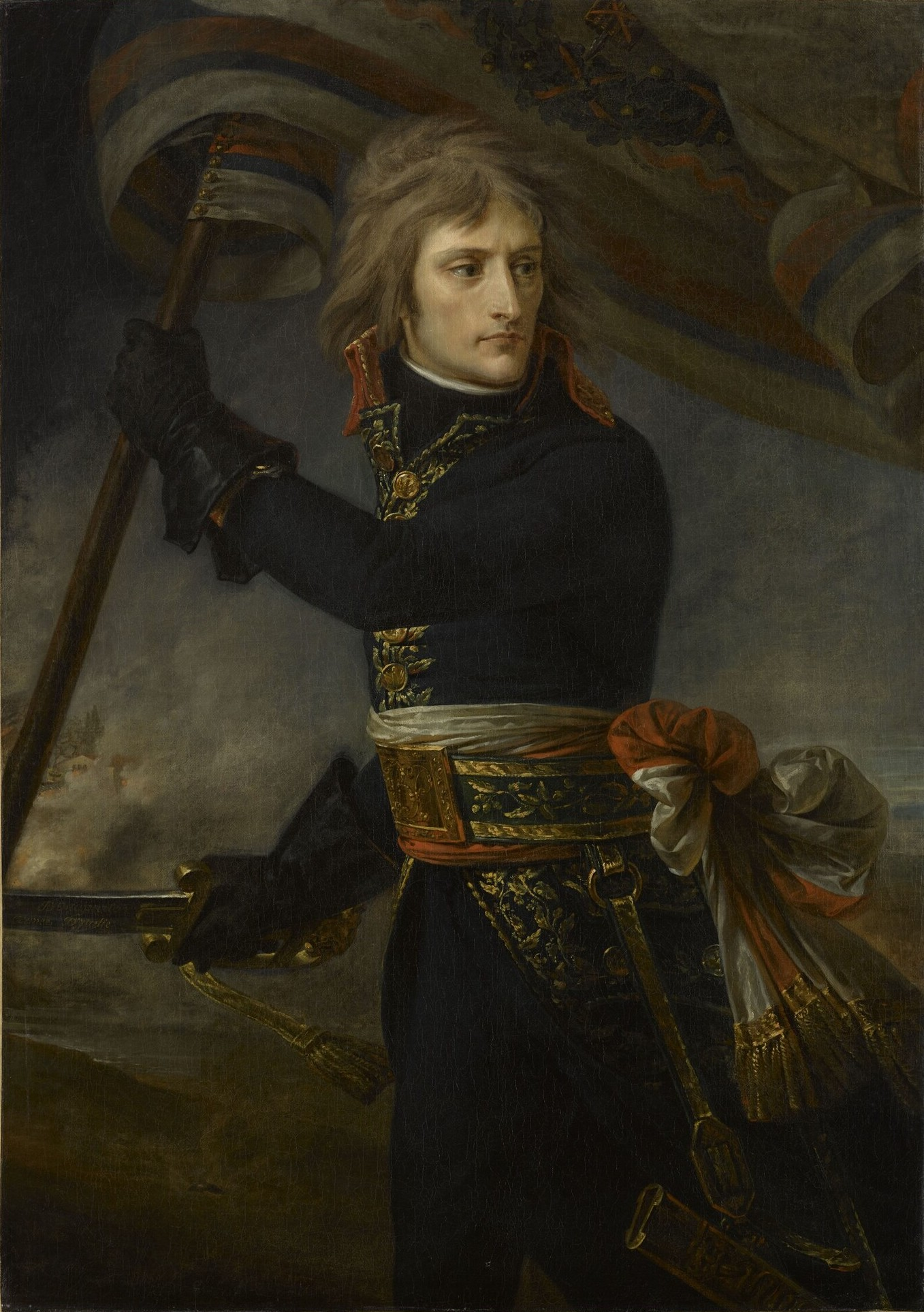
Bonaparte au pont d'Arcole, par Antoine-Jean Gros (ca. 1801), musée du Louvre, Paris.
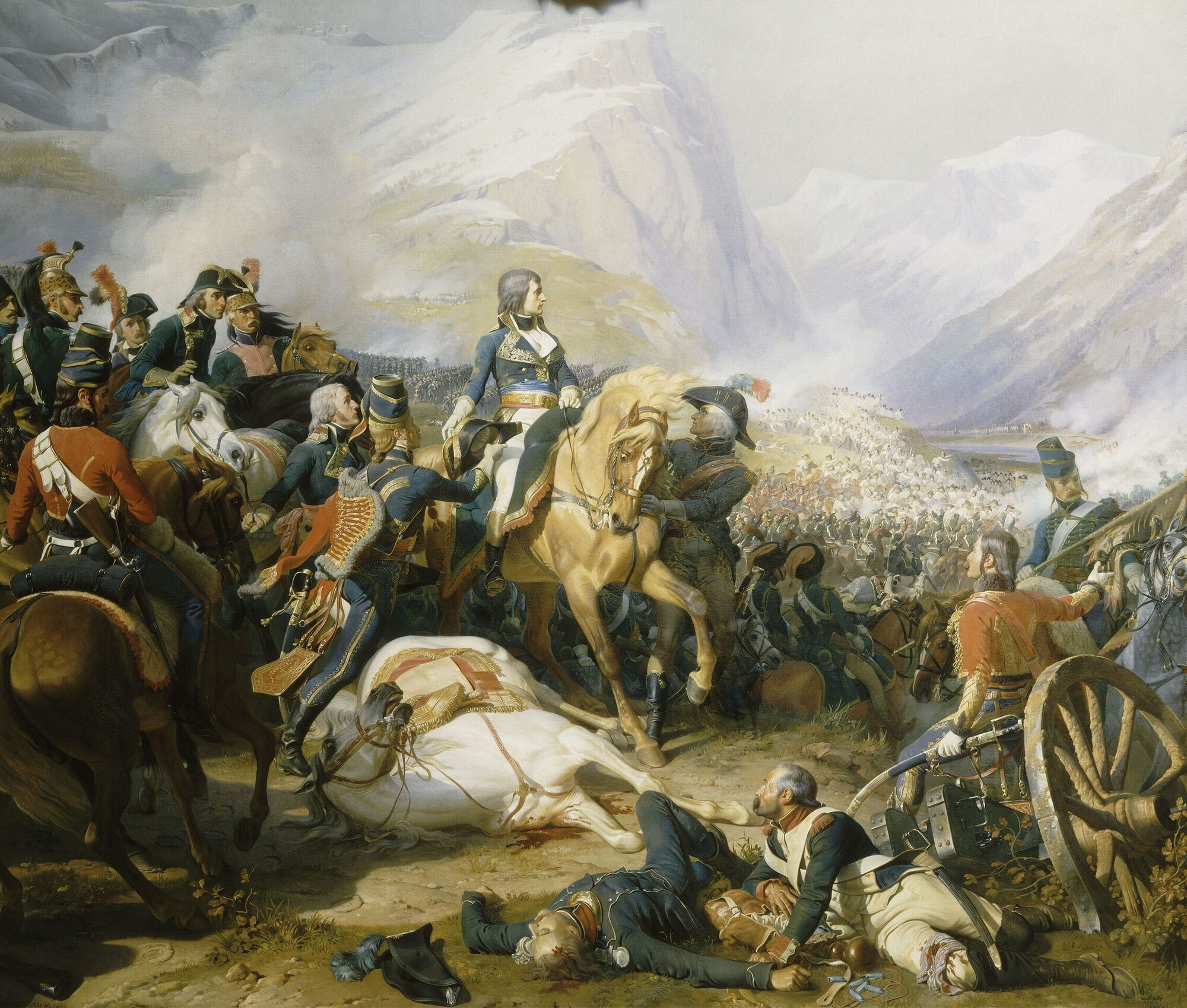
Napoléon Bonaparte à la bataille de Rivoli par Philippoteaux, 1844, château de Versailles.

### Campagne d’Égypte (1798-1801)

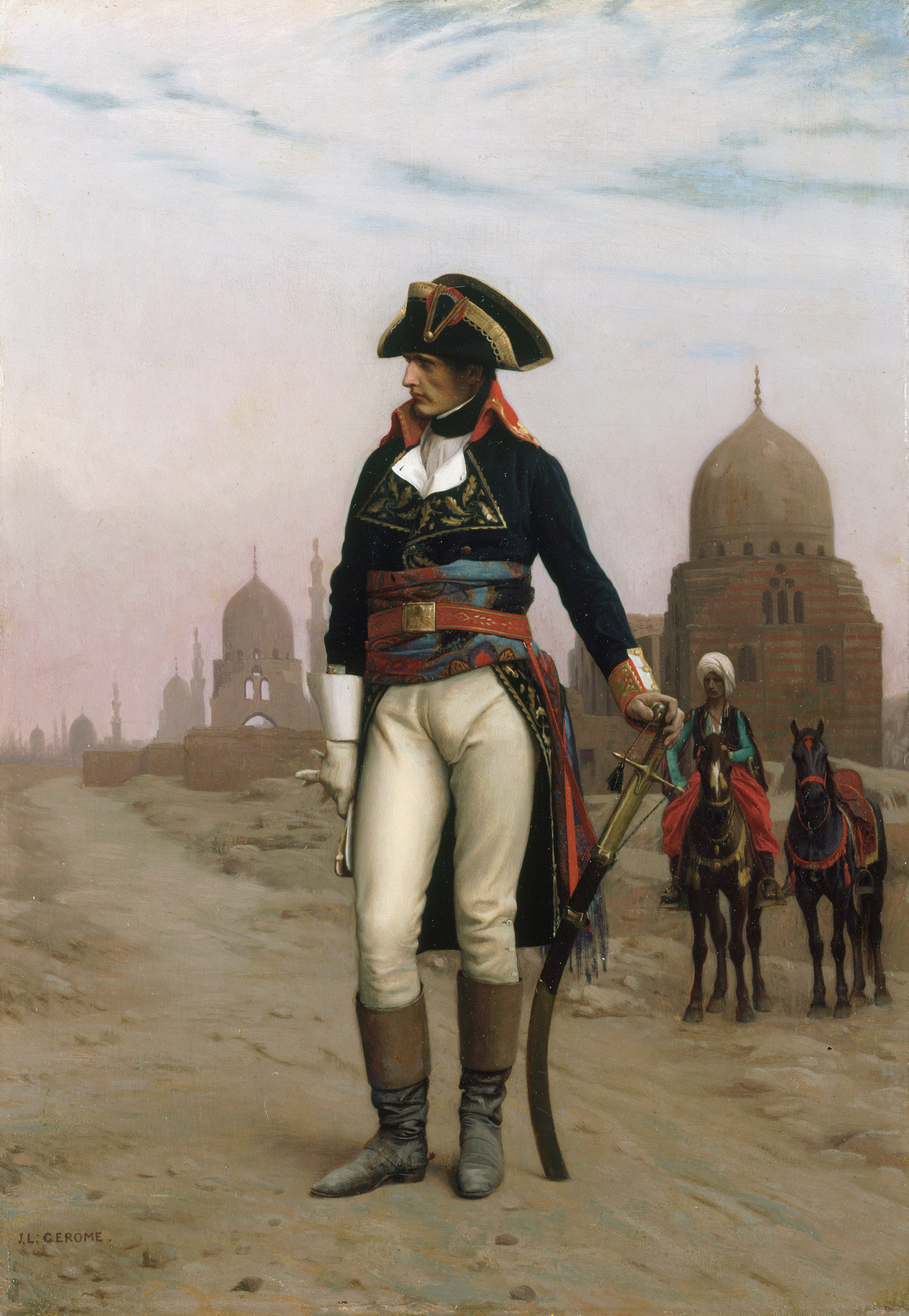
Le Général Bonaparte au Caire, peint par Jean-Léon Gérôme vers 1863. Collection du Musée d'Art de l'université de Princeton.

À son retour d’Italie, en décembre 1797, Bonaparte est accueilli comme un héros par le Directoire qui organise une cérémonie officielle pour célébrer la paix de Campo-Formio. Sa popularité auprès des Français est de plus en plus importante et le 25 décembre 1797, il est élu membre de l'Institut dans la section des arts mécaniques de la classe des sciences physiques et mathématiques. En février 1798, le Directoire soumet à Bonaparte le projet d'une invasion de l'Angleterre. Celui-ci inspecte alors les côtes françaises de Boulogne, Calais et Dunkerque, en vue de la réalisation du projet. Le 23 février 1798, le gouvernement abandonne le projet d'invasion de l'Angleterre sur les conseils de Bonaparte, qui, lui-même influencé par Talleyrand, persuade alors le Directoire de porter la guerre en Égypte, où il pourra couper la route des Indes à la Grande-Bretagne. Le 24 février 1798, le rapport est présenté à Barras. Le 5 mars, inquiet de la popularité de Bonaparte, le Directoire le charge de mener l'expédition en Égypte, avec l'arrière-pensée de s'en débarrasser. De même, l'assemblée électorale des Landes l'ayant choisi pour député en avril 1798, son élection est invalidée le 22 floréal an VI (11 mai 1798), avec celle de cent cinq autres députés, pour l'essentiel jacobins.
En avril 1798 est créée l’armée d’Orient, placée sous les ordres de Bonaparte. Le général Bonaparte organise son état-major et choisit, comme en Italie, huit officiers comme aides de camp : Duroc, Beauharnais, Jullien, le polonais Sulkowski, Croizier, Lavalette, Guibert et Merlin. Les généraux Kléber, Desaix, Murat, Lannes, Davout, Menou, Caffarelli, Jullien, Andréossy et Dumas l'accompagnent, ainsi que des scientifiques qui formeront l’Institut d'Égypte.
Le 19 mai 1798, Bonaparte quitte Toulon avec le gros de la flotte française et parvient à échapper à la poursuite de la flotte britannique de Nelson. Les Français s’emparent d'abord de Malte, les 10 et 11 juin 1798, pour assurer les communications ultérieures entre la France et l’Égypte. Le 19 juin 1798, après avoir laissé une garnison de 3 000 hommes sur place, la flotte met le cap sur Alexandrie qu’elle atteint le 1er juillet 1798. Après une courte résistance, la ville est prise le lendemain[source insuffisante].
Bonaparte laisse trois mille hommes à Alexandrie et se dirige vers l’est, en longeant le delta du Nil jusqu’au fleuve qu’il remonte ensuite vers Le Caire. Le premier véritable combat de la campagne d'Égypte a lieu à Chebreiss le 13 juillet 1798 où les cavaliers mamelouks sont défaits, grâce à l’artillerie de l’armée d’Orient. Le 21 juillet, à la bataille des Pyramides de Gizeh, Bonaparte bat à nouveau l’armée des mamelouks. Le 24 juillet, Bonaparte et son armée entrent en vainqueurs au Caire. Les 1er et 2 août, la flotte française est presque entièrement détruite à Aboukir par la flotte de l'amiral Nelson. Désormais, les Britanniques sont maîtres de la Méditerranée et Bonaparte est prisonnier de sa conquête. À la suite de cette défaite, les Turcs déclarent la guerre à la France le 9 septembre, car l'Égypte fait partie de l'Empire ottoman, comme la majorité du Proche-Orient[réf. nécessaire].
Pendant qu’il décide de faire de l'Égypte un véritable État capable de vivre en autarcie, Bonaparte envoie le général Desaix poursuivre Mourad Bey jusqu’en Haute-Égypte, complétant ainsi la soumission du pays. Poussés par les Britanniques et les Turcs, les mamelouks survivants influencent la population du Caire qui se révolte le 21 octobre contre les Français. Cette révolte est impitoyablement réprimée par les troupes françaises. Le calme revient et Bonaparte rétablit la situation en décrétant finalement une amnistie générale, non sans avoir fait couper bon nombre de têtes, exhibées à la foule terrorisée, et canonner la grande mosquée Al-Azhar[réf. nécessaire].

Toiles illustrant la légende napoléonienne
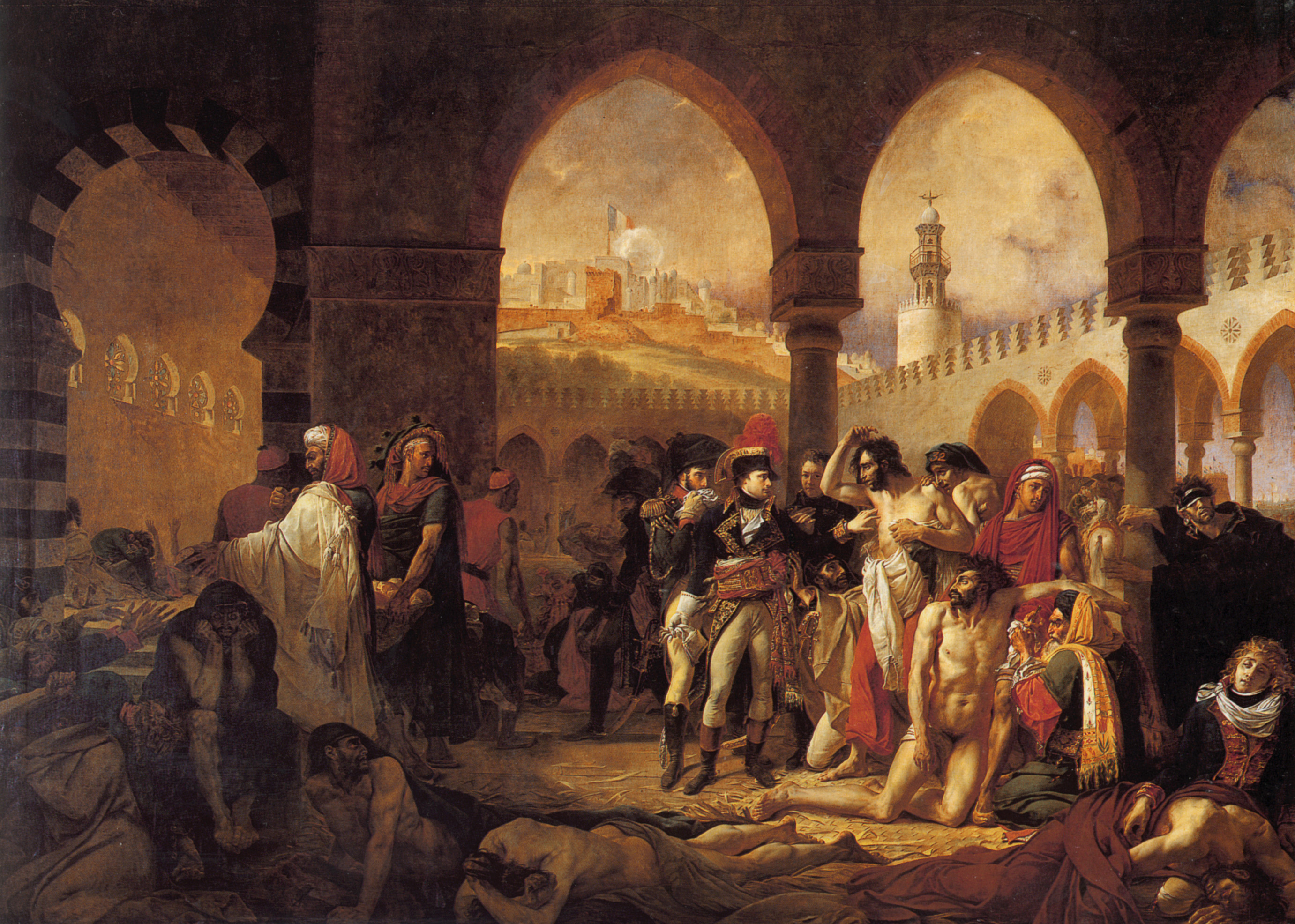
Bonaparte visitant les pestiférés de Jaffa par Antoine-Jean Gros, 1804, musée du Louvre.
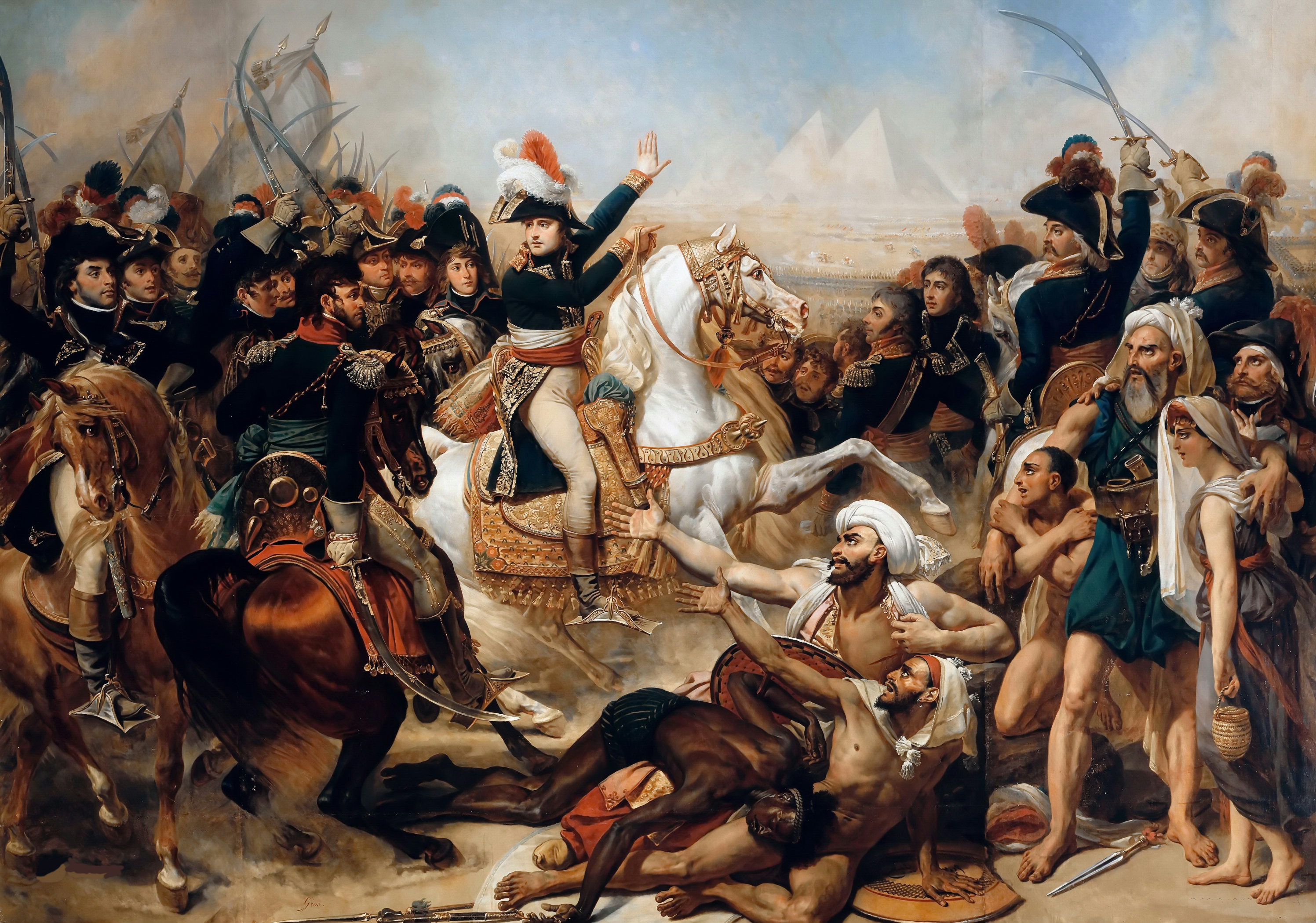
Bonaparte haranguant l'armée avant la bataille des Pyramides, 21 juillet 1798 par Antoine-Jean Gros, 1810, château de Versailles.
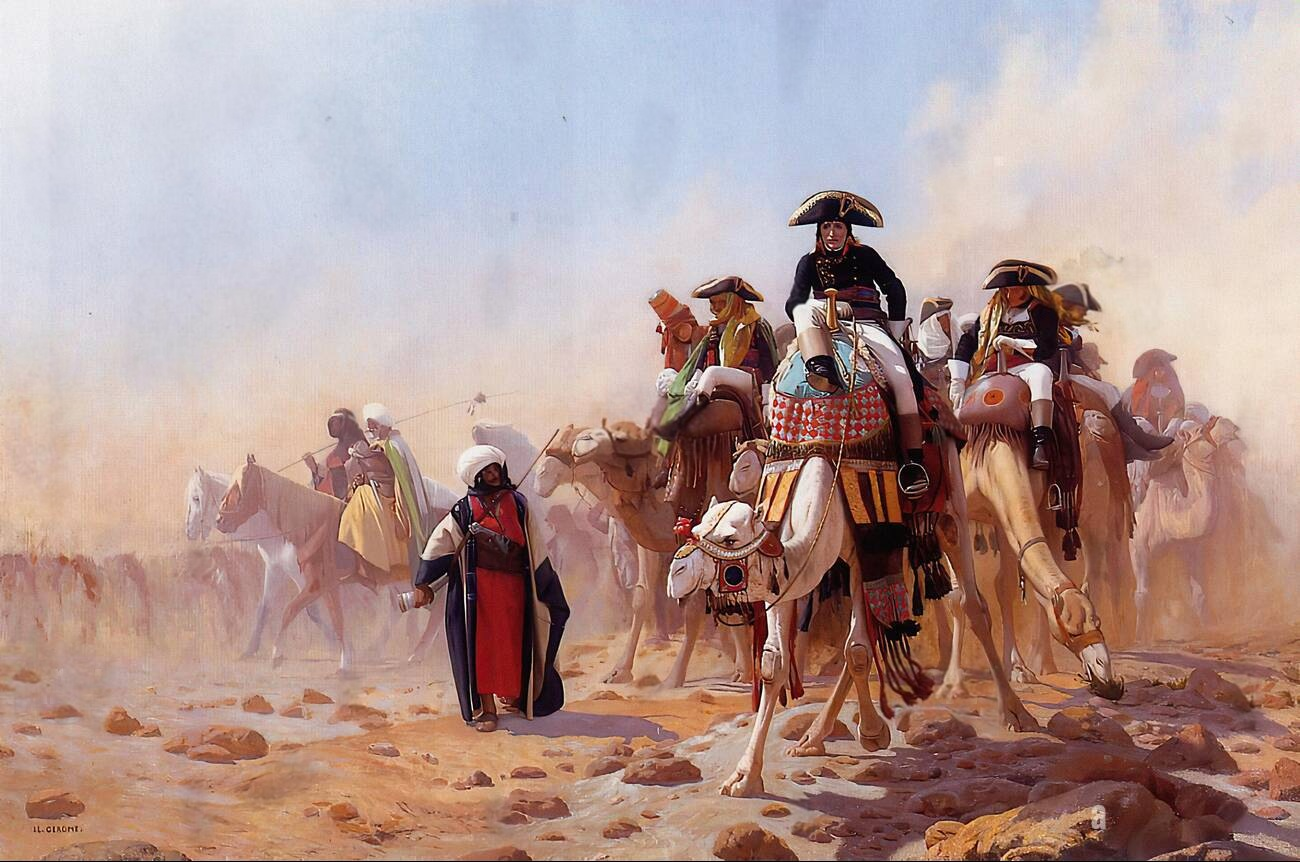
Napoléon et ses généraux en Égypte par Jean-Léon Gérôme, 1867, musée de l'Ermitage.
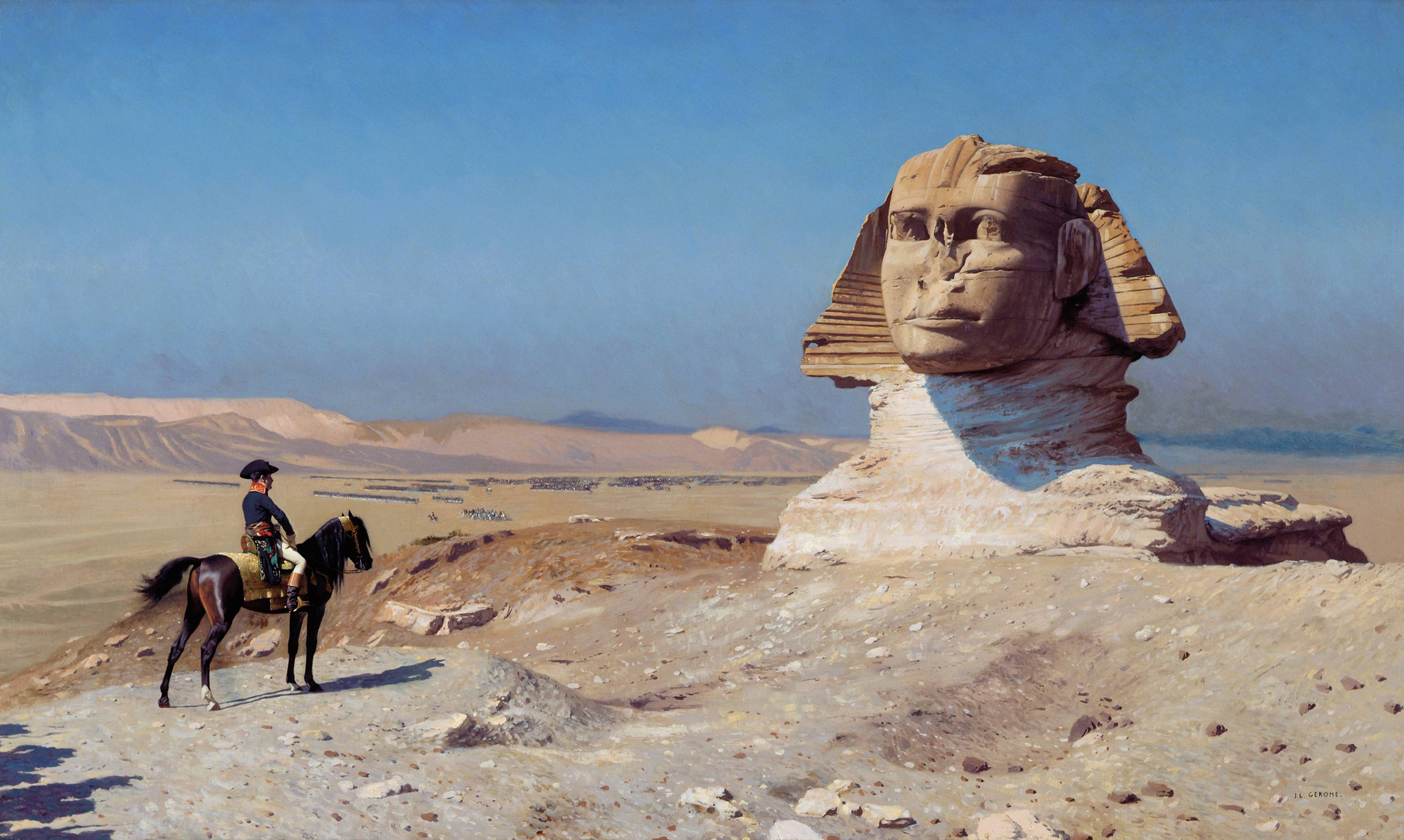
Bonaparte devant le Sphinx par Jean-Léon Gérôme, 1867-1868, Hearst Castle.

### Expédition de Syrie

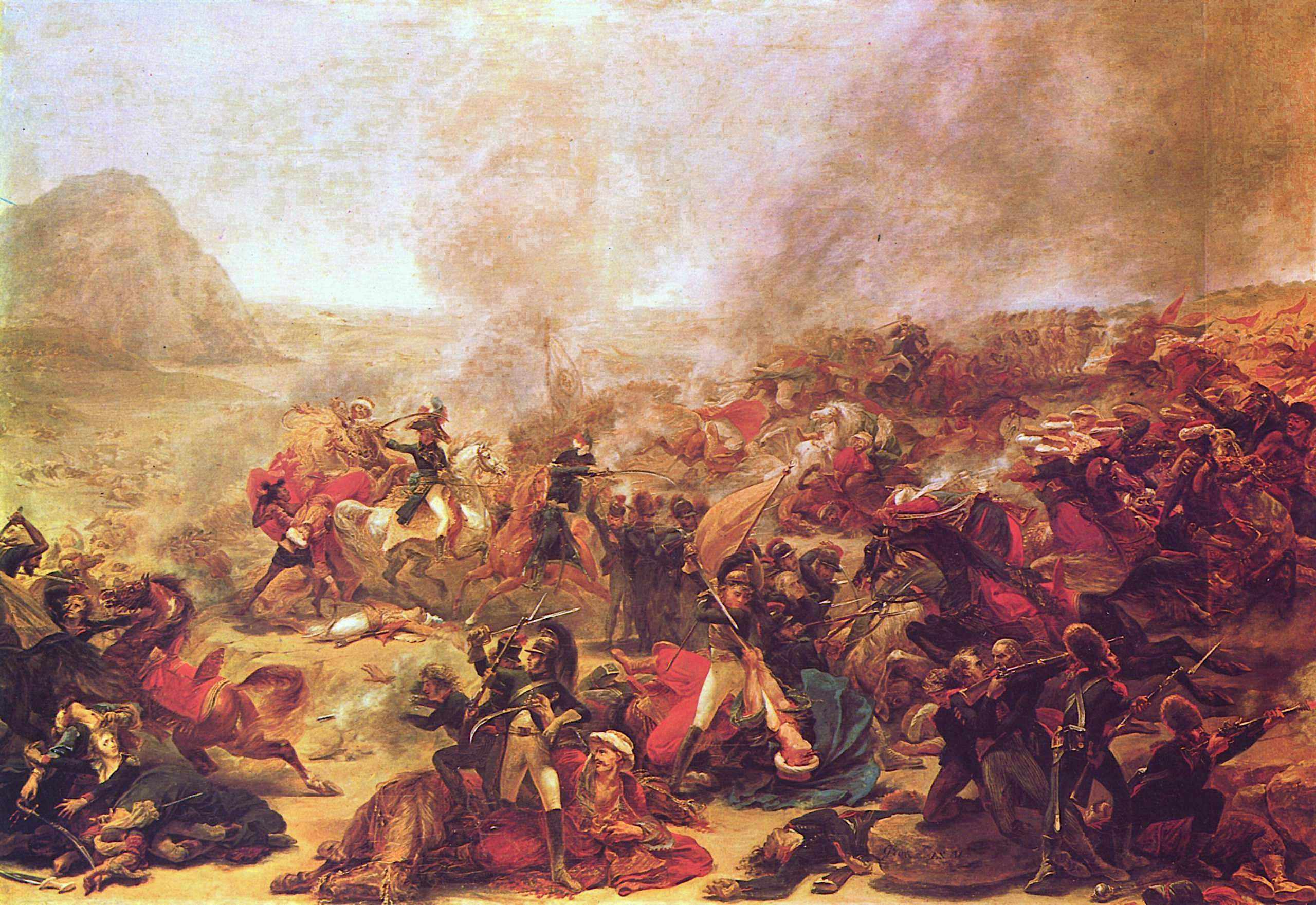
Combat de Nazareth par Antoine-Jean Gros, 1801, musée d'Arts de Nantes.

En février 1799, Bonaparte se déplace en Syrie pour affronter les troupes ottomanes que le sultan a envoyées pour attaquer les Français en Égypte. Le 10 février 1799, Bonaparte quitte Le Caire avec son armée et bat les Turcs aux combats d’El-Arich et de Gaza. Le 7 mars 1799, la ville de Jaffa est prise et pillée par les Français. Napoléon ordonne l'exécution de quelque deux mille cinq cents prisonniers turcs qui sont fusillés ou égorgés faute de munitions. Par ce massacre, il espère impressionner ses adversaires. C’est à ce moment-là que la peste apparaît dans les rangs français. Napoléon est favorable à l'euthanasie des soldats agonisants à l'aide de fortes doses d'opium (utilisé pour calmer la douleur), mais son médecin, le baron Desgenettes, s'y oppose énergiquement.
Le 19 mars 1799, Bonaparte met le siège devant Saint-Jean d’Acre. Le 13 avril 1799, les cavaliers de Junot mettent en déroute les cavaliers ottomans à la bataille de Nazareth et le 16 avril 1799, Bonaparte et Kléber écrasent l’armée turque de secours envoyée par le sultan pour libérer le siège de Saint-Jean d’Acre à la bataille du Mont-Thabor. Bien que victorieuse à cette bataille, le 16 avril 1799, l’expédition en Syrie est ensuite décimée par la peste puis arrêtée à Acre[réf. nécessaire].
De retour à Acre, Bonaparte essaie, en vain, du 24 avril au 10 mai 1799, de prendre la ville. Le 17 mai, il décide d’abandonner le siège et retourne en Égypte. Le 14 juin, il arrive au Caire et, dans un retournement de situation, bat les Turcs le 25 juillet à la bataille terrestre d'Aboukir[réf. nécessaire].
La situation du Directoire lui paraissant favorable à un coup de force, Bonaparte, qui n’a plus qu’une armée de terre affaiblie, ayant perdu sa marine, abandonne le commandement de l’armée d’Égypte à Jean-Baptiste Kléber[réf. nécessaire].
Lors de cette campagne, Bonaparte va être accompagné d’un mamelouk qui le suivra pendant de nombreuses années. Il s’agit de Roustam Raza[réf. nécessaire].

### Retour à Paris, situation de la France

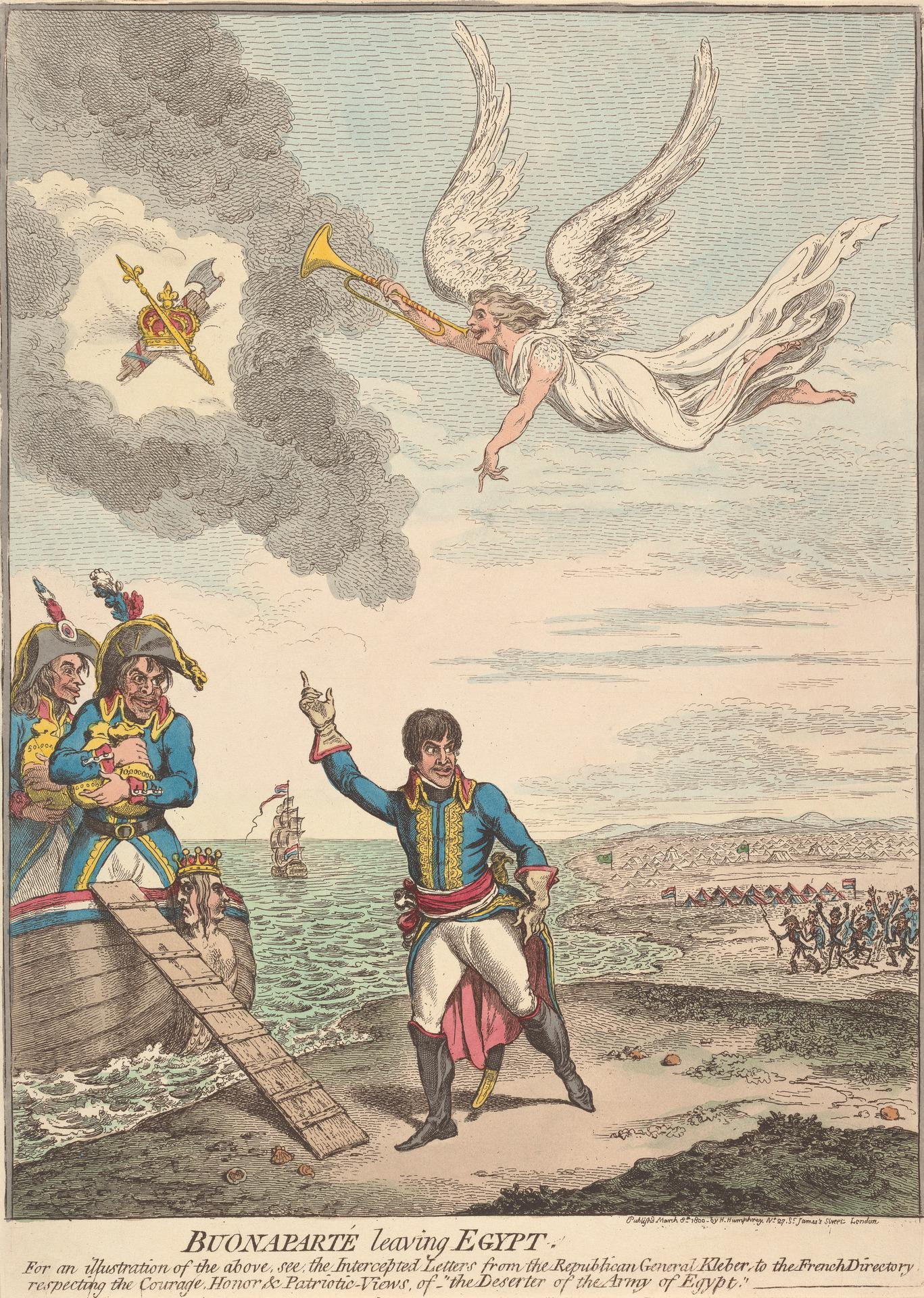
Buonaparte quittant l'Égypte, caricature anglaise de James Gillray, 1800.

Le 23 août 1799, il embarque à bord de la frégate La Muiron pour rentrer discrètement en France, abandonnant au général Kléber une armée diminuée et malade. Il débarque à Saint-Raphaël le 9 octobre après avoir échappé aux escadres britanniques pendant les 47 jours de la traversée. Sur le chemin qui le mène à Paris, il est acclamé par la population[réf. nécessaire].
Jean-Baptiste Kléber se révèle un excellent administrateur et parvient, le 20 mars 1800, à vaincre les Turcs à la bataille d'Héliopolis. Cette victoire permet à la France de conserver l’Égypte, mais Kléber meurt assassiné, le 14 juin au Caire, le jour même de la victoire de Bonaparte en Italie à la bataille de Marengo. Le successeur de Kléber, le général Menou, capitule le 31 août 1801 devant les forces turco-britanniques après avoir perdu 13 500 hommes, principalement victimes des épidémies au cours des négociations de paix. Les soldats français restants sont rapatriés sur les vaisseaux britanniques vers la France[réf. nécessaire].

## Premier consul (1799-1804)

### Coup d’État de 1799

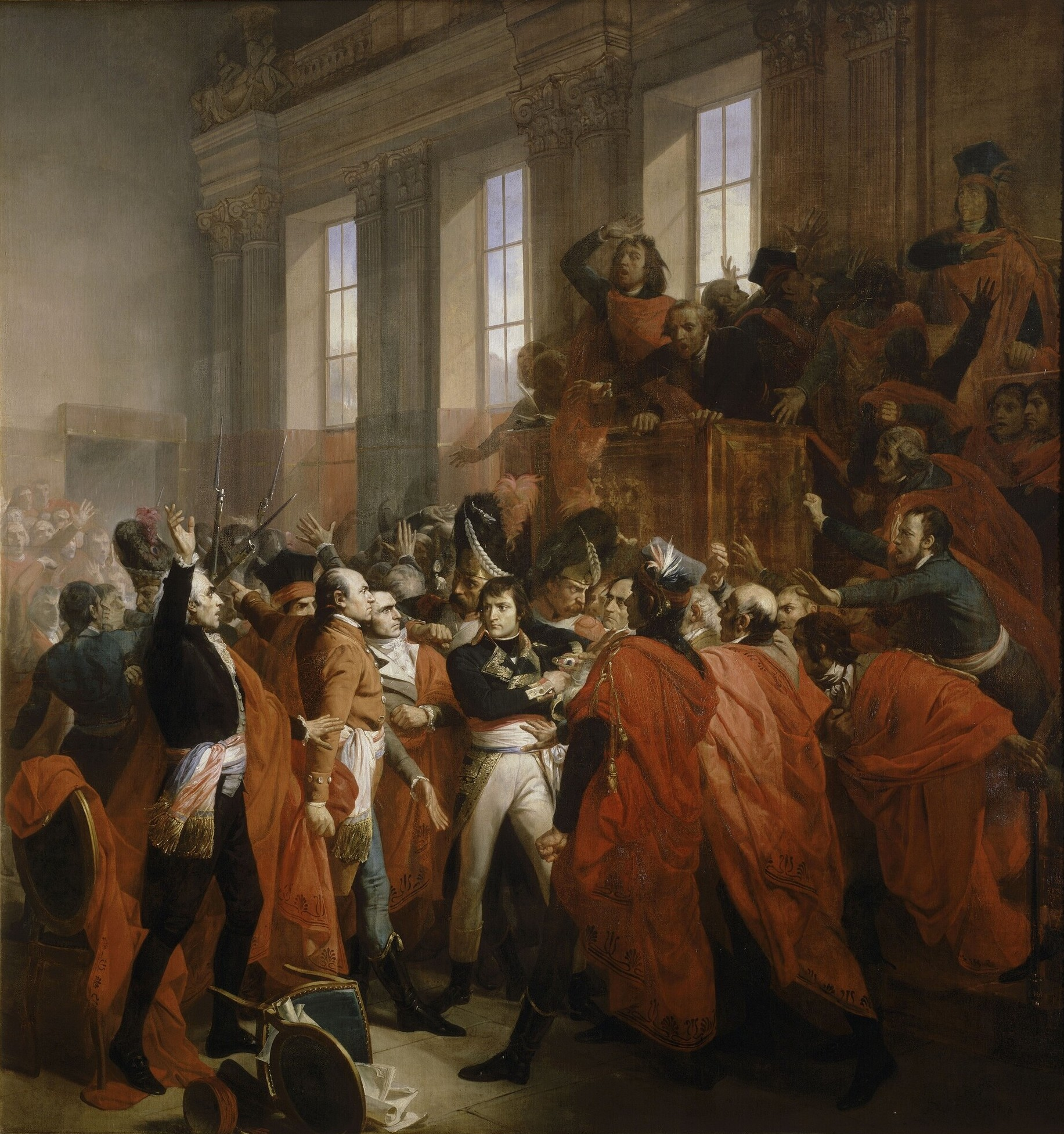
Le général Bonaparte au Conseil des Cinq-Cents, à Saint-Cloud. 10 novembre 1799.
Toile de François Bouchot, 1840, château de Versailles.

Arrivé dans la capitale, le général s’entretient avec Talleyrand, homme politique d’expérience et fin connaisseur des forces en jeu. Le schéma du coup d'État du 18 Brumaire (9 novembre 1799) prévoit les opérations suivantes : Bonaparte aura le commandement en chef de l’armée pour le maintien de l’ordre dans Paris et dans les assemblées. On envisage de déplacer les assemblées au château de Saint-Cloud sous le prétexte d’un péril jacobin. En effet, depuis 1789, les assemblées se trouvent toujours sous la menace de la population parisienne[réf. nécessaire].
L'essentiel des événements se déroule le 19 brumaire à Saint-Cloud. Les révisionnistes avaient envisagé une démission collective des cinq directeurs, mais les assemblées ont du retard car cette idée ne fait pas l’unanimité ; Bonaparte s’impatiente et décide d’intervenir. Il tient un discours maladroit devant le Conseil des Cinq-Cents, discours hué par les députés qui l’accusent de vouloir instaurer la dictature. Bonaparte est alors contraint de quitter l’assemblée. Mais il prend rapidement la situation en main avec l’aide de son frère Lucien qui préside les Cinq-Cents. Lucien évite que Napoléon soit mis en cause par les députés qui veulent voter pour mettre hors-la-loi Bonaparte. Lucien retarde le vote et va chercher Murat, qui vient avec la troupe et met de l’ordre dans les assemblées, disant que certains députés voulaient poignarder Bonaparte pour justifier une intervention de l’armée. Les représentations des députés sortant par les fenêtres et voulant poignarder Napoléon sont très répandues. Bonaparte est de fait l’homme fort de la situation, qui fait basculer un coup d’État parlementaire en un coup d’État militaire. Mais Bonaparte reste attaché aux formes juridiques et, dans la soirée du 19 brumaire, les députés restent à Saint-Cloud pour voter la décision de nommer deux commissions pour préparer une nouvelle constitution. On constate alors une volonté d’appuyer le régime sur le vote des représentants du peuple[réf. nécessaire].

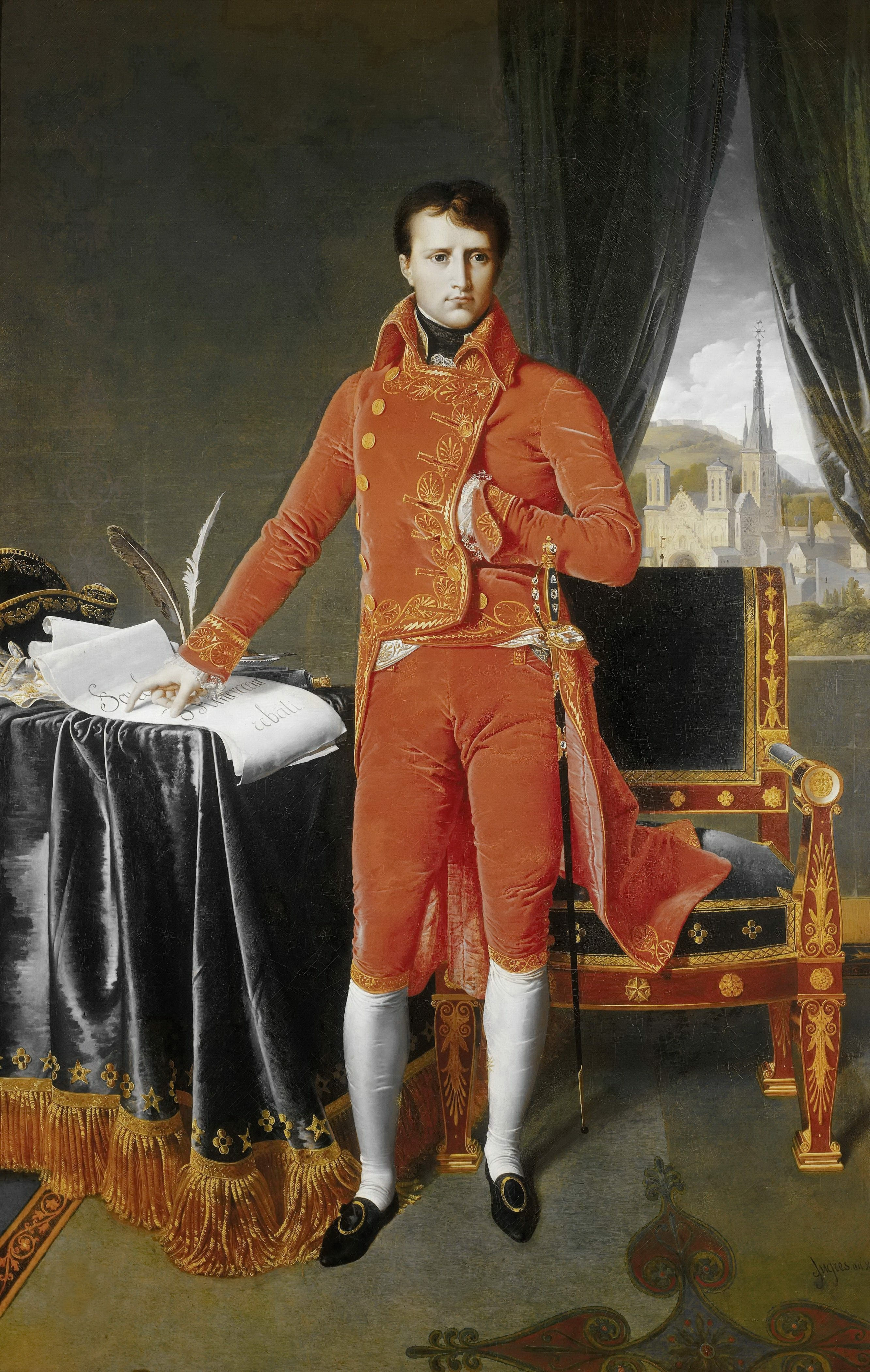
Bonaparte, Premier consul, par Jean-Auguste-Dominique Ingres. Souvent représenté les doigts d'une main glissés dans son gilet, une légende tenace veut qu'il ait toute sa vie porté sa main à l'estomac à cause de son ulcère alors qu'il adoptait une posture commune de l'époque recommandée par la bienséance.

Le 20 brumaire, les trois consuls sont désignés : Bonaparte, Sieyès et Ducos. C’est le début du Consulat[réf. nécessaire].

« La Révolution est fixée aux principes qui l'ont commencée : elle est finie. »

— Bonaparte, 20 brumaire an VIII
Roger Ducos est tout acquis à Bonaparte, alors que Sieyès lui n’entend pas se résigner à abandonner le pouvoir à Bonaparte seul. Il entend bien jouer un rôle dans le gouvernement du Consulat. Pour contrecarrer son encombrant collègue, Bonaparte, multipliant les provocations, maintient aux portefeuilles ministériels les ennemis de Sieyès en offrant les Relations extérieures à Talleyrand et celui de la Police à Fouché[réf. nécessaire].
Le travail de rédaction de la Constitution est confié officiellement à deux commissions législatives formées de députés des Cinq-Cents et des Anciens. Mais c’est Sieyès qui va proposer un projet. À l’examen, le projet s’avérera trop complexe, voire irréaliste. En effet, il prévoit l’instauration d’un régime démocratique fondé sur un pouvoir législatif fort représenté par trois chambres. L’exécutif sera, quant à lui, réduit à une magistrature à vie purement honorifique et à deux consuls aux fonctions limitées. Bonaparte profite des faiblesses de ce plan pour imposer son propre projet et se débarrasser de son encombrant rival. Du 4 au 13 décembre 1799, il réunit ainsi les deux commissions dans son bureau pour élaborer le texte de la nouvelle constitution[réf. nécessaire].
La Constitution de l’an VIII est adoptée en comité restreint le 13 décembre 1799. Elle s’inspire en partie du projet de Sieyès, mais intègre les idées politiques de Napoléon Bonaparte, notamment concernant le pouvoir exécutif. Sieyès, lui-même, est chargé de désigner les trois consuls de la République : Bonaparte comme Premier consul, puis Cambacérès et Lebrun, comme respectivement 2e et 3e consuls de la République. Sieyès, quant à lui, est « relégué » au poste de président du Sénat[réf. nécessaire].

### Constitution de l'an VIII
La Constitution de l’an VIII entre en vigueur le 25 décembre 1799. Bonaparte établit la Constitution sous des apparences démocratiques, mais organise un pouvoir autocratique. Toutes les évolutions du régime ne feront qu’accentuer le caractère autocratique du pouvoir[réf. nécessaire].
Le pouvoir législatif est divisé en trois assemblées (tricamérisme) :
- le Tribunat discute les lois sans les voter ;
- le Corps législatif, après avoir entendu les rapporteurs du Tribunat et du Conseil d'État, adopte ou rejette immédiatement les lois sans pouvoir les discuter, ce qui lui vaudra le surnom de « Corps des muets » ;
- le Sénat conservateur ne participe pas à la conception de la loi. Il est certes en principe chargé de vérifier que les lois adoptées sont conformes à la constitution, mais aucune ne lui sera déférée par le Tribunat ou le gouvernement, sous le Consulat comme sous l'Empire[40]. Le Sénat est en revanche chargé de sélectionner les membres des deux autres assemblées, ce qui en fait la clé de voute qui permet à Bonaparte de contrôler de fait toutes les institutions.

La préparation de la loi appartient à l'exécutif, par le biais du Conseil d’État, chargé de rédiger les textes législatifs. Le pouvoir fonctionne de manière autoritaire, les procédés de démocratie semi-directe (quelque peu fictive) sont soigneusement organisés et contrôlés. Le consul corrige lui-même les résultats s’ils ne sont pas satisfaisants[réf. nécessaire].

### Paix d'Amiens

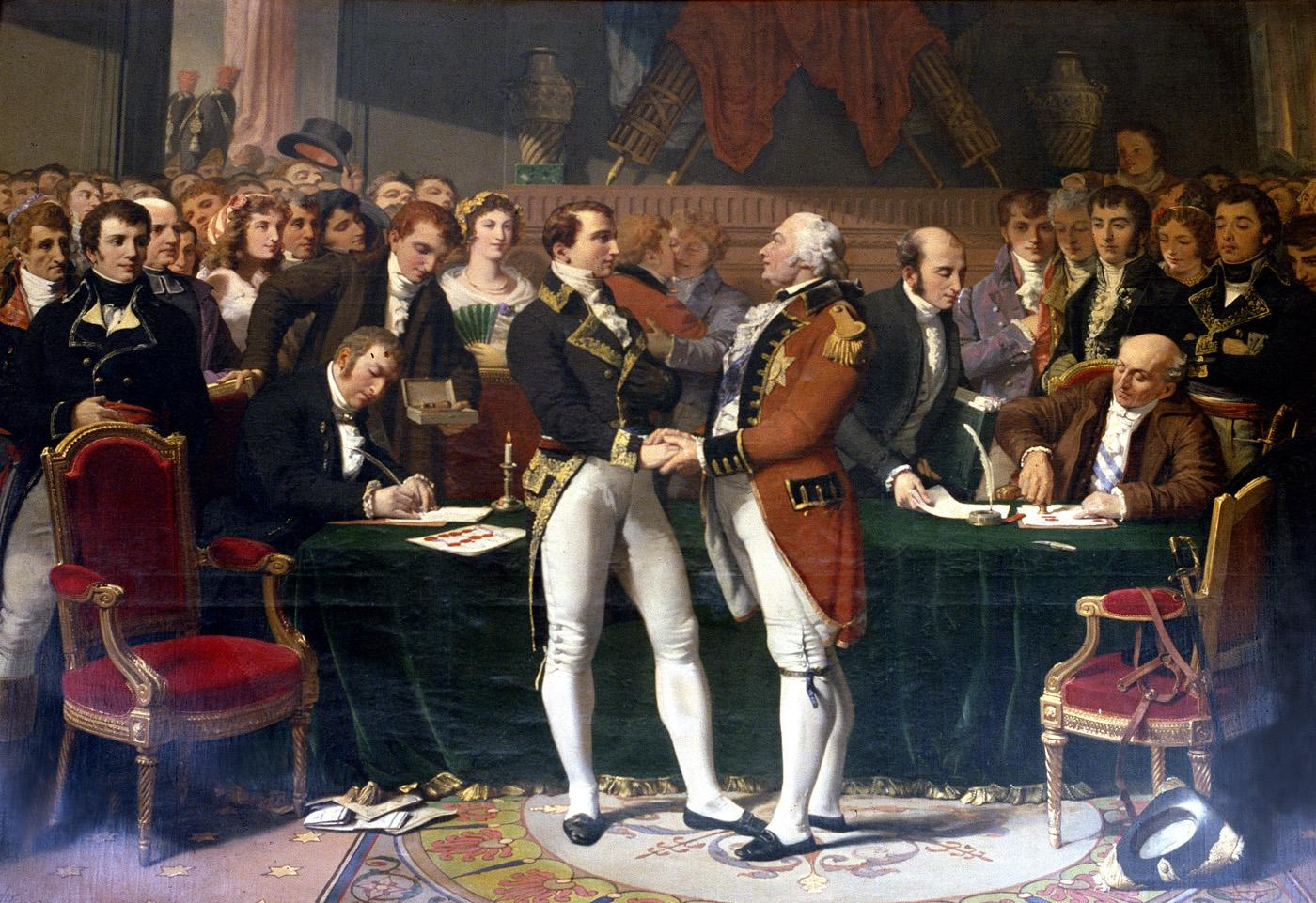
La Paix d'Amiens par Jules-Claude Ziegler.

En 1800, Bonaparte attaque et vainc une nouvelle fois l’archiduché d'Autriche. Battus à Marengo par Napoléon et à Hohenlinden par Moreau, les Autrichiens doivent signer le traité de Lunéville le 9 février 1801.
Malgré ce traité, la France est toujours en guerre contre l'Angleterre. Bonaparte constitue alors une flotte dans le port de Boulogne-sur-Mer et nomme à sa tête l'amiral Latouche-Tréville. Par deux fois en août 1801, l'amiral anglais Nelson attaque le port mais les bateaux français, disposés en quinconce, se défendent efficacement et repoussent les Anglais qui perdent 200 hommes. Cet échec de Nelson pousse les Britanniques à entamer des négociations qui aboutissement à la paix d'Amiens le 25 mars 1802 (4 germinal an X, contresignée deux jours plus tard).
Napoléon en profite pour faire le 21 février 1803, à Westminster, un procès au journaliste français exilé à Londres Jean-Gabriel Peltier, à qui il reproche ses attaques. Bien que défendu par James Mackintosh, il est condamné mais l'amende sans doute jamais payée.
En parallèle, un traité est conclu avec la Russie et la Turquie, les 8 et 9 octobre 1801. Après dix ans de guerre, l'Europe est à nouveau en paix.
Si son pouvoir était fragile au lendemain du 18 Brumaire, la victoire de Marengo ainsi que ces différents traités permettent à Bonaparte de consolider son pouvoir. En France, et en particulier dans les ports maritimes français ruinés par les opérations maritimes, la paix est accueillie avec soulagement. Selon Jean Tulard, le prestige de Napoléon en sort alors considérablement grandi, notamment chez les ouvriers qui s'enthousiasment pour le Premier Consul, au contraire de la haute société qui accueille la paix avec indifférence voire avec circonspection.

### Attentat de la rue Saint-Nicaise

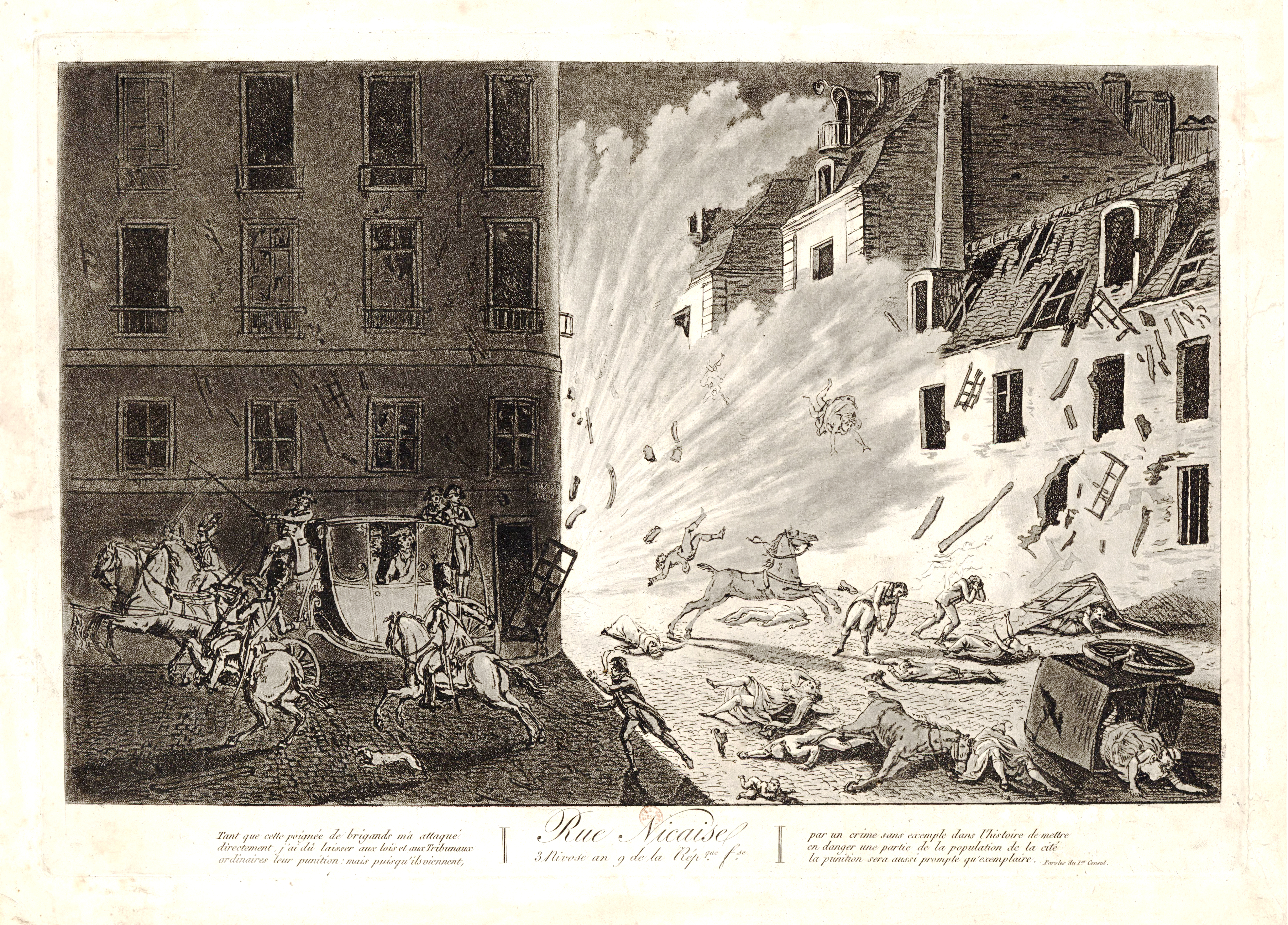
L'attentat de la rue Saint-Nicaise, commis le (24 décembre 1800).

Le 24 décembre 1800, alors que le Consul et sa famille étaient en route pour aller à l'opéra, ils sont victimes d'une « machine infernale » (bombe) qui les attend rue Saint-Nicaise. Le cocher du Premier consul passe au grand galop. La bombe explose trop tard et seules les vitres du véhicule sont soufflées. Sur place, en revanche, c'est le carnage. On dénombre 22 morts et une centaine de blessés.
Convaincu que l'attentat est l'œuvre des Jacobins, Bonaparte fait arrêter plusieurs conspirateurs Jacobins, comme l'agitateur Metge (qui avait appelé à poignarder Bonaparte) et le chimiste Chevalier (qui avait expérimenté des explosifs dans un hangar). Cependant Fouché, alors ministre de la Police, réussit à prouver que l’attentat est l’œuvre des royalistes, dirigé par un certain François-Joseph Carbon, alors que Bonaparte est persuadé d'avoir affaire aux jacobins. Carbon et un de ses complices sont guillotinés. Par la suite, les réseaux royalistes du comte d'Artois, qui étaient encore actifs dans Paris, sont démantelés.

### Projet colonial et rétablissement de l'esclavage

Toussaint Louverture, « chef des noirs insurgés de Saint-Domingue ».

Bonaparte met en branle son grand dessein pour l'Amérique. Il s'agit pour lui, profitant de la désormais libre circulation de la flotte française dans l'Atlantique, de développer la Louisiane, cet immense territoire qui s'étend sur la rive droite du Mississippi et qui revient de droit à la France depuis la signature secrète du traité de San Ildefonso en 1800[réf. nécessaire].
Pour ce faire, il lui faut une base d'opérations sûre. La colonie de Saint-Domingue est tout indiquée. De cette tête de pont de la France dans le Nouveau Monde, il pourra reprendre pied en douceur à La Nouvelle-Orléans sans brusquer le jeune État américain qui verrait son expansion vers l'Ouest définitivement circonscrite au Mississippi[réf. nécessaire].
| |  |  |
| Le général Leclerc (à gauche), capitaine général de l'expédition de Saint-Domingue. À droite, Antoine Richepanse, général en chef de l'armée expéditionnaire de la Guadeloupe. |  |  |

Mais à Saint-Domingue, Toussaint Louverture est un obstacle à ce plan. Le général noir est gouverneur général de la colonie au nom de la France depuis 1797 et il est suspecté de connivences avec les États-Unis avec lesquels, au mépris du principe de l'Exclusif, il commerce ouvertement depuis que la prospérité est revenue. D'ailleurs, l'année précédente il a fait voter par les grands planteurs, ses alliés objectifs, une constitution autonomiste qui le proclame gouverneur général à vie et a eu l'outrecuidance de l'envoyer en France pour simple ratification, une fois le fait accompli. Cet acte de rébellion ouverte d'un chef de guerre réputé invincible et fermement accroché à son île tombe à pic pour justifier l'importance des forces commises à l'expédition qui se prépare. Et la raison d'État, froide et impérieuse, justifie également le rétablissement de l'esclavage dans les colonies du Nouveau Monde, étant argué que la grande Louisiane française devra se développer rapidement pour prendre de vitesse Anglais et Américains, ce qu'elle ne saurait faire sans la main-d'œuvre servile qui a si bien fait ses preuves à Saint-Domingue[réf. nécessaire].
Voilà pourquoi deux flottes font voile vers les Antilles, Leclerc, propre beau-frère de Bonaparte, vers Saint-Domingue avec 20 000 hommes et Richepanse vers la Guadeloupe avec 3 400 hommes. Ces chefs sont munis d'instructions secrètes fort explicites rédigées de la main même de Bonaparte. Ils doivent prendre le contrôle militaire des deux colonies et désarmer les officiers indigènes avant de rétablir l'esclavage. Des proclamations sont prêtes, en français et en créole, qui visent à rassurer les populations indigènes de l'attachement personnel de Bonaparte à la liberté. Cette pléthore de précautions démontre que ce dernier avait compris que le succès ou l'échec dépendrait du secret et les faits lui donnèrent raison[réf. nécessaire].
Après une résistance acharnée de trois mois, le vieux Toussaint Louverture, trahi par ses officiers généraux habilement entrepris par Leclerc, dépose les armes. Capturé et déporté en France, il y mourra quelques mois plus tard, au fort de Joux près de Pontarlier. Leclerc peut passer à la deuxième phase du plan et désarmer les officiers de couleur mais Richepance à la Guadeloupe a rétabli l'esclavage sans attendre et la nouvelle de cette trahison de la parole du Premier consul fait basculer Saint-Domingue dans l'insurrection. Le corps expéditionnaire, affaibli par une épidémie de fièvre jaune, recule partout. Leclerc obtient bien près de 20 000 hommes de renfort mais la maladie fauche un tiers des Européens qui touchent ces rivages. Le général en chef succombe lui-même le 2 novembre 1802. Dos à la mer, les débris de son armée seront bientôt contraints à la reddition par les soldats du général Dessalines qui proclamera l'indépendance de l'ancienne colonie sous son ancien nom indien d'Haïti[réf. nécessaire].
Le temps de l'Amérique française est déjà passé. En ce début 1803, la paix avec l'Angleterre vacille et l'océan Atlantique est redevenu une mer hostile. Déclarant forfait, le 30 avril, Bonaparte solde la Louisiane aux États-Unis pour quatre-vingt millions de francs.

### Mise en place de l'Empire

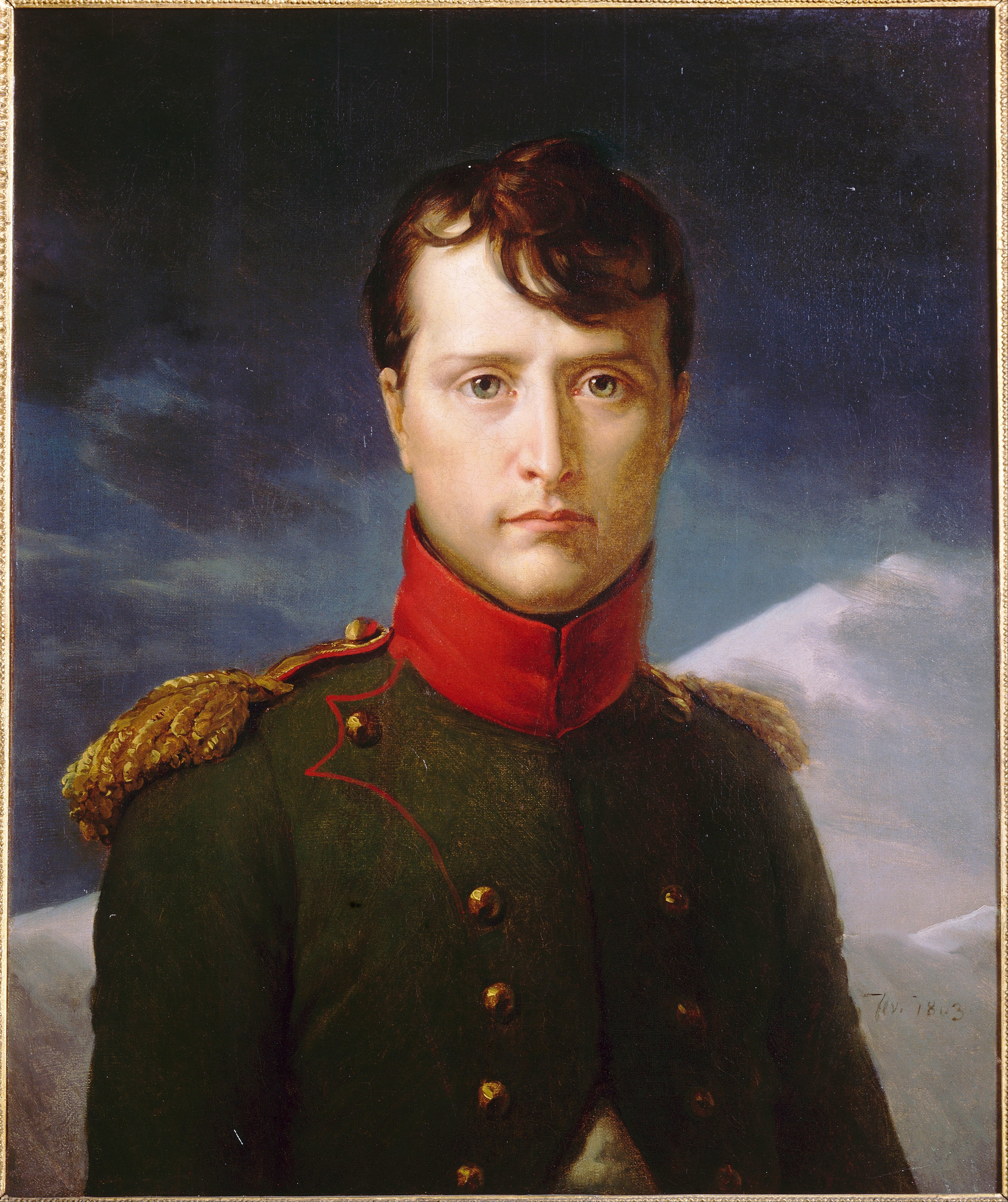
Portrait de Napoléon Bonaparte, premier consul. Par François Gérard, 1803. Chantilly, musée Condé.

Le traité d'Amiens, signé le 27 mars 1802, était censé garantir la paix entre la France et l'Angleterre. Cependant les Anglais ne le respectent pas. Des bateaux français sont en effet régulièrement arraisonnés ou coulés par les Anglais, ce qui aboutit à la rupture du traité le 18 mars 1803.
Après que Bonaparte eut étendu son influence sur la Suisse (qui retourne à une organisation décentralisée, après la tentative unitaire de la brève République helvétique (1798-1803)) et sur l’Allemagne, une dispute à propos de Malte sert de prétexte aux Britanniques pour déclarer une nouvelle fois la guerre à la France en 1803, et pour soutenir l’opposition royaliste à Bonaparte. Des agents royalistes, dont Charles Pichegru, sont débarqués clandestinement en France et se mettent en rapport avec Georges Cadoudal et Jean Victor Moreau.
Le complot est rapidement éventé et ses membres arrêtés. Pichegru meurt étranglé dans sa cellule ; les autres sont jugés et condamnés. Cadoudal est exécuté, Moreau banni. Mais le complot fait aussi une victime collatérale : le duc d’Enghien, prince du sang. Le Premier consul le fait enlever en territoire étranger, juger sommairement par une commission militaire et exécuter, à la suite de déclarations recueillies auprès de Cadoudal après son arrestation. L’exécution qui se déroule à Vincennes ne suscite pas d’autres protestations que celles du Royaume-Uni, de la Russie et de l’Autriche.

## Empereur des Français (1804-1815)

### Couronnement

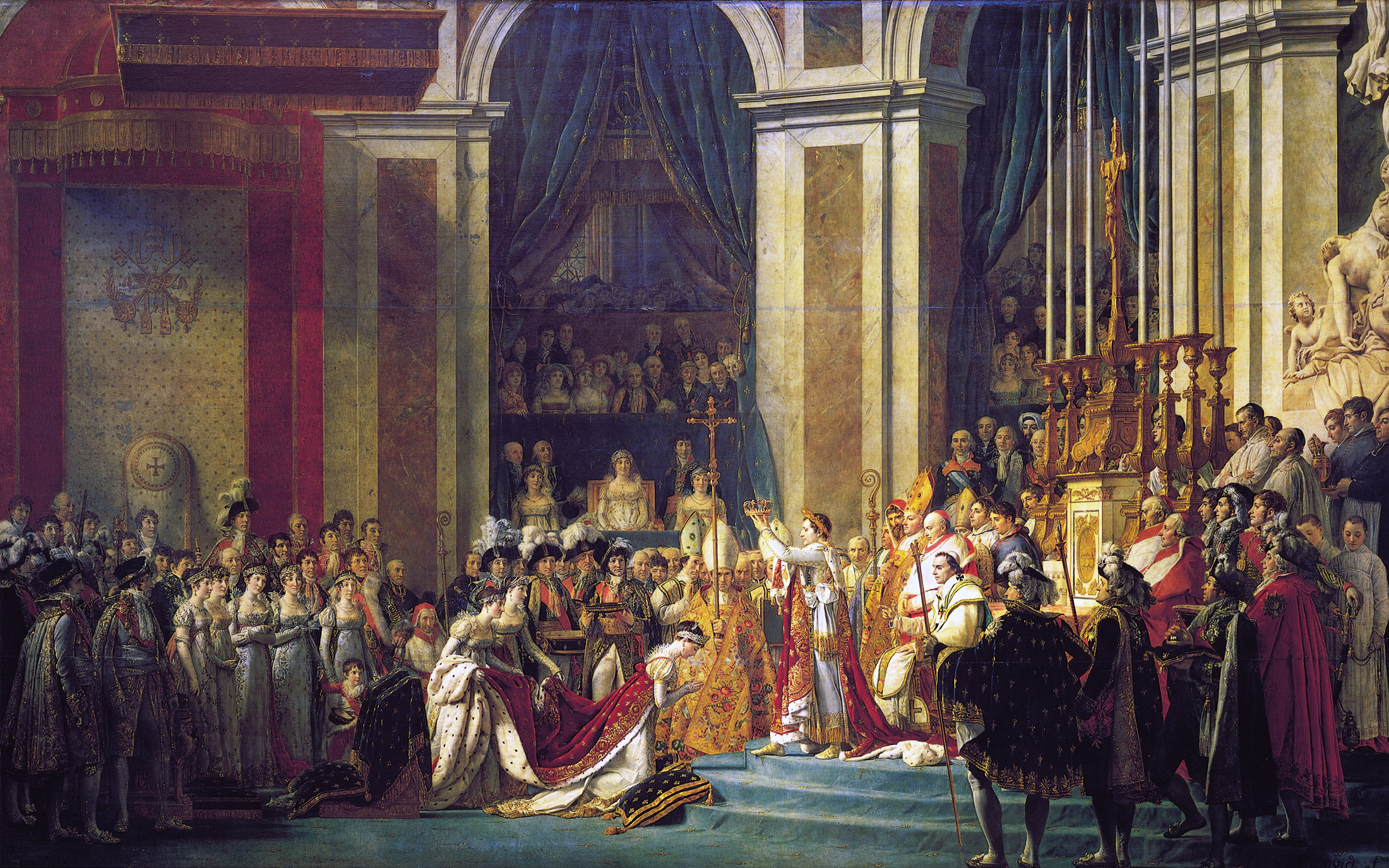
Le 2 décembre 1804 : Le Sacre de Napoléon par David (1807) ; cette scène montre le moment où Napoléon prend des mains de Pie VII la couronne impériale pour en coiffer sa femme l’impératrice Joséphine.

Napoléon se couronne empereur le 2 décembre 1804. À proprement parler, l'Empire naît à la demande du Sénat. L'historien américain Steven Englund se rallie à l'opinion selon laquelle il s'agissait, initialement, de « protéger » la République. Le Consulat abattu, l’ordre se serait effondré avec lui. L'Empire, lui, était une institution scellant la pérennité des valeurs républicaines. Napoléon Bonaparte pouvait mourir : l'hérédité du titre était censée protéger le pays des bouleversements et de la perte des acquis révolutionnaires. C’est ainsi que les monnaies impériales portèrent la mention « Napoléon Empereur - République française » jusqu'en 1808. En outre, une observatrice avisée de la mise en place du Consulat et de l’Empire, la comtesse de Rémusat, explique comment des « hommes fatigués des troubles révolutionnaires » aient vu en Bonaparte celui qui les « sauverait des dangers d’une anarchie tumultueuse » et leur apporterait « le repos sous la domination d’un maître habile, que d’ailleurs la fortune semblait déterminée à seconder ».

### Symboles impériaux

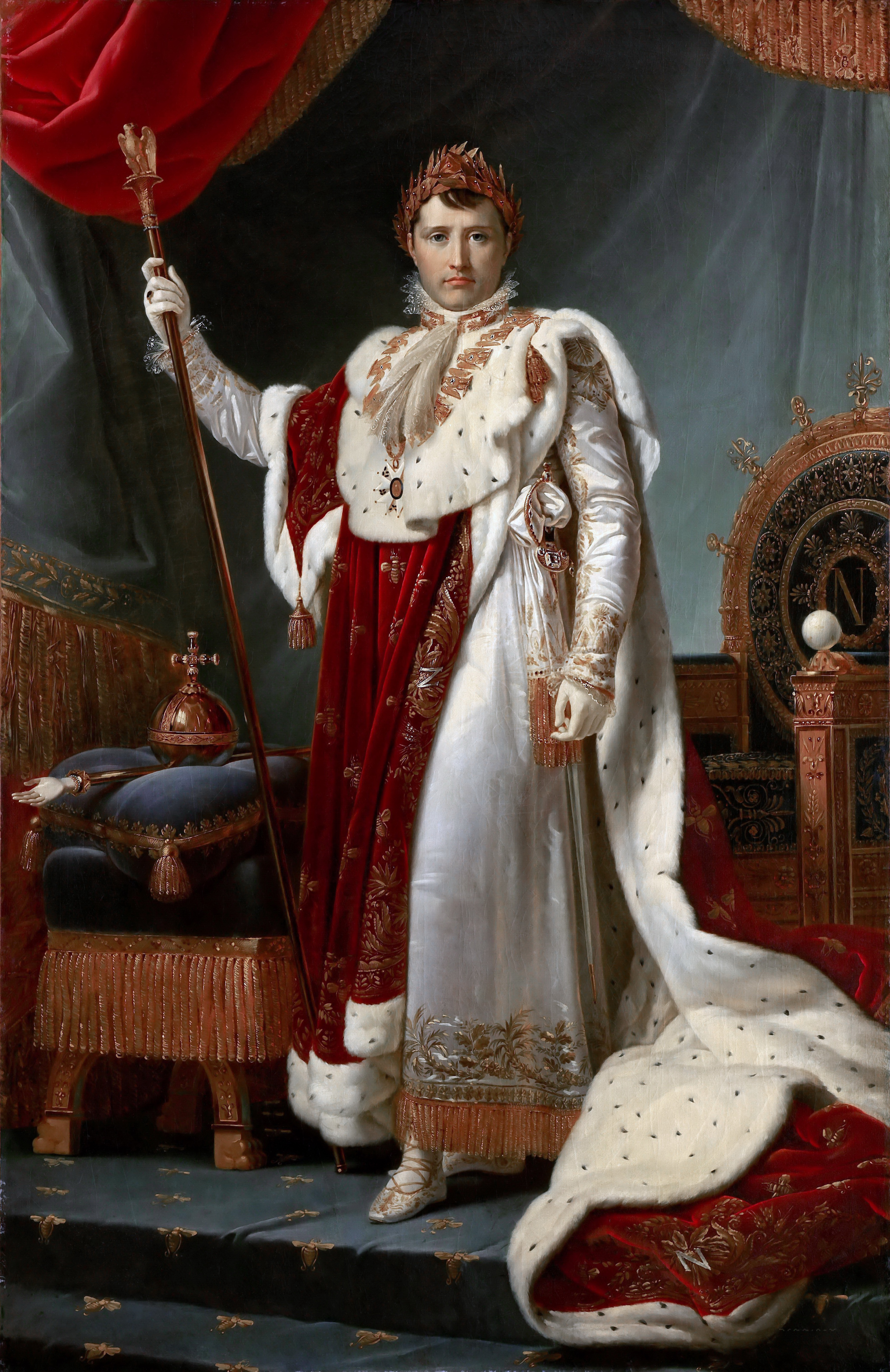
Napoléon Ier en costume de sacre.
Atelier de François Gérard, 1805.

Le sacre impérial, événement unique dans l’histoire de France, représenté sur le tableau de Jacques-Louis David, Le Sacre de Napoléon, est lourdement chargé en symboles. Le passage de la République à l’Empire nécessite la création d’armoiries impériales, ainsi que la création d’objets symboliques destinés à établir une tradition auparavant inexistante. Napoléon, qui se veut rassembleur, décide d’associer aux symboles de son règne les images qui ont pu représenter auparavant la France, ainsi que les pouvoirs forts européens[réf. nécessaire].
L’aigle est choisie en référence aux aigles romaines, portées par les légions, mais elle est également le symbole de Charlemagne, l’aigle éployée. La couleur rouge du manteau impérial est une référence directe à la pourpre de l’imperium romain. Napoléon se pose ainsi en héritier de l’Empire romain et de Charlemagne[réf. nécessaire].
Les abeilles sont censées rappeler les Mérovingiens (des broches les représentant ayant été retrouvées dans des tombeaux de cette époque), et leur disposition sur les armoiries et le manteau impérial doit rappeler les fleurs de lys des Capétiens. La main de justice, utilisée par les Capétiens lors des sacres royaux, doit faire apparaître que l'Empereur est l’héritier de leur pouvoir. Napoléon veut montrer qu’il est le fondateur de la « quatrième dynastie », celle des Bonaparte, après les Mérovingiens, les Carolingiens, et les Capétiens. D’autres symboles utilisés pendant le sacre sont chargés de valeurs morales. Ainsi Napoléon tient-il un moment le globe de Charlemagne ; il porte la couronne de ce même empereur (ces deux éléments ayant été forgés de toutes pièces avant le sacre). Son épée et son sceptre sont dits « de Charlemagne » : ils ont été en réalité utilisés depuis plusieurs siècles par les Valois puis les Bourbons lors de leurs sacres[réf. nécessaire].
Le pape, présent à la cérémonie n'est ici que pour bénir son règne.

### Relations avec l'Église

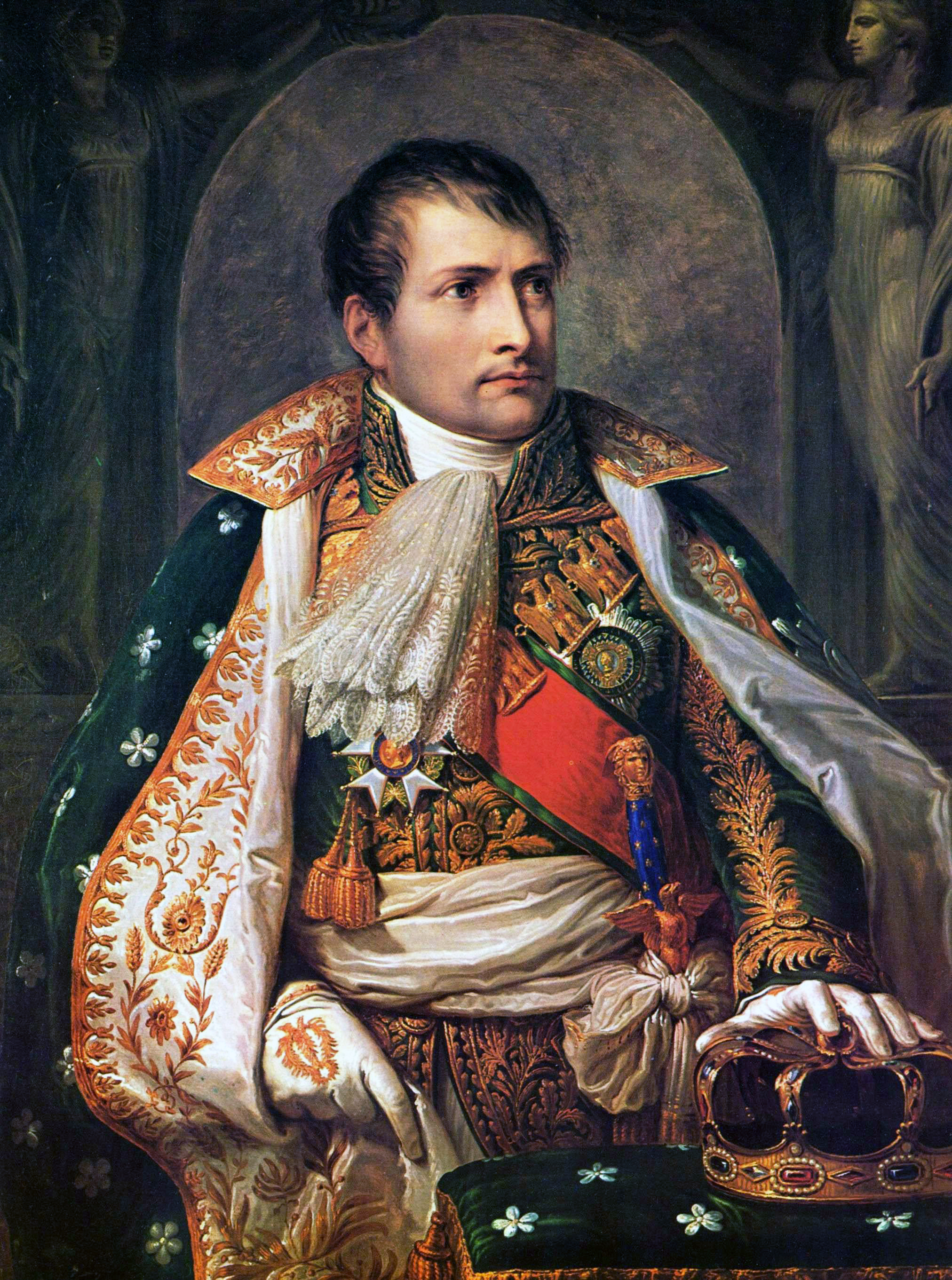
Napoléon se fait couronner roi d’Italie le 26 mai 1805 à Milan, ici il est peint la main posée sur la couronne italienne, par Andrea Appiani.

La signature du Concordat par le Premier consul en 1801 reconnaît le catholicisme comme la religion « de la majorité des Français », et non plus comme religion d’État. Les prêtres reçoivent désormais un traitement de la part de l’État. Afin de montrer sa puissance, Napoléon ne va pas se faire sacrer à Rome, comme autrefois Charlemagne et les empereurs germaniques (jusqu'au XVe siècle) ; c'est le pape Pie VII que l’on fera venir à Paris. Napoléon l’accueille en forêt de Fontainebleau, à cheval et en habit de chasse, voulant faire croire au caractère fortuit de la rencontre[réf. nécessaire].
Le rapprochement entre Napoléon et l’Église est le fruit d’un calcul politique de la part de l'Empereur. Au-delà de la valeur morale qu’a pu avoir un sacre religieux aux yeux des catholiques, de la valeur symbolique d’un couronnement pontifical rappelant le sacre des empereurs germaniques, Napoléon se place à l’égal, voire au-dessus des rois européens comme successeur de Charlemagne et des empereurs de la Rome antique. La présence du pape au sacre donne une dimension morale et légitime supplémentaire à l’Empire. Celui-ci n’est plus simplement le fruit d’une révolution, c’est un couronnement divin comme celui des autres souverains européens mais qu’aucun d’eux ne peut égaler. Napoléon se place au même niveau que le souverain du Saint-Empire romain germanique avant de le dépasser pour devenir l'unique empereur en Europe. François II l'avait d'ailleurs bien compris puisqu'après la proclamation de l'Empire français, il décrète que l'Autriche, alors archiduché, devient aussi un empire[réf. nécessaire].
La présence du pape est donc davantage un message aux pays européens qu’une profession de foi catholique de la part de Napoléon. Napoléon, d’ailleurs peu sensible au sort du pape, le retient plus tard prisonnier à Fontainebleau. Dans l’idée d’affirmer la puissance de la France dans le domaine spirituel, il envisagea même de transférer la résidence du pape de Rome à Paris, avant d’abandonner cette idée. À la fin de sa vie, Napoléon recevra l'extrême-onction des mains de l'abbé Jean-François de Kermagnan[réf. nécessaire].

### Politique économique

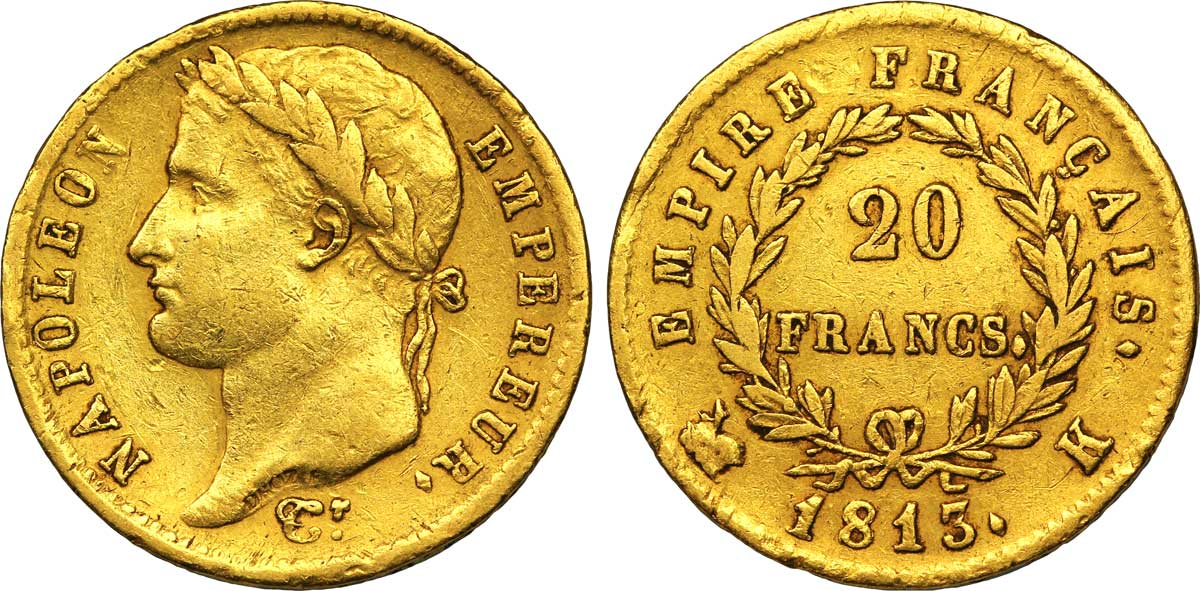
20 francs or Napoléon à la tête laurée, Empire français, 1813, Bordeaux.

Napoléon met en place de nombreuses réformes dans les domaines sociétal et économique. Il est à l'origine de la construction de la Bourse de Paris et de ses principales réglementations. Il institue en particulier le Code civil, appelé aussi « Code Napoléon », promulgué le 21 mars 1804 (30 ventôse an XII), qui reprend une partie des articles de la Coutume de Paris et du droit écrit du Sud de la France, en protégeant le droit des obligations et des contrats[réf. nécessaire].
C'est l'industrie qu'il souhaite encourager le plus. Il pousse au développement des usines de coton, installées dans les biens nationaux, alors que les guerres ont suscité un besoin de textiles pour habiller les armées. Proche de Gabriel-Julien Ouvrard, un prestigieux négociant et munitionnaire, qui exploite à Nantes des licences d'importation, ses projets industriels subissent cependant les conséquences du blocus continental, décret napoléonien qui prétend interdire le continent européen à tout navire ayant touché un port anglais. Alors que le Portugal, pays neutre, permet de se procurer du coton brésilien, via des négociants français l'émigration au Brésil de la famille royale portugaise, en 1807, pour fuir l'armée française de 30 000 hommes commandée par Jean-Andoche Junot qui fait marche sur le Portugal, a déclenché des mesures de rétorsion contre la France, privée du coton brésilien.
Napoléon soutient également les industries d'art. Il recrée en 1804 le Garde-Meuble, institution chargée de l'ameublement des palais impériaux, et, par son entremise, il fait travailler menuisiers et ébénistes parisiens. Il se montre particulièrement attentif à eux lors des crises de 1807 et de 1810-1811.

### Victoires de l'Empire

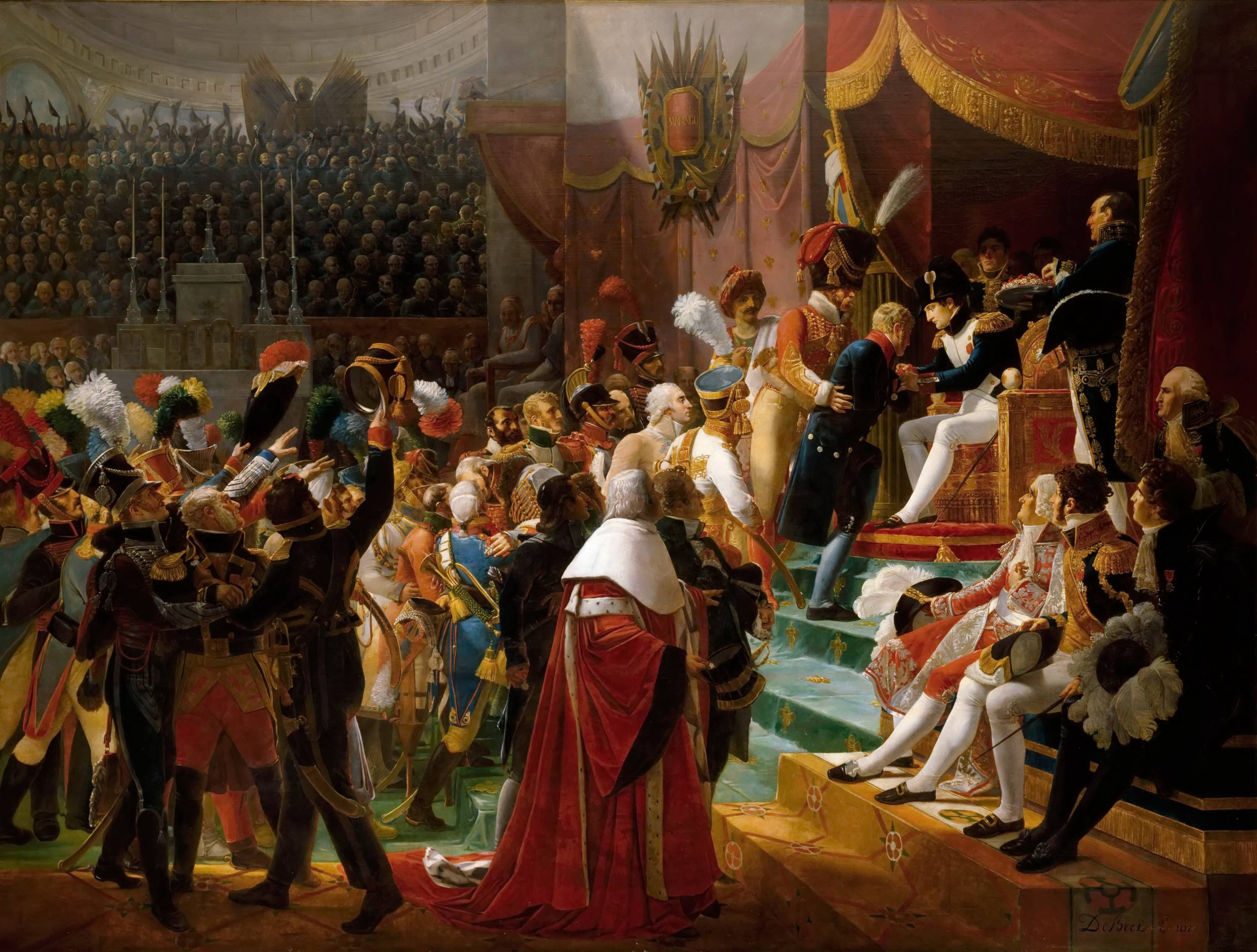
Première distribution des décorations de la Légion d'honneur dans l'église des Invalides, le 14 juillet 1804, par Jean-Baptiste Debret.

En 1804, l’heure n’est donc pas encore aux vastes conquêtes mais à la diplomatie. Le 2 janvier 1805, Napoléon écrit au roi de Grande-Bretagne George III pour lui proposer la paix mais ce dernier refuse catégoriquement.
Persuadé depuis longtemps que le seul moyen d’obtenir une paix définitive est de neutraliser le Royaume-Uni, Napoléon met alors au point, avec l’amiral Latouche-Tréville (qui mourra avant d’avoir pu l’exécuter), un plan visant à envahir le Royaume-Uni. Cependant cette ambition sombre définitivement à la bataille de Trafalgar, où la flotte franco-espagnole commandée par l’amiral de Villeneuve est détruite par celle de l’amiral Nelson. Le Royaume-Uni y gagne la domination des mers pour le siècle à venir.

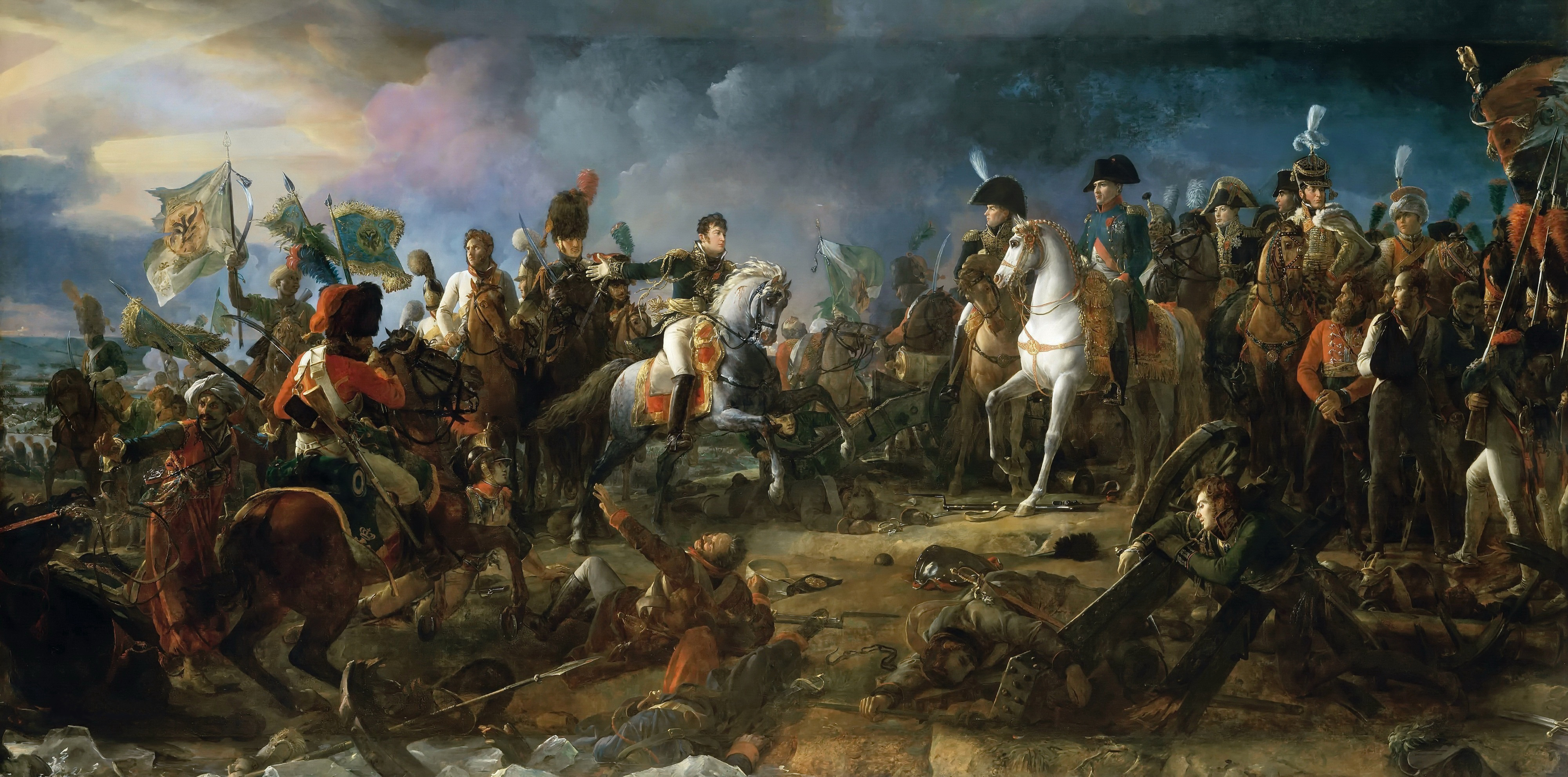
Le 2 décembre 1805 : La bataille d'Austerlitz, par François Gérard.

En 1805, la Troisième Coalition se forme en Europe contre Napoléon. L’Empereur qui, à Boulogne, supervisait les préparatifs en vue de l’invasion du Royaume-Uni, doit faire face à une guerre soudaine, et à l’autre bout de l’Europe. Il mène une offensive immédiate, acheminant la Grande Armée en Autriche à marche forcée, et s’assure une brillante victoire contre l’Autriche et la Russie le 2 décembre 1805 à la bataille d’Austerlitz, dite « bataille des Trois-Empereurs ».
En 1806, la Prusse provoque un nouveau conflit. La campagne que mène Napoléon (« l’Esprit en marche », selon Hegel) est impressionnante de rapidité : il balaie l’armée prussienne à la bataille d'Iéna (doublée de la victoire de Davout à Auerstaedt où, avec 30 000 hommes, le Maréchal Davout bat les 63 500 Prussiens qui l'assaillent). L’année suivante, Napoléon traverse la Pologne, remporte une victoire sur les Russes à Friedland et finit par signer, à Tilsit, au milieu du Niémen, au cours d'une entrevue dont la mise en scène est conçue pour frapper les esprits, un traité avec le tsar Alexandre Ier, qui divise l’Europe entre les deux puissances.
Pourtant formé dans les écoles et par les maîtres de l’Ancien Régime, officier de l’armée royale, Napoléon brise les anciennes conceptions militaires. Il ne s’agit plus pour lui de livrer une guerre de siège à l’aide de 30 000 à 50 000 hommes, mais de rechercher la bataille décisive, engageant plus de 100 000 hommes s’il le faut. Son objectif n'est pas de rester maître du champ de bataille, mais d’anéantir l’ennemi.
En 1808, Napoléon crée la noblesse d’Empire : bientôt ses maréchaux et généraux arboreront des titres de comte d’Empire, prince de Neuchâtel, duc de Trévise, duc d’Auerstaedt, duc de Montebello, duc de Dantzig, duc d’Elchingen, roi de Naples.
Du 27 septembre au 14 octobre 1808, Napoléon donne rendez-vous à Alexandre Ier à Erfurt, pour un nouveau traité, afin qu’ils s’unissent contre l’empire d'Autriche qui menace de redéclarer la guerre à la France. Le tsar refuse en préférant que ce traité soit établi dans le but de renouveler l’alliance qui s’était forgée entre eux l’année précédente à Tilsit ; cela permet en fait à Napoléon de s’assurer encore plus longtemps de la fidélité d’Alexandre. Mais c'est un échec car l'empereur s'aperçoit bientôt de la trahison de Talleyrand, qui avait approché le tsar en lui conseillant de résister à Napoléon, même s'il était séduit.

#### Guerre d'Espagne

Le Tres de mayo, par Goya.

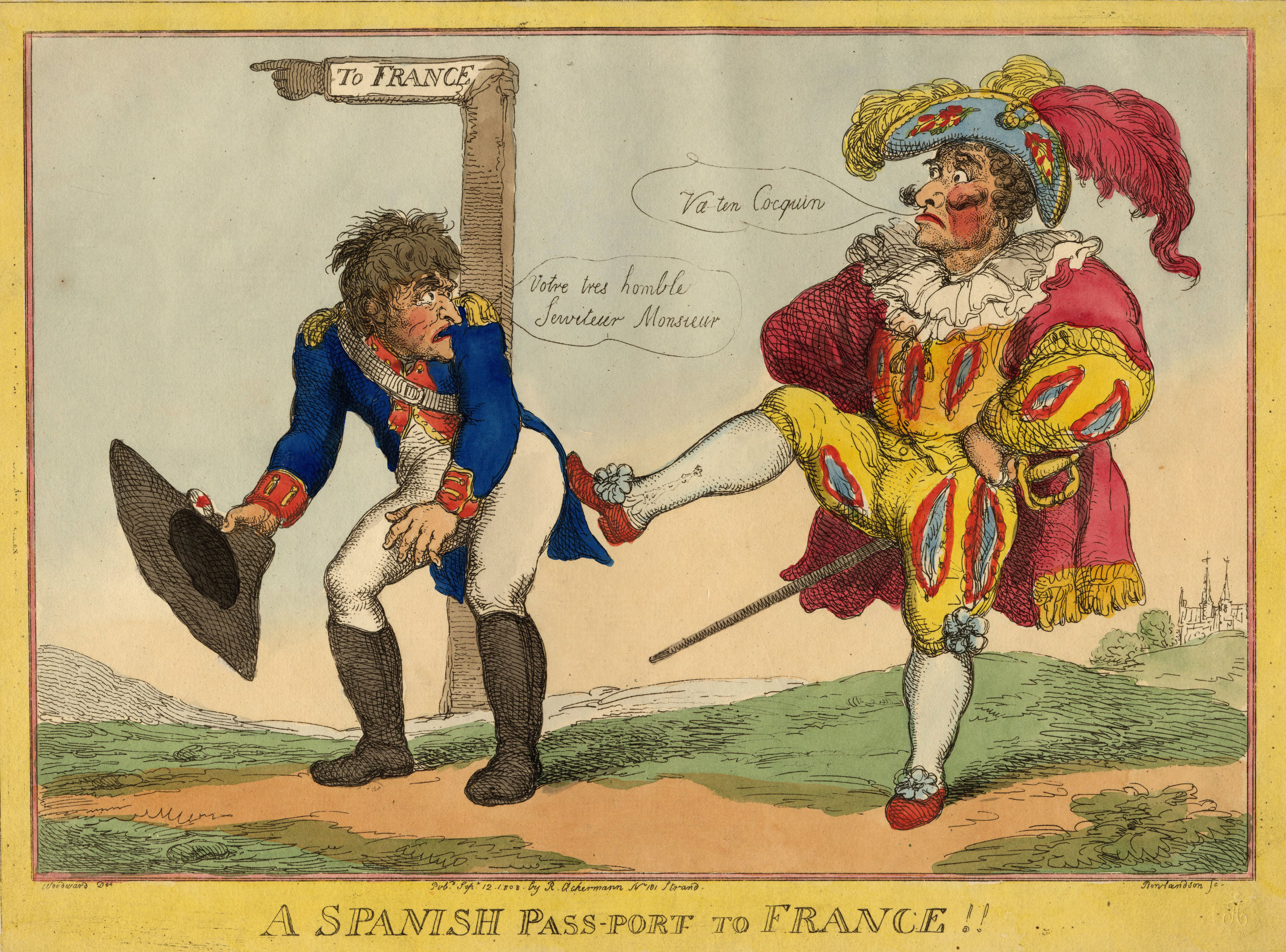
Joseph Bonaparte chassé d'Espagne à coup de pied au derrière. Caricature de Thomas Rowlandson d'après George Moutard Woodward, 1806.

En réponse à l’attitude britannique vis-à-vis des navires de commerce français, Napoléon tente d’imposer le blocus continental, qui vise à asphyxier l’industrie et le commerce britanniques, par le décret de Berlin du 21 novembre 1806. Le Portugal, vieil allié des Britanniques depuis le Traité de Windsor (1386), est resté neutre depuis la rupture de la paix d'Amiens. Au travers de pressions diplomatiques, d'alliance resserrée avec l'Espagne voisine, et de concentration de troupes sur les Pyrénées durant l'été 1807, Napoléon menace le Portugal d'invasion s'il n'applique pas le blocus continental. Devant le silence portugais, les armées françaises envahissent le Portugal (novembre 1807), commandées par le général Junot et s'installent également en Espagne, en allié, pour assurer un appui à cette opération selon le traité de Fontainebleau. La cour et le gouvernement portugais se réfugient à Rio de Janeiro avec le soutien de la flotte britannique et le Brésil devient le siège du royaume jusqu'en 1821.
À partir de l'automne 1807, des tensions augmentent à la tête du royaume d'Espagne : le roi Charles IV menace son fils et héritier Ferdinand, qui est opposé à la mainmise du chef du gouvernement, Manuel Godoy, sur le couple royal et sur la politique de l'Espagne. Napoléon considère alors l'Espagne, alliée décevante dans la guerre contre la Grande-Bretagne, comme mûre pour un changement dynastique. Cette perspective panique la monarchie espagnole et Godoy. En mars 1808, le soulèvement d'Aranjuez place Ferdinand sur le trône, à la suite de l'abdication forcée de son père. Napoléon se positionne alors en arbitre de la famille des Bourbons d'Espagne, et profite de leur querelle pour leur imposer à Bayonne leur abdication complète. Napoléon place sur le trône espagnol son frère Joseph, remplacé à Naples par Joachim Murat, époux de Caroline Bonaparte. La population espagnole se soulève : la guerre d'Espagne commence et va durer six ans. L'armée britannique commandée par le futur duc de Wellington débarque au Portugal et les Français connaissent des revers sérieux (capitulation de Baylen en Espagne, bataille de Vimeiro au Portugal) durant l'été 1808. Avec l’aide des patriotes espagnols, les Anglo-Portugais poussent peu à peu l’armée française hors de la péninsule Ibérique.
Napoléon a reconnu par la suite qu'il avait commis une grave erreur en lançant la campagne d'Espagne : « Cette malheureuse guerre m'a perdu ; toutes les circonstances de mes désastres se rattachent à ce nœud fatal. Elle a compliqué mes embarras, divisé mes forces, détruit ma moralité en Europe ». De même, concernant Joseph, incapable d'être chef d’État et de maintenir l'ordre : « C'était l'homme le plus incapable et précisément l'opposé de ce qu'il fallait ».

#### Guerre contre l'Autriche

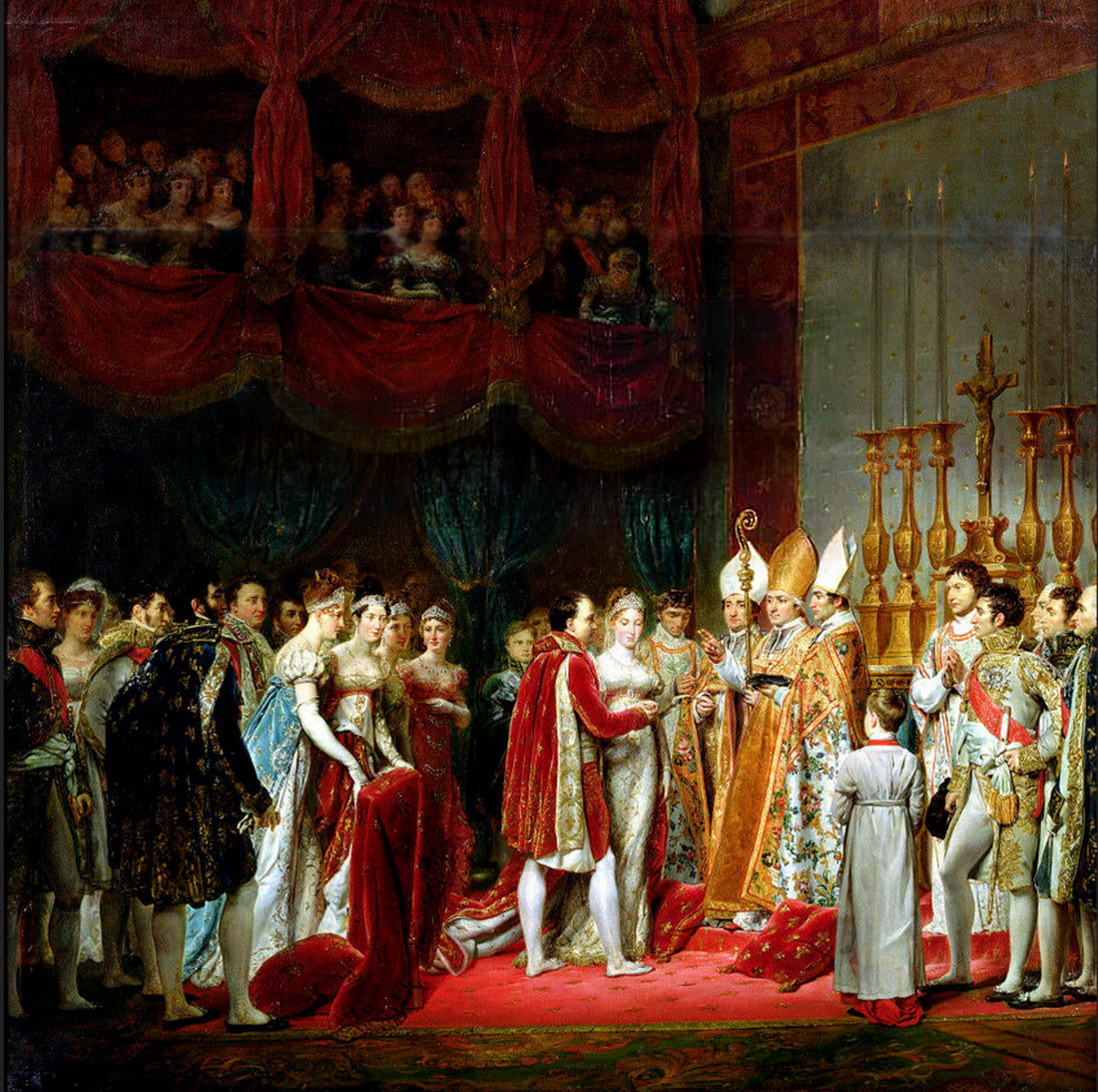
Mariage de Napoléon et Marie-Louise le 2 avril 1810 dans le Salon carré du Louvre, toile de Georges Rouget.

Alors que les meilleures troupes de l’armée française sont engagées en Espagne, l’empire d'Autriche attaque une nouvelle fois la France en Allemagne et en Italie. Le maréchal Lannes, compagnon et ami de Napoléon, périt à la bataille d'Essling qui apparaît comme le premier grand revers de Napoléon, puisque ses troupes doivent abandonner le champ de bataille pour se réfugier sur l'île de Lobau, sur le Danube, pour se reposer et se renforcer. L'armée autrichienne est finalement vaincue lors de la bataille de Wagram en juillet 1809.
Cette année 1809 a augmenté le sentiment de vulnérabilité du régime impérial : Napoléon a d'abord été blessé — légèrement au pied — à la bataille de Ratisbonne, en avril 1809, rappelant sa vulnérabilité comme commandant en chef lors d'une bataille, puis a échappé à une tentative d'assassinat par Frédéric Staps lors d'une revue des troupes à Schönbrunn, le 12 octobre 1809, à l'époque de la conclusion de la paix avec l'empire d'Autriche. La vulnérabilité du souverain français renforce le principe d'assurer un héritier direct à l'Empire. Le divorce de Joséphine est alors inéluctable, d'autant que Napoléon sait que la stérilité du couple n'est pas de son fait, depuis la naissance du petit Léon, fruit d'une liaison en 1806, et de la grossesse toute récente de Marie Walewska, autre liaison initiée lors de la campagne de Pologne en 1807, venue à Vienne lors des négociations de paix (l'enfant, Alexandre Walewski, naît en mai 1810)[réf. nécessaire].

#### Napoléon, souverain du «Grand Empire»

L'Empire à son apogée en 1812 (en bleu foncé : la France ; en bleu clair : les territoires vassaux de la France).

Quelques mois après la paix de Schönbrunn, le 2 avril 1810, Napoléon épouse l’archiduchesse Marie-Louise d’Autriche, fille aînée de son dernier ennemi. Le 20 mars 1811, elle lui donne un fils, au terme d'un accouchement long et douloureux. Cet enfant est baptisé « Napoléon François Charles Joseph » et on lui donne le titre de « roi de Rome »[réf. nécessaire].
Au début de l'année 1812, le « Grand Empire » compte 134 départements, de Hambourg à Rome et Barcelone, ainsi que les Provinces illyriennes et une population de 70 millions d’habitants (dont 30 seulement sont de la France de 1793), et compte plusieurs états vassaux (le royaume d'Italie, le royaume de Naples, le royaume d'Espagne, la confédération du Rhin avec le duché de Varsovie, la Confédération suisse, la principauté de Lucques et Piombino, la principauté d'Erfurt, la ville libre de Dantzig et enfin Corfou, île de république des Sept-Îles encore sous contrôle français). L’Empire est alors à l'apogée de son extension territoriale, bien que ses colonies outre-mer soient tombées sous le contrôle des Britanniques[réf. nécessaire].

#### Campagnes de Russie et d’Allemagne
Alexandre Ier, poussé par la noblesse russe acquise aux Britanniques, refuse de coopérer avec Napoléon pour porter le coup final au Royaume-Uni. Napoléon, croyant la guerre inévitable, envahit la Russie en 1812. La Grande Armée, grossie de contingents italiens, allemands et autrichiens, devient gigantesque : ce sont 600 000 hommes qui franchissent le Niémen. Les Russes, dirigés par Koutouzov, appliquent la stratégie de la « terre brûlée », reculant sans cesse devant les troupes françaises. La bataille de la Moskova, le 12 septembre, est indécise. Bien que les Russes abandonnent le terrain, les pertes sont presque équivalentes dans les deux camps.

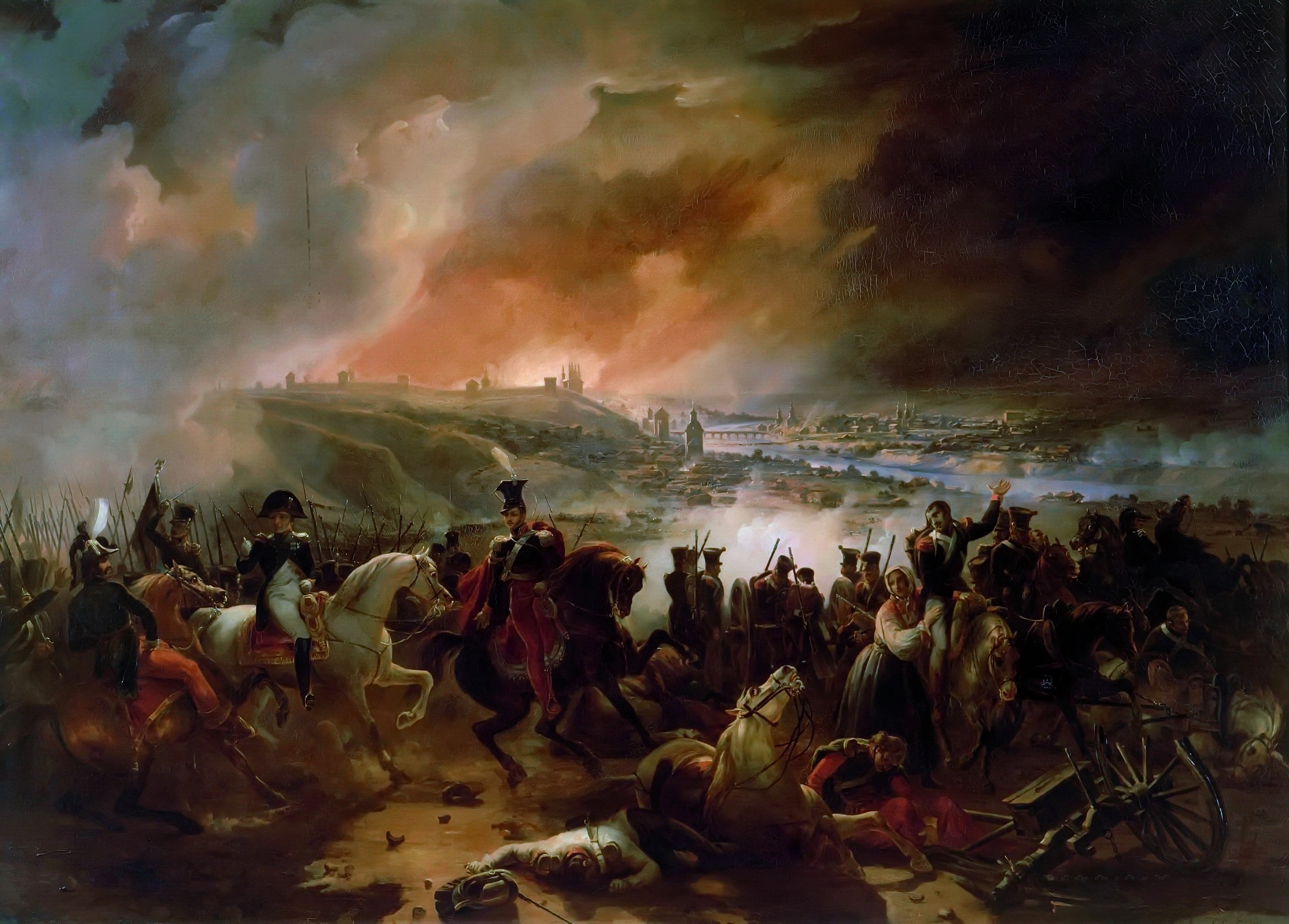
Napoléon et le prince Poniatowski le 17 août 1812 lors de la bataille de Smolensk (Jean-Charles Langlois, 1839).

Dès le lendemain de l’entrée des troupes françaises dans Moscou, les Russes incendient la ville. Napoléon, espérant une démarche de la part d’Alexandre, s'attarde à Moscou. Lorsqu'il donne le signal de la retraite, l'hiver est dangereusement proche. La Grande Armée entame une course désespérée vers l’Allemagne à travers les régions dévastées qu’elle a parcourues à l’aller. Le froid, la neige et les Cosaques provoquent d'effroyables pertes. Des 600 000 hommes qui entrèrent en campagne, seuls quelques dizaines de milliers franchissent la Bérézina. La Grande Armée est détruite.
Encouragés par ce dramatique échec, les rois reprennent les armes contre la France. Malgré deux victoires remportées en Allemagne (Bautzen et Lutzen), une partie de ses alliés allemands trahit Napoléon sur le champ de bataille même de la bataille de Leipzig, aussi appelée « bataille des Nations », qui voit s’opposer 180 000 Français à 300 000 alliés (russes, autrichiens, prussiens, suédois). La défaite subie ce jour-là est décisive. Le maréchal Poniatowski, prince polonais et neveu de Stanislas II, dernier roi de Pologne, y perd la vie en tentant de traverser l’Elster avec ses hommes. On dénombre 100 000 morts et blessés[réf. nécessaire].

### Campagne de France et première abdication

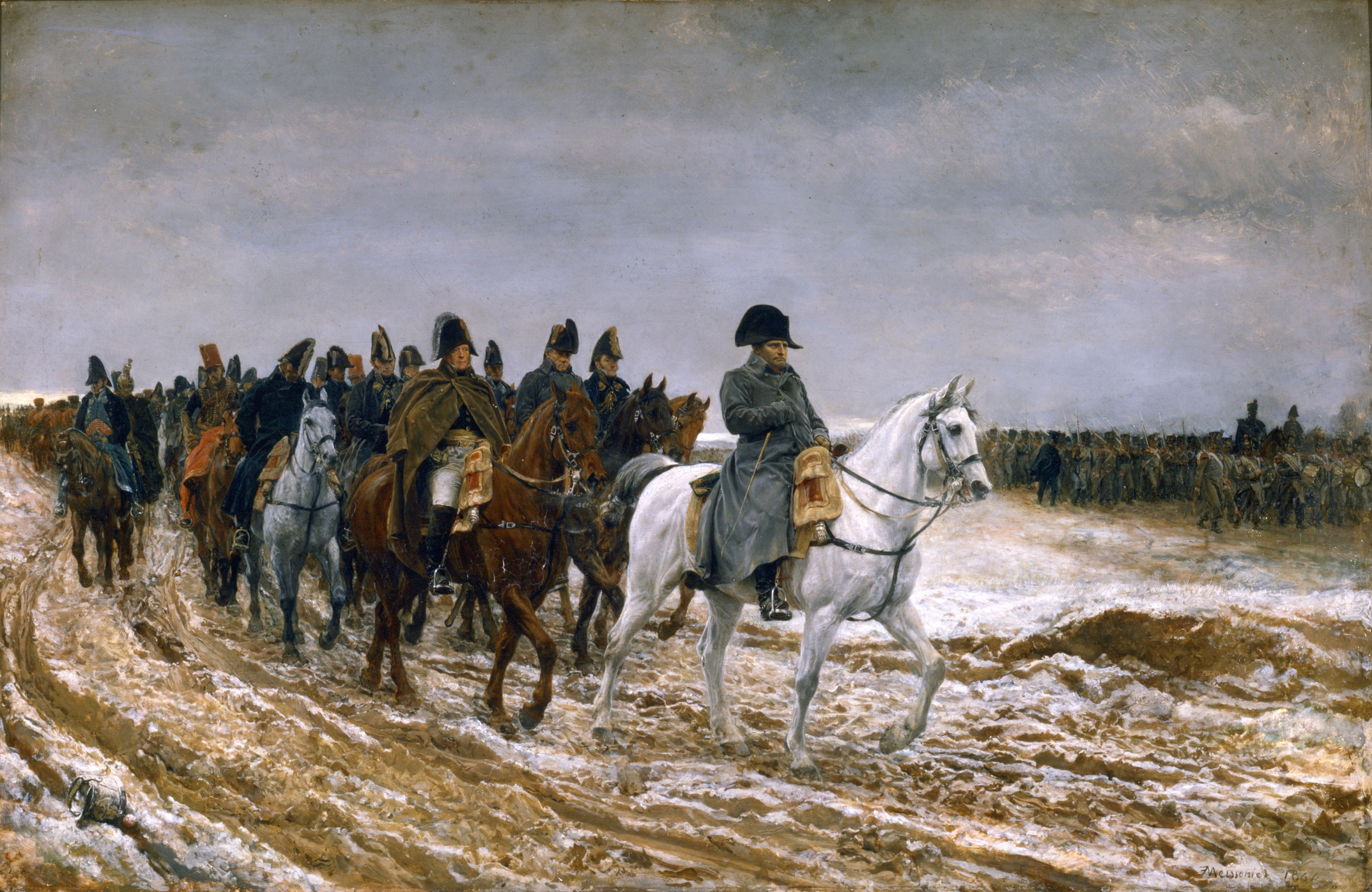
1814, La Campagne de France par Meissonier. En civil comme en militaire, Napoléon a adopté depuis le Consulat un style vestimentaire austère, distinctif et en dehors de toute mode. Le bicorne en feutre noir, sans galon ou plumet, et la main droite passée dans le parement de sa redingote grise recouvrant l'habit militaire incarnent l'homme à lui seul en une manière de synecdoque et sont des éléments d'identification essentiel dans la propagande napoléonienne.

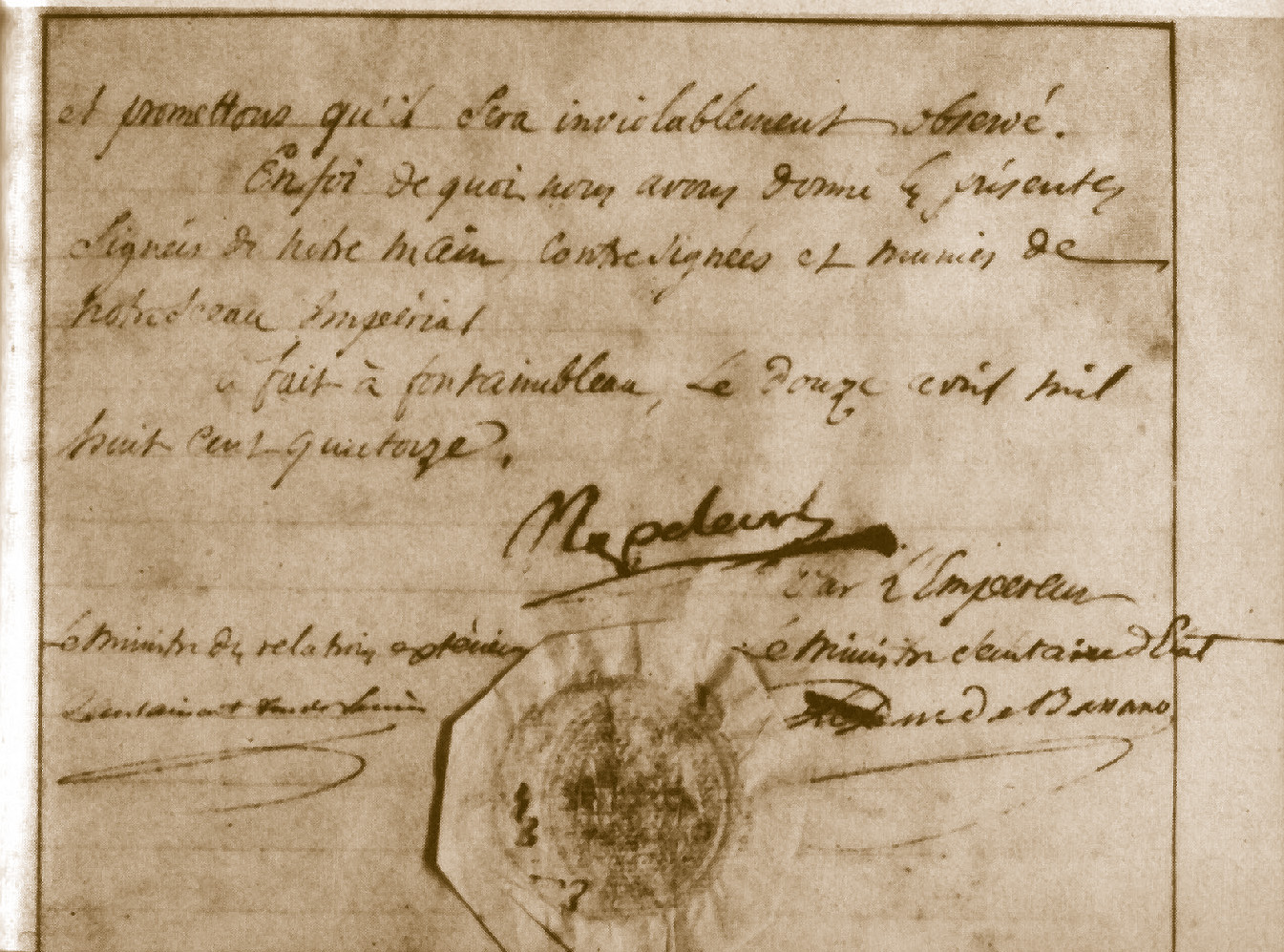
Première abdication, 12 avril 1814, conservée aux Archives nationales.

En 1814 se forme une alliance entre le Royaume-Uni, l'Empire russe, le royaume de Prusse et l’empire d'Autriche. Malgré une série de victoires (batailles de Champaubert, Montmirail, etc.) remportées par Napoléon à la tête d’une armée de jeunes recrues inexpérimentées (les « Marie-Louise »), Paris tombe le 31 mars et les maréchaux forcent l'Empereur à abdiquer. L’intention de Napoléon était de le faire en faveur de son fils (Napoléon II), mais les puissances alliées exigent une abdication inconditionnelle, qu'il signe le 6 avril 1814[réf. nécessaire].
Napoléon, qui pense que les Alliés vont le séparer de Marie-Louise et de son fils, décide de se suicider par empoisonnement dans la nuit du 12 au 13 avril. On a longtemps cru qu'il s'agissait d’opium dans un peu d’eau, le docteur Hillemand pensant qu'il s'agit d'une absorption accidentelle trop grande d'opium destinée à calmer les douleurs abdominales mais il semblerait que ce ne soit pas le cas. Toujours est-il qu'il fait appeler Armand de Caulaincourt pour lui dicter ses dernières volontés.
En plein malaise, l’Empereur se plaint du lent effet de la substance qu’il a avalée. Ses nausées sont de plus en plus violentes et il se met à vomir. Le docteur Alexandre-Urbain Yvan, à qui Napoléon demande une dose de poison supplémentaire, refuse et finit par quitter les lieux. Alors que Napoléon dit à Caulaincourt qu’il préfère mourir plutôt que de signer le traité, les effets du poison se dissipent et l’Empereur peut reprendre ses activités normales.

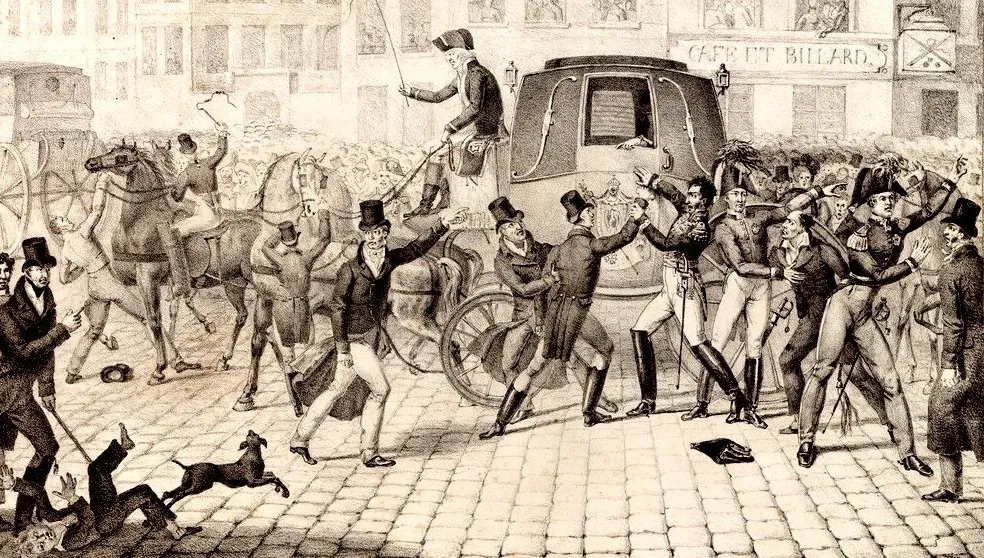
Émeutes à Avignon contre Napoléon quand celui-ci traverse la ville le 25 avril 1814 pour s'exiler sur l'île d'Elbe.

Il est, par la suite, déchu par le Sénat le 3 avril et exilé à l’île d’Elbe, selon le traité de Fontainebleau signé le 11 avril, conservant le titre d’Empereur mais ne régnant que sur cette petite île. Son convoi de Fontainebleau jusqu'à la Méditerranée avant son embarquement pour l'île d'Elbe passe par des villages provençaux royalistes qui le conspuent, il risque d'être lynché à Orgon, ce qui l'oblige à enfiler un uniforme autrichien afin de brouiller les pistes et éviter d’être reconnu.

## Période des Cent-Jours (1815)

### Retour de Louis XVIII au pouvoir

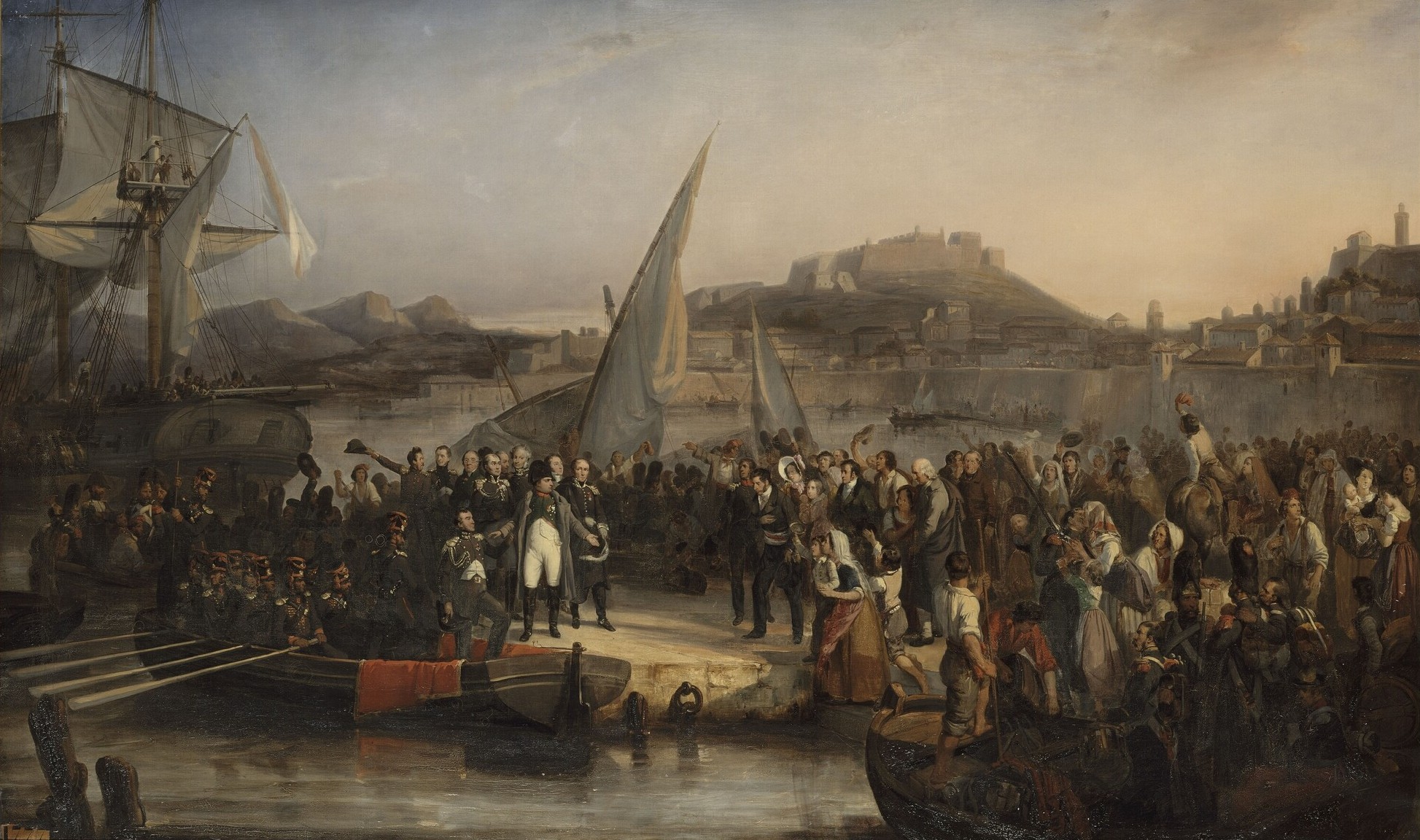
Napoléon quittant l’île d’Elbe, le 26 février 1815.

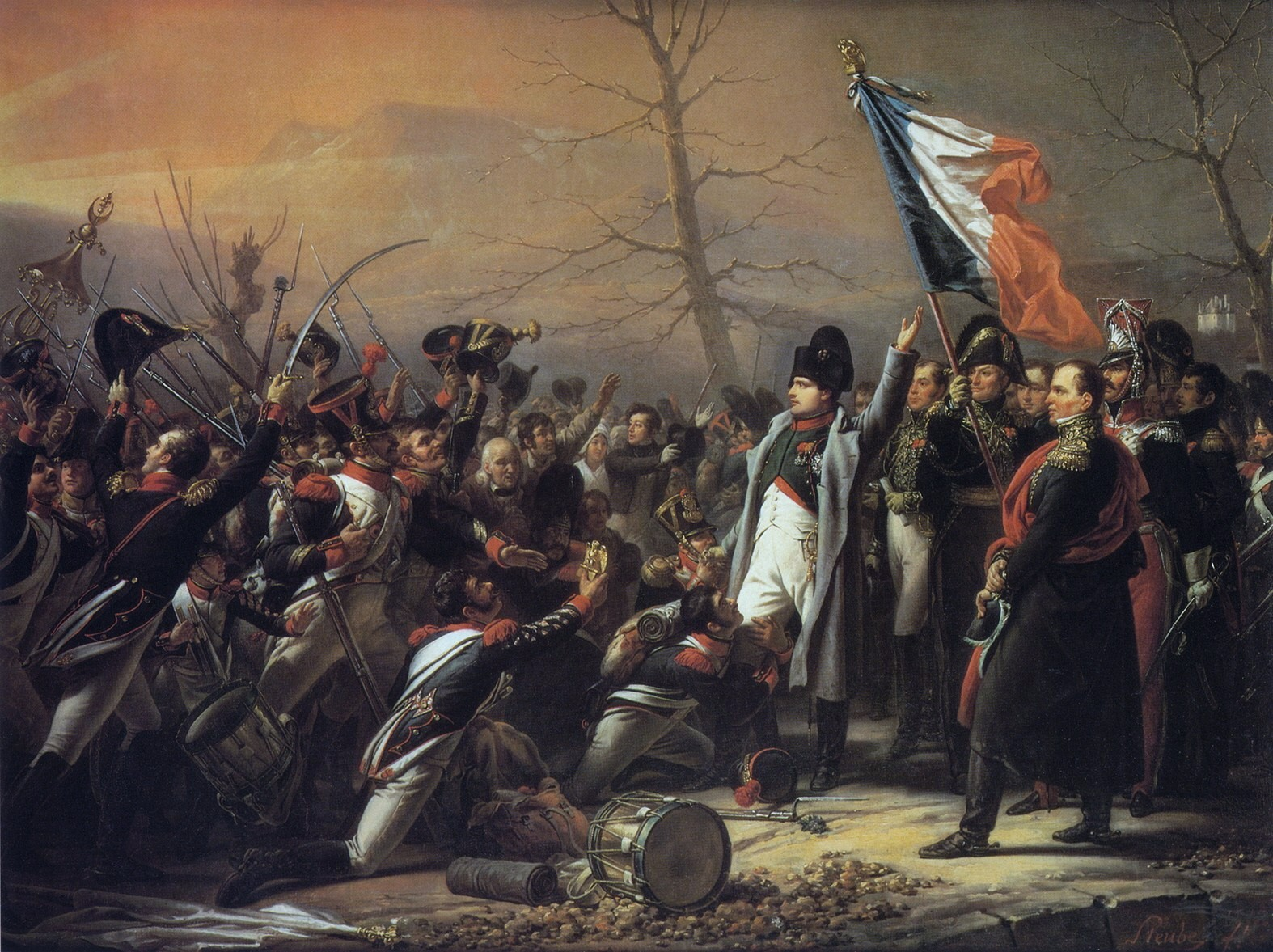
Le ralliement à l'Empereur du 7e d’infanterie de ligne (emmené par le colonel Charles de la Bédoyère), le 7 mars 1815.

En France, Louis XVIII écarte « Napoléon II » et prend le pouvoir. Napoléon s’inquiète du sort de sa femme et surtout de son fils qui est aux mains des Autrichiens. Le gouvernement royaliste refuse bientôt de lui verser la pension promise et des rumeurs circulent quant à sa déportation vers une petite île de l’océan Atlantique sud. Napoléon décide donc de retourner sur le continent pour reprendre le pouvoir[réf. nécessaire].

### Route Napoléon et «vol de l’Aigle»
Le 1er mars 1815, débarqués à Golfe-Juan, Napoléon et sa petite troupe gagnent Cannes, où ils arrivent tard et d’où ils repartent tôt. Le lendemain, voulant éviter la voie du Rhône qu’il sait hostile, Napoléon fait prendre alors la route de Grasse pour gagner, par les Alpes, la vallée de la Durance. Au-delà de Grasse, la colonne s’engage dans de mauvais chemins muletiers et s’arrête à Saint-Vallier, Escragnolles, et Séranon.
Le 3 mars, après une nuit de repos, la troupe gagne Castellane ; dans l’après-midi, elle atteint Barrême. Le 4 mars, Napoléon trouve à Digne la route carrossable et fait étape le soir au château de Malijai, attendant avec impatience des nouvelles de Sisteron dont la citadelle, commandant le passage étroit de la Durance, peut lui barrer la route.
Le 5 mars, Napoléon trouve Sisteron non gardée et il y déjeune, puis quitte la localité dans une atmosphère de sympathie naissante. Le soir, il arrive à Gap et y reçoit un accueil enthousiaste. Le 6 mars, il couche à Corps[réf. nécessaire].
Le 7 mars, il gagne La Mure, puis trouve en face de lui, à Laffrey, des troupes envoyées de Grenoble. C’est ici que se situe l’épisode fameux que commémore aujourd’hui un monument dans la « prairie de la Rencontre ». Le soir même, Napoléon fait son entrée à Grenoble aux cris de « Vive l’Empereur »[réf. nécessaire].
Les armées envoyées pour l’arrêter l’accueillent en héros partout sur la route qui porte aujourd'hui son nom. Le maréchal Ney, qui avait juré à Louis XVIII de lui ramener Bonaparte dans une cage de fer, s’incline devant son ancien souverain, ce qui lui vaudra d’être le seul maréchal exécuté pour trahison lors de la Seconde Restauration. Napoléon arrive sans coup férir à Paris. Cette montée à Paris est connue comme le « Vol de l’Aigle », inspiré des paroles de Napoléon : « L’Aigle volera de clocher en clocher jusqu’aux tours de Notre-Dame ». En 1932, la route Napoléon sera inaugurée entre Golfe-Juan et Grenoble. Des aigles volants jalonnent ce parcours[réf. nécessaire].

### Retour au pouvoir et défaite finale

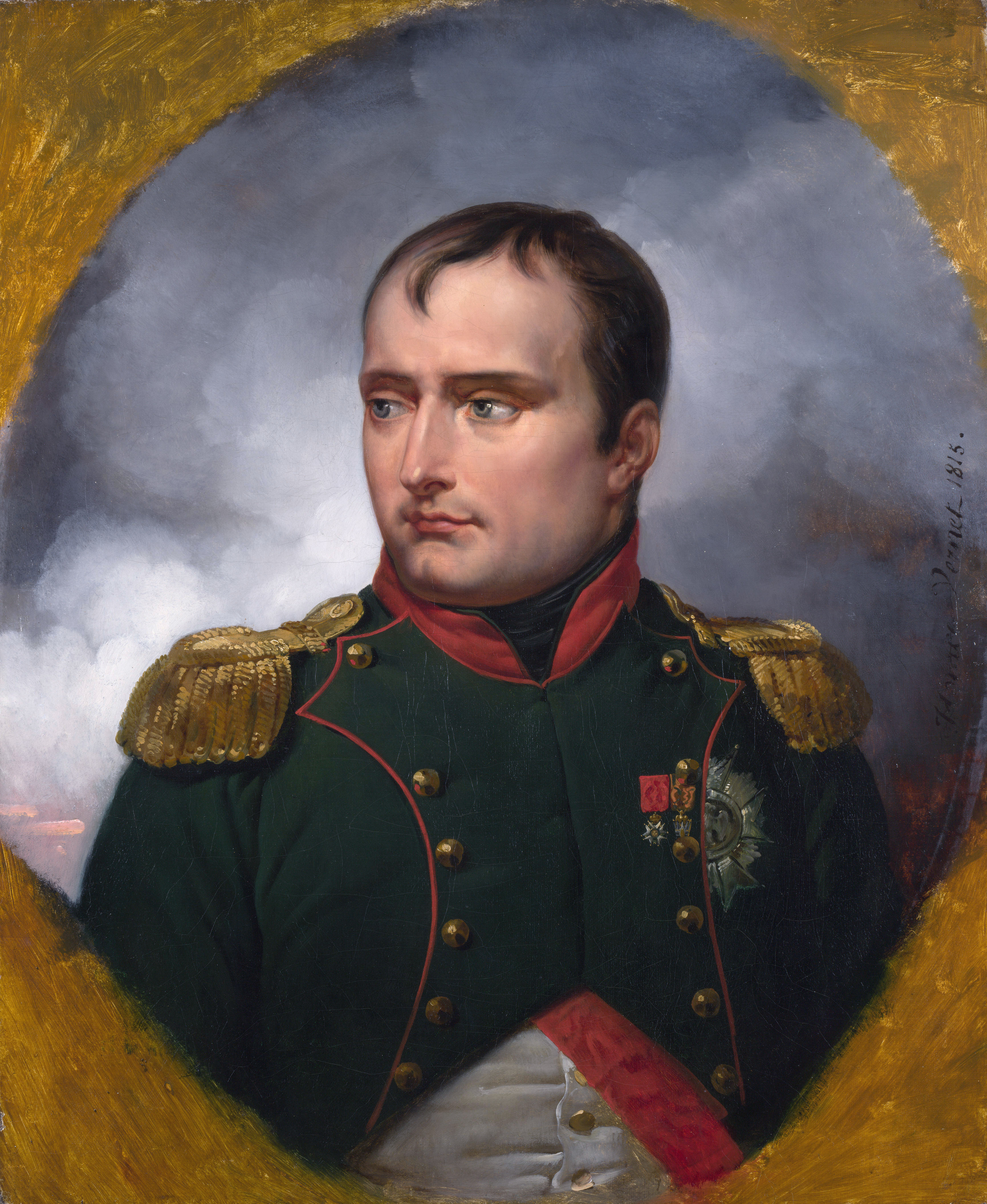
L'Empereur Napoléon Ier
Horace Vernet, 1815
National Gallery, Londres.

La fuite de Louis XVIII et le retour de Napoléon aux Tuileries le 20 mars 1815 marquent le début de la période dite des Cent-Jours. Napoléon fait établir l’Acte additionnel aux Constitutions de l'Empire (rédigé le 22 avril 1815, approuvé le 1er juin). Une Chambre des représentants est élue[réf. nécessaire].

### Bataille de Waterloo
Sur le plan international, Napoléon affirme d'emblée ses volontés pacifiques. Il fait savoir aux puissances alliées qu'il reconnaît le traité de Paris. Il envoie également des émissaires au tsar et à l'empereur d'Autriche, mais en vain. Les alliés n’acceptent pas ce retour et reprennent les armes contre la France.
Les grandes puissances européennes telles que l'Angleterre, la Prusse et l'Autriche, dont les représentants s'étaient réunis à Vienne, décident de relancer la guerre contre l’Empereur qu’elles considèrent comme « Hors la loi des Nations ». Les Alliés envoient massivement des troupes en Belgique[réf. nécessaire].
Le 18 juin 1815 a lieu la bataille de Waterloo, au sud de Bruxelles, où Napoléon se prépare à affronter la coalition. Napoléon doit battre les armées prussiennes de Blücher et les armées anglaises de Wellington. Napoléon donne à Grouchy la mission de s'occuper des Prussiens, et à Ney de s’occuper des Anglais. Les deux commandants auront du mal à s'entendre dans leur stratégie, et enchaîneront les erreurs. La jonction des armées prussiennes et britanniques, que ne peut empêcher le maréchal Grouchy, a raison des troupes impériales. Ney, lent, et mauvais dans ses choix, va faire perdre la cavalerie. Napoléon sent que l’issue de la bataille est la défaite. Après dix heures de bataille, les Français reculent. L'armée française organise sa retraite par la route de Charleroi. Cette défaite oblige Napoléon Ier à abdiquer pour la seconde fois, le 22 juin 1815.

### Abdication et départ de la France
Il rentre à l'Élysée le 21 juin 1815. Le 22, il abdique, déclarant par écrit : « Je m’offre en sacrifice à la haine des ennemis de la France », et « je proclame mon fils, sous le nom de Napoléon II, empereur des Français ». Devant le rapprochement de Paris des armées de la Septième Coalition, il quitte le palais le 25 pour le château de Malmaison puis le 29 prend la route incognito en calèche isolée (habillé en bourgeois) pour Rochefort, puis Fouras, où l'attendent deux frégates La Saale et La Méduse, souhaitant rejoindre les États-Unis. Le 8 juillet, il embarque pour l'île d'Aix et monte à bord de La Saale. François Ponée, commandant de La Méduse, offrit à l'empereur de combattre le HMS Bellerophon, pendant que La Saale commandée par Pierre Philibert passerait,. Mais Philibert refusa de jouer ce rôle qui lui était réservé. Joseph Fouché, président du gouvernement provisoire, alerte les Britanniques sur les risques de fuite de Napoléon. Plusieurs corvettes anglaises escortant le vaisseau le Bellerophon sont dépêchées dans le pertuis d'Antioche, contraignant Napoléon à négocier.
Demandant l'asile au « plus constant de ses ennemis », l'Angleterre, il est d'abord pris en charge par le Bellerophon, puis transféré le 7 août 1815 sur le Northumberland qui le dépose sur l'île de Sainte-Hélène, au milieu de l'océan Atlantique. On ne lui donne pas l'occasion de poser le pied en Angleterre, les ministres britanniques voulant absolument éviter que Napoléon puisse demander le droit d'asile en invoquant l’Habeas corpus.
Le retour de Napoléon et sa défaite finale rendent encore plus précaire la situation internationale de la France. Celle-ci est traitée plus durement par les alliés en 1815 que lors des traités de Vienne. Napoléon laisse en effet une France exsangue. Démographiquement, elle a perdu environ 1 700 000 hommes depuis 1792, dont la majorité pendant les guerres napoléoniennes. Elle est économiquement ruinée. Ses ports et ses arsenaux le sont également. Le pays a perdu toutes les colonies qui lui restaient de l’Ancien Régime. Son influence internationale, mise en place depuis Richelieu et Louis XIV, est réduite à néant. Le territoire national est ramené à une étendue moindre que sous Louis XVI. Sarrelouis, Mariembourg, Philippeville et Landau, acquises sous Louis XIV, sont cédées aux coalisés. De plus ce territoire est occupé, et le pays doit payer une lourde indemnité de guerre pour l’entretien des troupes étrangères établies sur son sol[réf. nécessaire].

## Dernières années (1815-1821)

### Vie à Sainte-Hélène

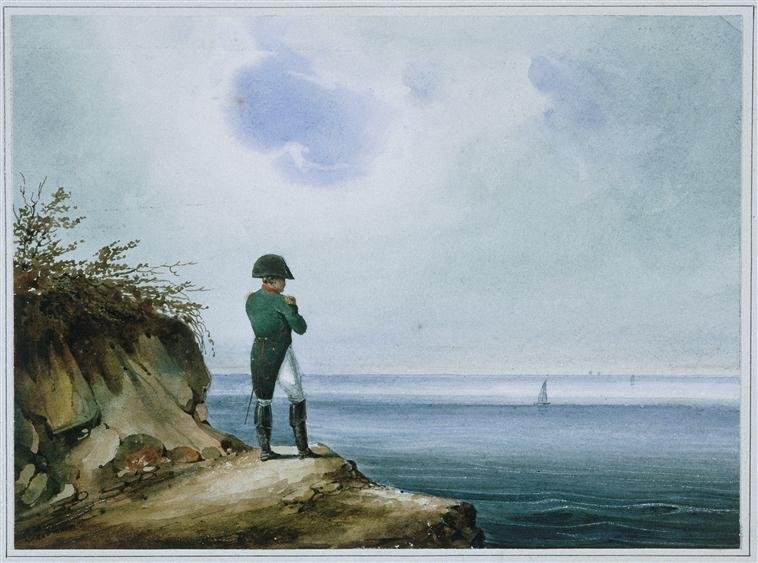
Napoléon à Sainte-Hélène.

Napoléon est déporté et emprisonné par les Britanniques sur l’île Sainte-Hélène, commandée d'abord par l'amiral Cockburn puis par Sir Hudson Lowe. L'Empereur est accompagné d'une petite troupe de fidèles, parmi lesquels le grand maréchal du palais Bertrand, le comte de Las Cases, le général Montholon, et le général Gourgaud. Il se consacre à l’écriture de ses mémoires qu'il dicte à Las Cases. Il essaye aussi d’apprendre l’anglais ; il reçoit plusieurs visiteurs de passage à Sainte-Hélène, qui est alors une escale importante pour tout navire contournant l'Afrique. Une fois installé à Longwood, il évite de sortir car Lowe a donné l’ordre que l’empereur doit être partout sous garde[réf. nécessaire].
Sur ce rocher, Napoléon se lie d'amitié avec une jeune Anglaise d'une quinzaine d'années, Betsy Balcombe. Elle fait partie des derniers amis de l'Empereur, avant son retour en Angleterre en 1818. Elle emporte avec elle une mèche de ses cheveux.
Dès cette époque, des escrocs usurpent l'identité de l'empereur et prétendent être de retour pour reconquérir le pouvoir.

### Dégradation de sa santé
Napoléon tombe progressivement malade et s’affaiblit. Dès janvier 1819, son état est critique, mais plus ou moins bien diagnostiqué et soigné par les médecins présents sur l'île. Dans la seconde moitié du mois d’avril 1821, il écrit lui-même ses dernières volontés et plusieurs codicilles, une quarantaine de pages au total.

### Mort

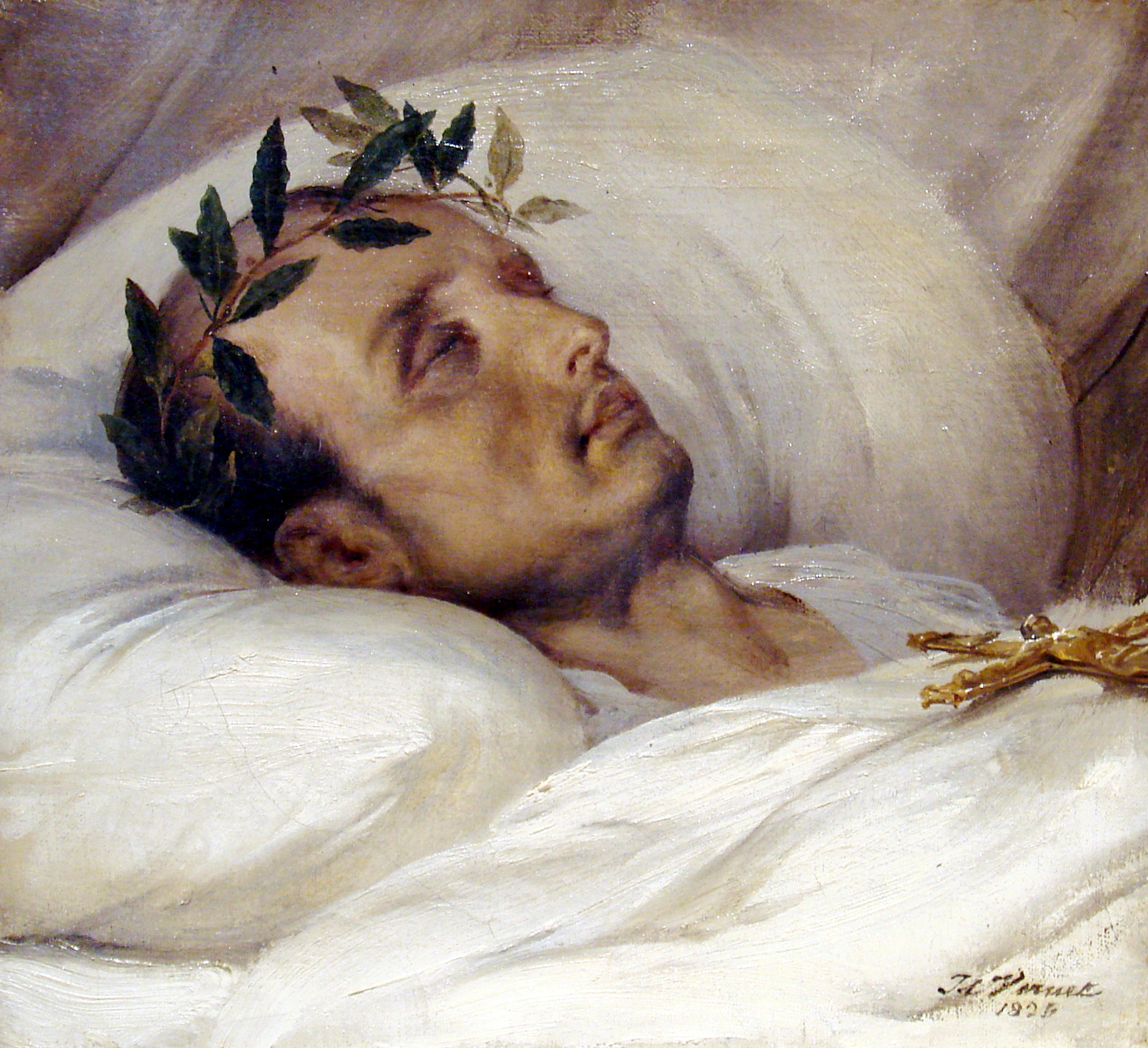
Napoléon sur son lit de mort, par Horace Vernet (? 1826).

Napoléon meurt à l'âge de 51 ans, le 5 mai 1821, « à 17 heures et 49 minutes », rendant ainsi « le plus puissant souffle de vie qui eut jamais agité l'argile humaine » (Chateaubriand). Ses derniers mots sont : « France, armée, Joséphine », ou, selon les mémoires de Sainte-Hélène : « tête… armée… Mon Dieu ! ». Nerval, dans son poème À la mort de l’Exilé, note : « Les dernières paroles de Napoléon mourant furent : « Mon Dieu et la nation française… française… mon fils… tête armée ». On ne sait ce que signifiaient ces mots. », et une version courante affirme qu’il aurait dit en fait : « tête d’armée », ce qui est bien moins énigmatique.
Hudson Lowe, gouverneur anglais de l’île Sainte-Hélène et geôlier de Napoléon, déclara devant son lit de mort : 
« Messieurs, c’était le plus grand ennemi de l’Angleterre, c’était aussi le mien. Mais je lui pardonne tout. À la mort d’un si grand homme, on ne doit éprouver que tristesse et profond regret. »
.

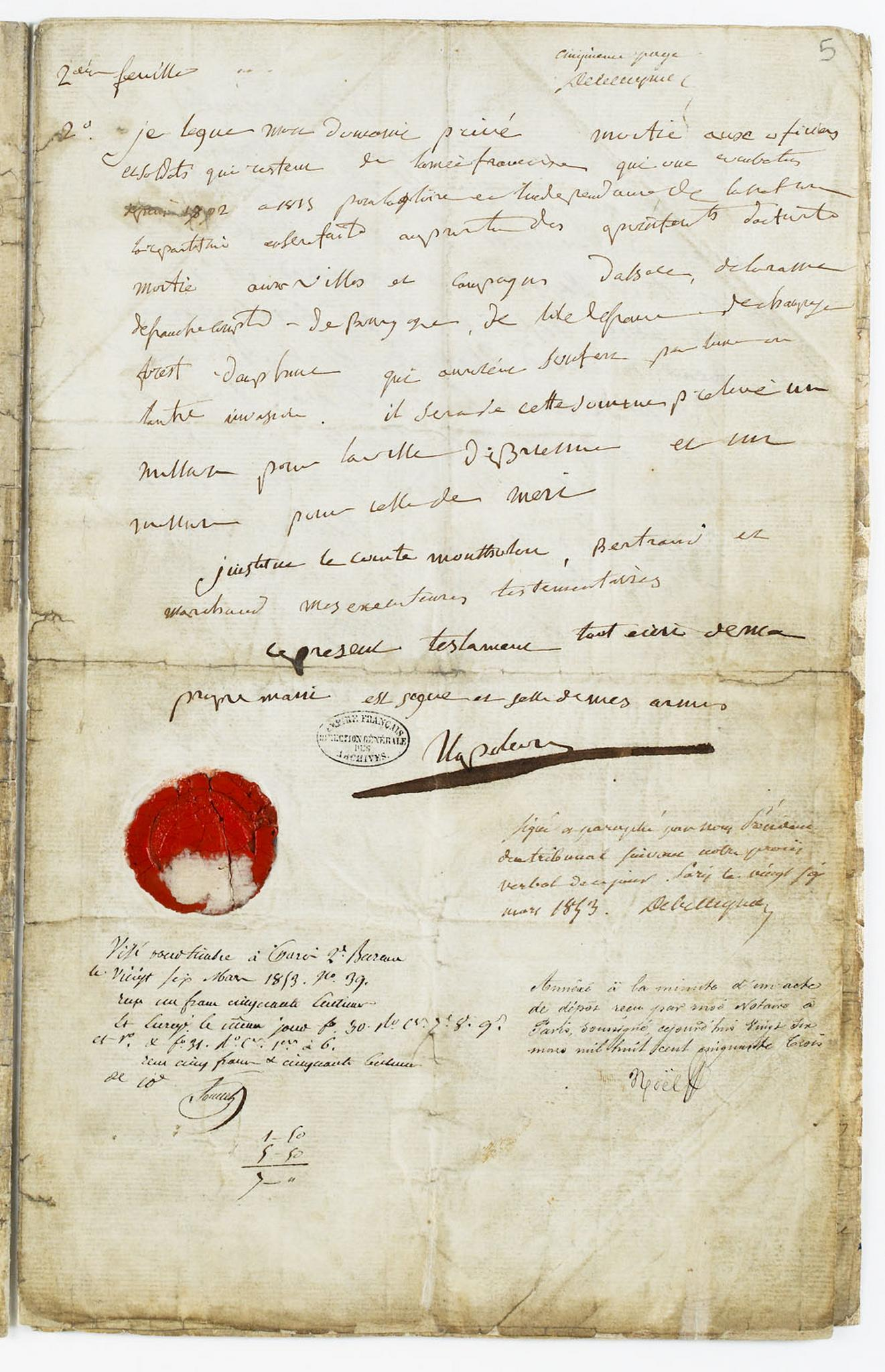
Testament de Napoléon Ier, conservé aux Archives nationales.

Les causes de sa mort ont immédiatement fait l'objet d'une controverse : les médecins anglais ont officiellement conclu à une mort des suites d'un cancer de l'estomac, mais François Antommarchi, médecin corse arrivé sur place en 1819, refusa de souscrire à ces conclusions après son autopsie détaillée — laquelle avait été commandée à l'avance par l'Empereur — qui montra, entre autres, une rate, un foie et une vésicule biliaire très dégradés, un estomac plein d'ulcères et un ulcère perforé miraculeusement obturé par le foie. La mort de Napoléon résulterait donc de la combinaison d'une hépatite chronique ancienne, d'un ulcère de l'estomac lié au stress évoluant jusqu'à la perforation, d'une dégénérescence de cet ulcère en carcinome et, cause immédiate, l'aggravation du tout par une médication aberrante (antimoine et mercure), le coup de grâce ayant été porté par le médecin écossais Archibald Arnott qui inflige au malade une dose extravagante de 10 grains de calomel alors que la dose normale est d'un ou deux grains, ce qui provoque une sévère hémorragie stomacale qui sera fatale. Une vive discussion oppose alors les différents médecins et les officiels, dont résulte une sorte de compromis politique présentant « le squirre cancéreux au pylore » comme la cause de la mort, ce qui permet d'imputer la mort de Napoléon à une prédisposition familiale, donc à une mort des plus naturelles, puisque son père et sa sœur Élisa sont morts de cette même maladie.
En raison des divergences d'opinions qui se manifestent dans les récits ultérieurs des uns et des autres, la cause de la mort de Napoléon a fait l'objet de diverses théories. Une hypothèse fréquemment avancée est celle d'un empoisonnement délibéré de Napoléon au trioxyde d'arsenic. Cette théorie, avancée pour la première fois par le stomatologue suédois Sten Forshufvud est rejetée par un grand nombre d’historiens. L’historien médiéviste Michel Pastoureau avance par exemple que de l'arsenic était présent dans les papiers peints et tentures teintes en vert qu'affectionnait l'Empereur et utilisées à Longwood. Toutefois, à la suite de nouvelles analyses, le Dr Pascal Kintz, président de l’Association Internationale des Toxicologues de Médecine Légale, écrit dans son article Trois séries d'analyse des cheveux de Napoléon confirment une exposition chronique à l'arsenic (24/01/2008) que « Compte tenu de ces données scientifiques, nous pouvons conclure que Napoléon a bien été la victime d'une intoxication chronique à l'arsenic minéral, donc à la mort-aux-rats ». Ces conclusions sont également partagées par l’International Museum of Surgical Sciences et l’International College of Surgeons de Chicago.
Sa mort, en 1821, ne met pas fin à sa légende. En effet, des historiens ont montré l'existence d'une rumeur, persistante jusqu'au début de la Troisième République, selon laquelle l’Empereur ne serait pas mort. Signe de l'attachement du monde rural au mythe d'un Napoléon Sauveur, d'incessantes rumeurs parcourent en effet les campagnes françaises depuis la fin de la Restauration jusqu'à 1870, accréditant le bruit que l'Empereur, toujours en vie, serait sur le point de revenir au pouvoir pour préserver les acquis égalitaires de la Révolution française,.

## État de santé
Si la mort de Napoléon a mis en avant les problèmes de santé dont il souffrait durant son exil à Sainte-Hélène, toute sa vie cependant fut marquée par des désordres pathologiques plus ou moins graves[réf. nécessaire].
Lors de son autopsie on mesura sa taille qui était de 5 pieds, 2 pouces, 4 lignes, ce qui correspond à 1,69 m. De constitution robuste et endurante, il pouvait monter plusieurs heures à cheval sans éprouver de fatigue. Le général Bonaparte apparaît dans sa jeunesse maigre et élancé ; les années venant, il s'empâte, devenant presque obèse à l'époque de son exil.
En 1785, il souffre de fièvre alors qu'il se trouve à Auxonne comme lieutenant. À partir de 1786, il est atteint de paludisme et souffre de fièvre par crises intermittentes jusqu'en 1796,. En 1793, il contracte la gale lors du siège de Toulon dont il garde des séquelles durant toute sa vie, l'obligeant à prendre des bains pour calmer des démangeaisons. Talleyrand et la comédienne Mademoiselle George ont été témoins de crises qui furent assimilées à l'épilepsie.
Il souffre principalement de problèmes abdominaux dont une douleur chronique au côté droit, et hépatiques, ainsi que de dysurie dont l'aggravation est constatée lors de la campagne de Russie. Napoléon ne portait pas la main dans son gilet pour soulager une douleur à l'estomac. Ce geste rencontré dans les portraits officiels, était une posture inspirée de l'attitude oratoire du philosophe Eschine, et que l'on retrouve dans d'autres portraits du XVIIIe siècle. C'était ainsi une posture régulièrement adoptée par les officiers dans leurs portraits officiels pour ne pas avoir les bras ballants, comme le recommande Les Règles de la bienséance et de la civilité chrétienne, livre écrit en 1702 par Jean-Baptiste de La Salle.

## Retour de ses cendres en France

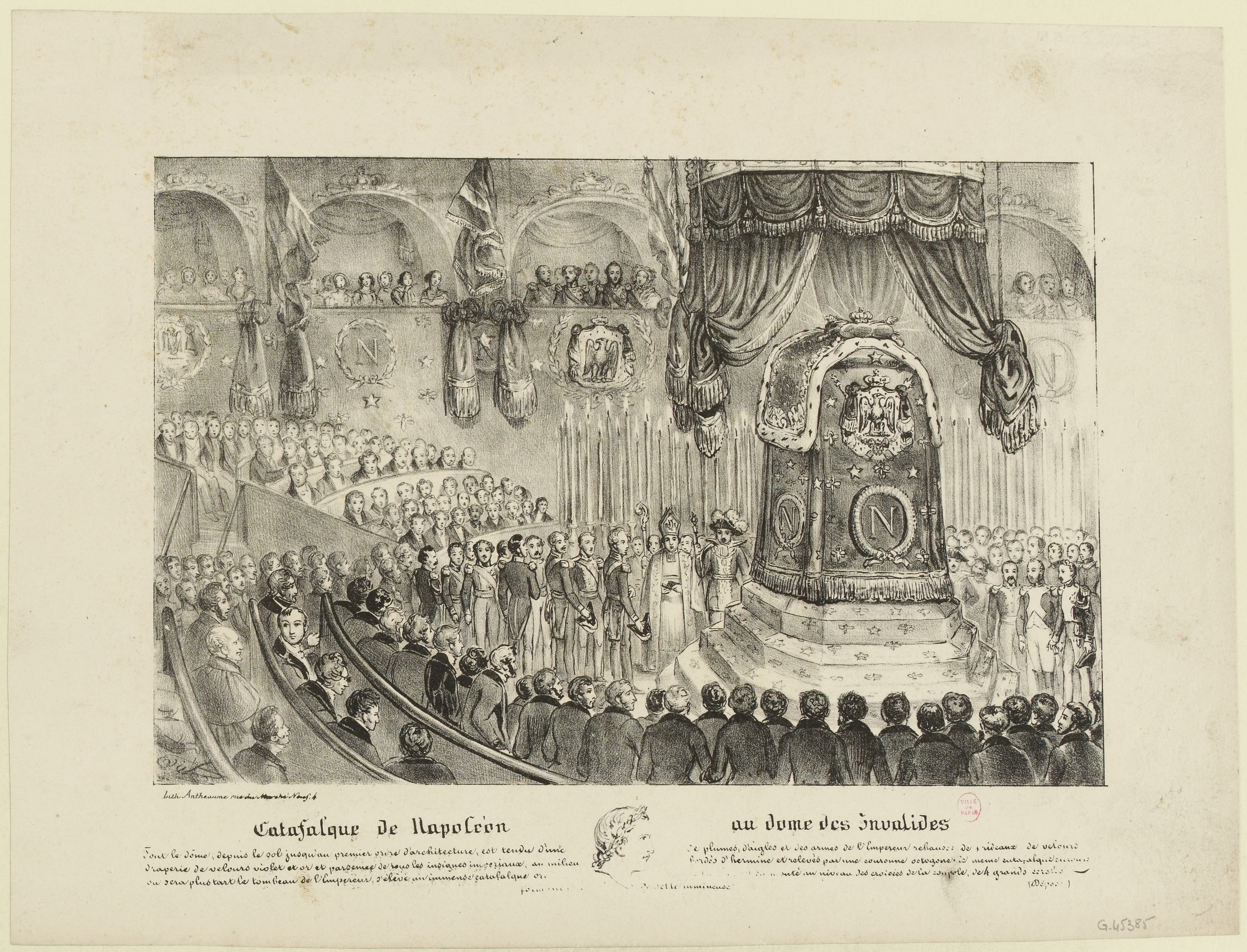
Catafalque de Napoléon lors de l'enterrement aux Invalides

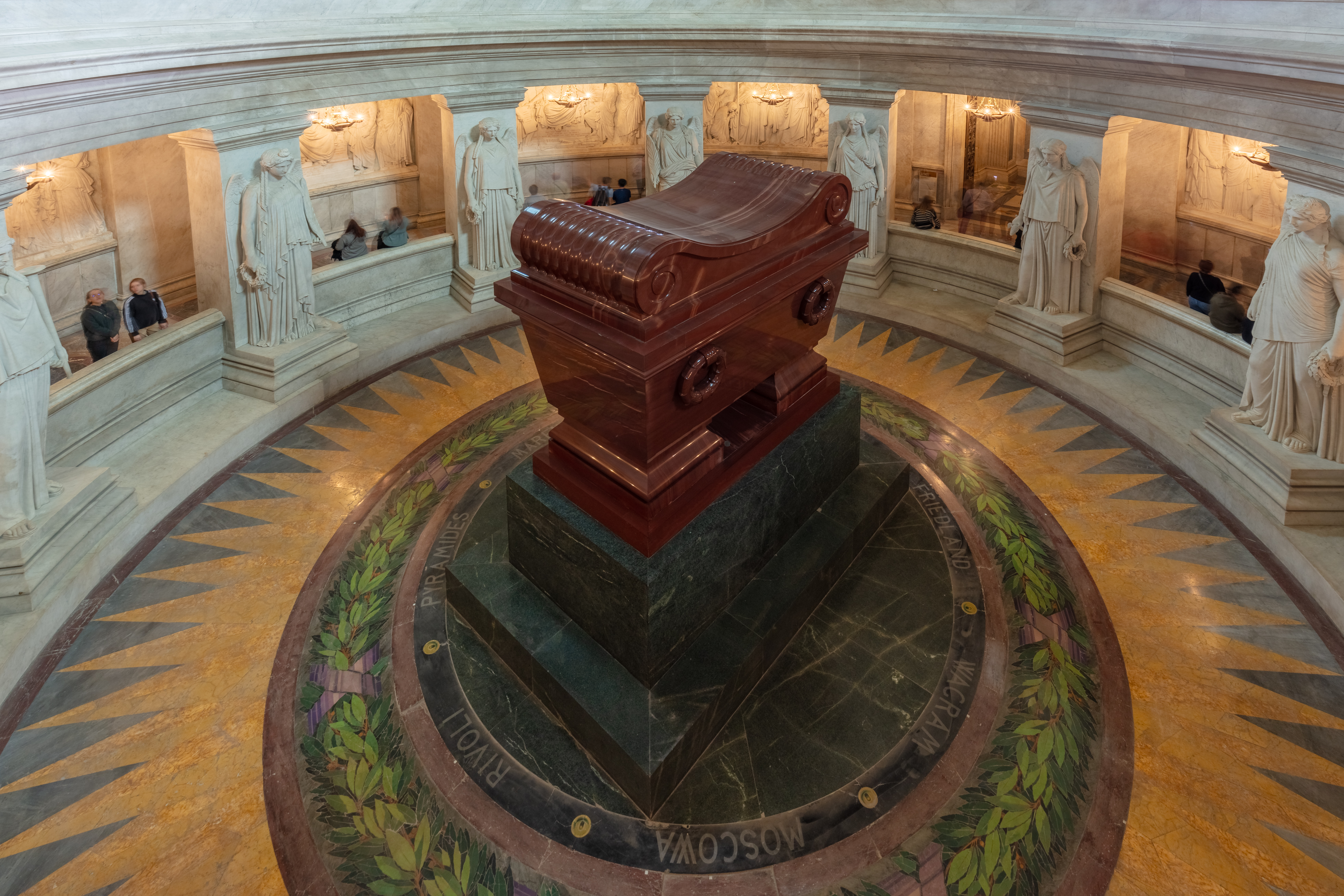
Tombeau de Napoléon aux Invalides.

Napoléon demanda à être enterré sur les bords de la Seine, mais lorsqu’il mourut en 1821 il fut inhumé à Sainte-Hélène[réf. nécessaire].
Dix-neuf ans après la mort de Napoléon, le roi Louis-Philippe Ier put obtenir du Royaume-Uni la restitution des cendres de Napoléon. L’exhumation du corps eut lieu le 15 octobre 1840 et Napoléon quitta définitivement l'île de Sainte-Hélène le dimanche 18 octobre 1840. Son corps fut rapatrié triomphalement à Paris, le 15 décembre 1840, au milieu d'une foule innombrable, et enterré aux Invalides, dans « un grand sarcophage […] de porphyre rouge — en fait du quartzite aventuriné de Finlande, proche du porphyre — posé sur un socle de granit vert des Vosges »,. Le socle en marbre noir provient de la carrière de marbre de Sainte-Luce. Le transport de ce bloc de 5,5 mètres de long, 1,20 mètre de large et 0,65 mètre d'épaisseur, ne se fit pas sans peine.
La pierre tombale de Sainte-Hélène a été rapatriée à Paris, en 1840. Elle est déposée dans une des cours ouest de l’église Saint-Louis-des- Invalides et est visible depuis le corridor de Nîmes.

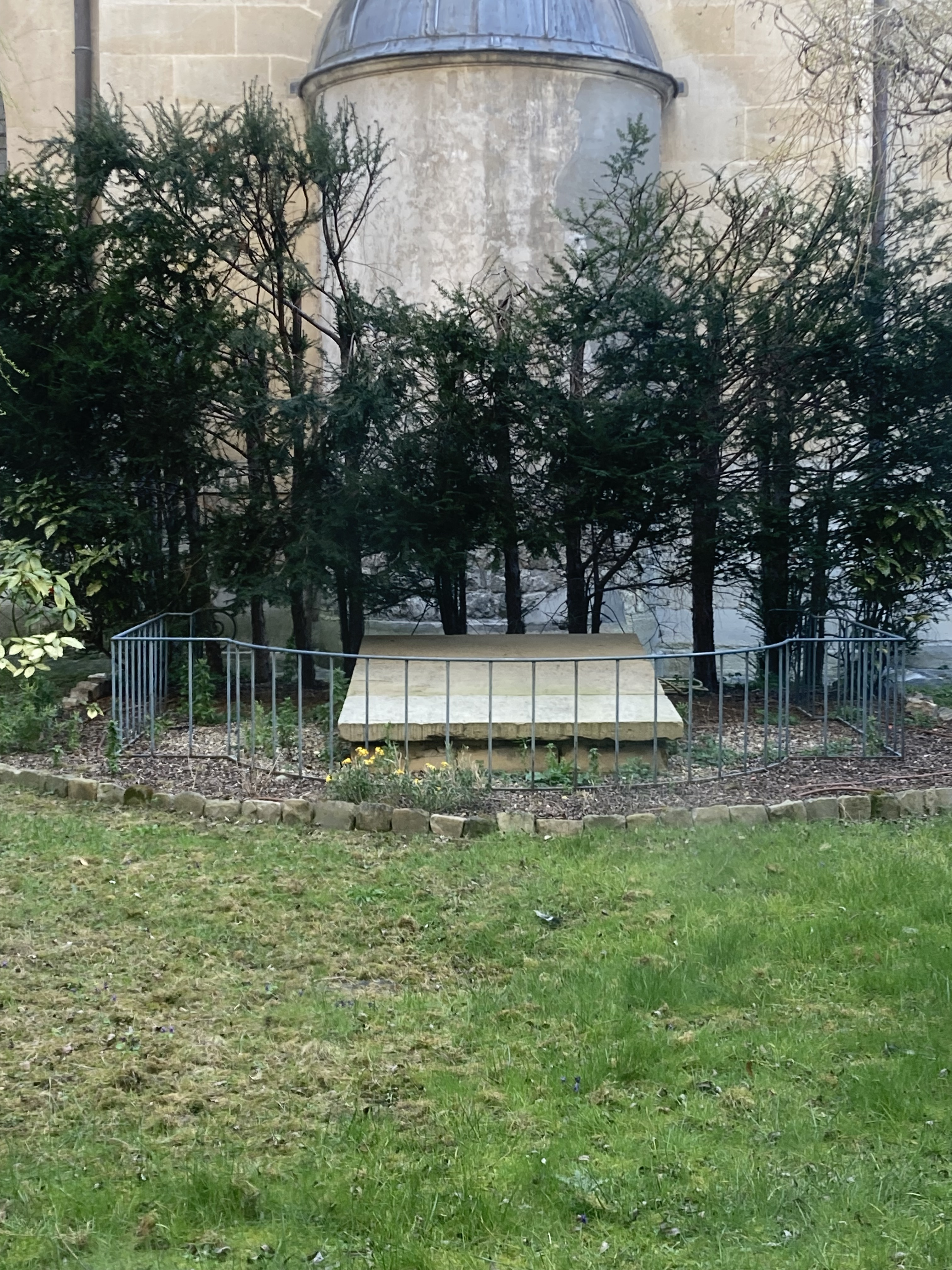
tombe de Napoléon provenant de Sainte-Hélène.

Après 1854, l’empereur Napoléon III négocia avec le gouvernement britannique l’achat de Longwood House et de la vallée du Tombeau (Sainte-Hélène), qui devinrent propriétés françaises en 1858 et sont gérées depuis par le ministère des Affaires étrangères[réf. nécessaire].
À l'occasion de la célébration du bicentenaire de la naissance de Napoléon, le journaliste-photographe Georges Rétif de la Bretonne publia en mars 1969 l'ouvrage Anglais, rendez-nous Napoléon dans lequel il développait la thèse substitutionniste (substitution de cadavre). Le roi d'Angleterre George IV, aurait fait exhumer secrètement le corps de l'empereur vers 1824 ou 1825 puis substitué celui-ci avec celui de son maître d'hôtel Cipriani qui se trouverait dans le sarcophage. Cette thèse reprise depuis par d'autres auteurs ne repose que sur des spéculations.

## Héritage napoléonien
(février 2012).

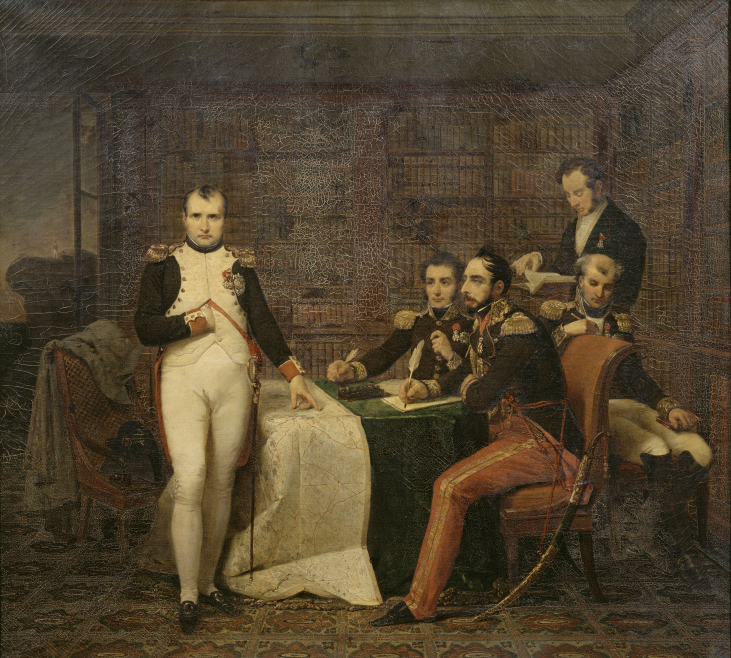
Napoléon Ier dictant ses mémoires aux généraux Montholon et Gourgaud en présence du grand-maréchal Bertrand et du comte de Las Cases, École française (XIXe siècle), musée napoléonien de l'île d'Aix.

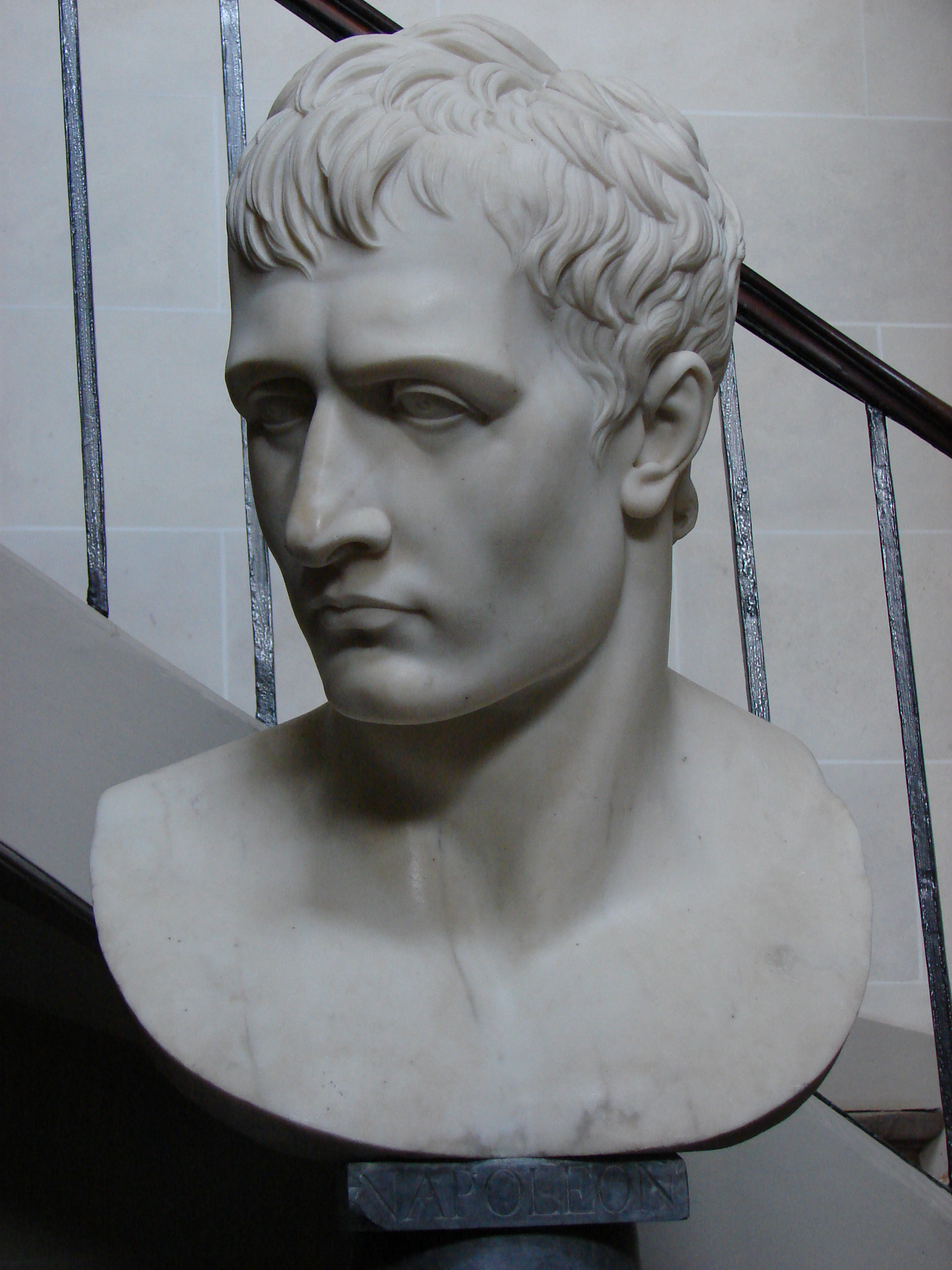
Buste de Napoléon Ier.

Peu de personnages ont laissé une trace aussi importante que Napoléon Bonaparte dans l'historiographie et la pensée politique françaises. Cette empreinte semble due pour une grande part au Mémorial de Sainte-Hélène, essai publié par Las Cases en 1823 deux ans après la mort de l'empereur, qui connut un grand succès éditorial. Pour Jean Tulard, le Mémorial devint le bréviaire du bonapartisme. En 2014, quelque 80 000 titres ont été consacrés à l'Empereur, ouvrages laudateurs à quelques exceptions près même si actuellement il est abordé avec plus de recul critique.

### Héritage politique
Au milieu de l'année 1799, l’état de la France est catastrophique. Le gouvernement français est secoué par des problèmes internes, les impôts n’arrivent pas dans les caisses de l’État, le brigandage s’est développé, les routes sont défoncées, les régions récemment conquises et les États satellites de la République française sont menacés du fait de l'offensive générale des armées de la Deuxième Coalition en Suisse, Italie, Allemagne du Sud et Hollande, le commerce est au plus mal, l’industrie (notamment celle de la soie à Lyon) ruinée, le chômage fait une percée, le prix du pain est trop élevé pour les ouvriers, les hôpitaux ne marchent pas… C’est le moment que Bonaparte, qui est à l’époque encore un général révolutionnaire, choisit pour abandonner son armée en Égypte et monter à Paris, fomenter un coup d’État, le 10 novembre 1799. Entouré d’une auréole de prestige (il vient de sortir vainqueur de la campagne d’Italie et la campagne d’Égypte est, pour le moment, encore une réussite), il ne trouve que peu de résistance et l’opinion publique ne le désavoue pas. Mais les républicains sont inquiets : Napoléon incarne-t-il l'avènement définitif des valeurs de la Révolution, ou promet-il, au contraire, la destruction de la pensée révolutionnaire ? On peut considérer aujourd'hui que Napoléon solidifiera à plus d'un titre l’héritage de la Révolution ; s'il en finit avec la République et arrête le mouvement révolutionnaire, il restera fidèle aux principes de la Révolution qu'il cherchera à exporter à l'échelle européenne voire mondiale. Le Consulat, en somme, objective ce mouvement.
Le Consul Napoléon Bonaparte, grâce à une série de mesures, permet à la Révolution de s’installer dans le temps. Bonaparte va d'abord s'employer à créer des institutions neuves, lesquelles perdureront jusqu'à nos jours. La nouvelle constitution qu’il fait rédiger renforce le pouvoir exécutif au détriment du pouvoir législatif, crée une administration centralisée, organisée en directions et ministères (dont le nouveau ministère de l’Intérieur, confié à Fouché) spécialisés et uniformisés. Il garde les divisions administratives créées lors de la Révolution. Ces institutions solides permettent un renforcement de l’autorité de l’État, font revivre le pays et éloignent un peu plus le risque de retour à l’Ancien Régime. Les caisses de l’État sont renflouées. Napoléon décide également de pacifier certaines zones conflictuelles en développant une politique de la ville novatrice. Ainsi, Pontivy fut agrandie et la ville de La Roche-sur-Yon est créée en 1804. La préfecture de la Vendée reste la seule ville entièrement de création napoléonienne[réf. nécessaire].
Ensuite, Napoléon Bonaparte s’inscrit dans la lignée de la Révolution. Après le coup d’État, les institutions changent, mais la majorité des personnes qui vont occuper des postes étaient déjà en place lors du Directoire : dans les assemblées créées par la Constitution de l'an X, la plupart des sénateurs, tribuns ou membres du Conseil d’État avaient déjà des postes à responsabilité sous le régime précédent, les préfets sont choisis dans les assemblées révolutionnaires… Cela permet à Bonaparte de mieux contrôler l’opposition. Les réformes qu’il met en place sont la suite logique de celles déjà entreprises sous la Révolution. Les réformes financières et commerciales qui lui sont attribuées ont, pour une partie d’entre elles, été imaginées par les membres du Directoire[réf. nécessaire].
Ceux-ci avaient déjà tenté le blocus continental que Napoléon mettra en œuvre contre le Royaume-Uni en 1806. Même certaines techniques de guerre utilisées par Napoléon et dont il est considéré comme l’inventeur avaient déjà été mises en application sous la Révolution. La rédaction d’un Code civil français elle-même avait déjà été entreprise sous la Révolution. De plus, il stabilise le paysage politique en pacifiant le pays et garantit ainsi l’inscription dans la durée de son gouvernement. La paix signée avec les royalistes vendéens et chouans, en janvier 1800, marque un grand pas en avant dans l’apaisement du pays, aucun gouvernement auparavant n’avait réussi à l’obtenir[réf. nécessaire].
La signature du Concordat en 1801 permet à Napoléon de s’assurer le soutien de beaucoup de catholiques qui étaient hésitants jusqu’alors, et les royalistes en perdent autant, l’une des raisons fondamentales de l’appui de la population à ce mouvement étant le caractère anti-catholique de la Révolution. Ce Concordat, qui n’instaure pas le catholicisme comme religion dominante et qui aurait pu être vu comme une volonté de retour à l’Ancien Régime, permet à Bonaparte d’obtenir une nouvelle légitimité et d’asseoir un peu plus son autorité. Le Concordat maintient la vente des biens nationaux. Grâce à ces deux traités, Bonaparte neutralise l’opposition royaliste et semble s’inscrire dans l’héritage révolutionnaire[réf. nécessaire].
Finalement, le Code civil français est un ouvrage révolutionnaire. Commencé en 1800 et publié finalement en 1804, il remplace tout le droit antérieur, et conserve la méritocratie, l’impôt égalitaire, la conscription, la liberté d’entreprise et de concurrence ainsi que de travail, consacre la disparition de l’aristocratie féodale, et en principe l’égalité devant la Loi. En conservant et en inscrivant dans le Code tous ces acquis de la Révolution, Bonaparte leur permit de traverser les régimes et rassura une grande partie de la population[réf. nécessaire].
Mais Napoléon a aussi supprimé bon nombre d’acquis révolutionnaires. Tout d’abord, les cultes révolutionnaires sont abolis. Les libertés d’expression, de réunion, de circulation et de presse sont supprimées au profit d’un État autoritaire et d’une surveillance accrue de la population, orchestrée par Fouché. L’égalité proclamée dans le Code civil n’est pas respectée : la femme dépend de son mari ; les patrons ont un très grand pouvoir sur les ouvriers, le livret ouvrier les réduisant à être des quasi-serfs ; l’esclavage est rétabli dans les colonies ; les fonctionnaires sont privilégiés en matière de Justice… Ensuite, l’instauration des préfets, qui sont l’équivalent des intendants, la création du conseil d’État, équivalent du conseil du roi, d’une nouvelle noblesse basée sur la notabilité, les faux plébiscites organisés (des votes sont inventés, il n’y a pas de secret de vote, on ratifie un fait déjà accompli…) font redouter le pire aux jacobins. Le spectre du retour à la monarchie les hante[réf. nécessaire].
Finalement, en devenant tour à tour Premier consul, consul à vie puis empereur, il en finit avec la République. La faveur publique lui permet de rédiger la Constitution de l’an VIII, qui lui donne la réalité des pouvoirs et surtout ne fait pas mention de la souveraineté nationale. Cette constitution divise le pouvoir législatif, qui à partir de ce moment, perdra toute influence. C’est au cours de l’an X que s’est opérée la transformation du régime encore républicain en un despotisme auquel ne manquait qu’une couronne. Le poste de Premier consul à vie sonne le glas de la République. Ces changements de régime permettent surtout à Napoléon d’être de moins en moins dépendant de ses succès ou échecs et lui donnent une autre dimension vis-à-vis des autres dirigeants européens. Napoléon a donc aussi supprimé bon nombre d’acquis révolutionnaires[réf. nécessaire].
Napoléon arrête le mouvement révolutionnaire mais non la Révolution. En obtenant la confiance des bourgeois (grâce à la vente des biens nationaux, à la paix maritime et continentale, à la création d’une noblesse méritocratique…), grâce au prestige de grandes victoires (Marengo, 1800), à la bonne résolution des crises telle celle de 1802 (disette et chômage), Napoléon obtient le soutien populaire et s’affranchit peu à peu du processus révolutionnaire, qui ne lui est plus nécessaire. Au fil des années, alors que sa popularité ne va cesser de croître, il va monter en puissance et s’éloigner de la République. En 1804, après divers complots visant son assassinat et la reprise des hostilités avec le Royaume-Uni, il est perçu comme le seul rempart face aux ennemis de la Révolution, et la question de l’hérédité devient un sujet de préoccupations. Il en profite pour se faire sacrer Empereur (ou plutôt, se sacrer). Ce qui pourrait être vu comme l’aboutissement du projet d’un tyran ne l’est pas. En effet, lors du sacre, Napoléon déclare être dans la continuité de la Révolution, et est soutenu par les révolutionnaires eux-mêmes, malgré la fin du processus révolutionnaire[réf. nécessaire].
Les guerres impériales ont perpétué la Révolution. Dans tous les pays conquis, Napoléon Ier impose le Code civil et par conséquent toutes les notions révolutionnaires qui en font partie. Il est considéré dans un premier temps comme le libérateur de l’Europe. Mais à partir de la Quatrième Coalition, qui commence en 1806, le but de ces guerres ne sera plus la propagation des idées révolutionnaires. Malgré la défaite napoléonienne de 1815, les idées de liberté et d’égalité resteront fermement implantées dans les pays qui avaient été conquis, et de nombreux bouleversements au fil du XIXe siècle en découleront.
Grâce à la modernisation des institutions françaises et européennes, à la pacification du pays, à ses victoires militaires et la conquête de la majeure partie de l’Europe, Napoléon a permis l’expansion et la perpétuation de la Révolution. Ainsi, malgré les nombreux changements de régime lors du XIXe siècle, le Code civil français restera en vigueur dans l’Europe entière, et les nombreux principes révolutionnaires qu’il contient. Napoléon est donc plus le continuateur que l’assassin de la révolution, malgré l’impasse qu’il fit sur la République. En supprimant les cultes et autres acquis révolutionnaires qui mettaient en danger l’œuvre de la révolution elle-même, il permit aux autres de traverser les époques[réf. nécessaire].

### Rétablissement de l'esclavage
La première abolition de l'esclavage dans les colonies le 4 février 1794, et ses conséquences économiques et politiques, amènent le Premier consul à se saisir de la question. Dès leur entrée en fonction, les trois Consuls assurent aux anciens esclaves que la liberté qui leur a été accordée par la Convention sera respectée. C'est le cas jusqu'en 1802, avec la signature de la paix d'Amiens le 25 mars 1802, quand le Royaume-Uni doit rendre à la France les colonies occupées. Parmi celles-ci se trouvent notamment Sainte-Lucie et la Martinique qui n'ont pas bénéficié de l'application de la loi d'abolition de l'esclavage. Face à cet imbroglio entre colonies avec et colonies sans esclavage, le pouvoir consulaire décide du statu quo : les colonies où il n'y a plus d'esclavage resteront libres, en revanche celles jusque-là occupées par l'Angleterre conserveront les lois antérieures à l'abolition, c'est-à-dire le Code noir. Une commission composée de Cambacérès et des trois conseillers d'État Dupuy, Regnaud de Saint-Jean d'Angély et Bruix travaille sur un projet qui allait dans le sens désiré par Bonaparte. Mais il apparaît difficile de faire cohabiter deux principes opposés dans le même projet de loi. Il est alors décidé de ne mentionner que le cas des territoires récupérés à l'occasion du traité d'Amiens, et de ne rien mentionner pour les colonies où l'esclavage était déjà aboli. Dans le maintien de l'esclavage en Martinique, le Premier consul est poussé notamment par ses ministres (tels Decrès et Talleyrand) et l'Intendant général aux colonies Guillemin de Vaivre, ancien intendant de Saint-Domingue, mais aussi par son épouse Joséphine, Martiniquaise dont la famille et plusieurs amis avaient de nombreux intérêts en Martinique. « L'esclavage ainsi que la traite des Noirs et leur importation dans les colonies restituées par le traité d'Amiens auront lieu conformément aux lois et règlements antérieurs à 1789 ».

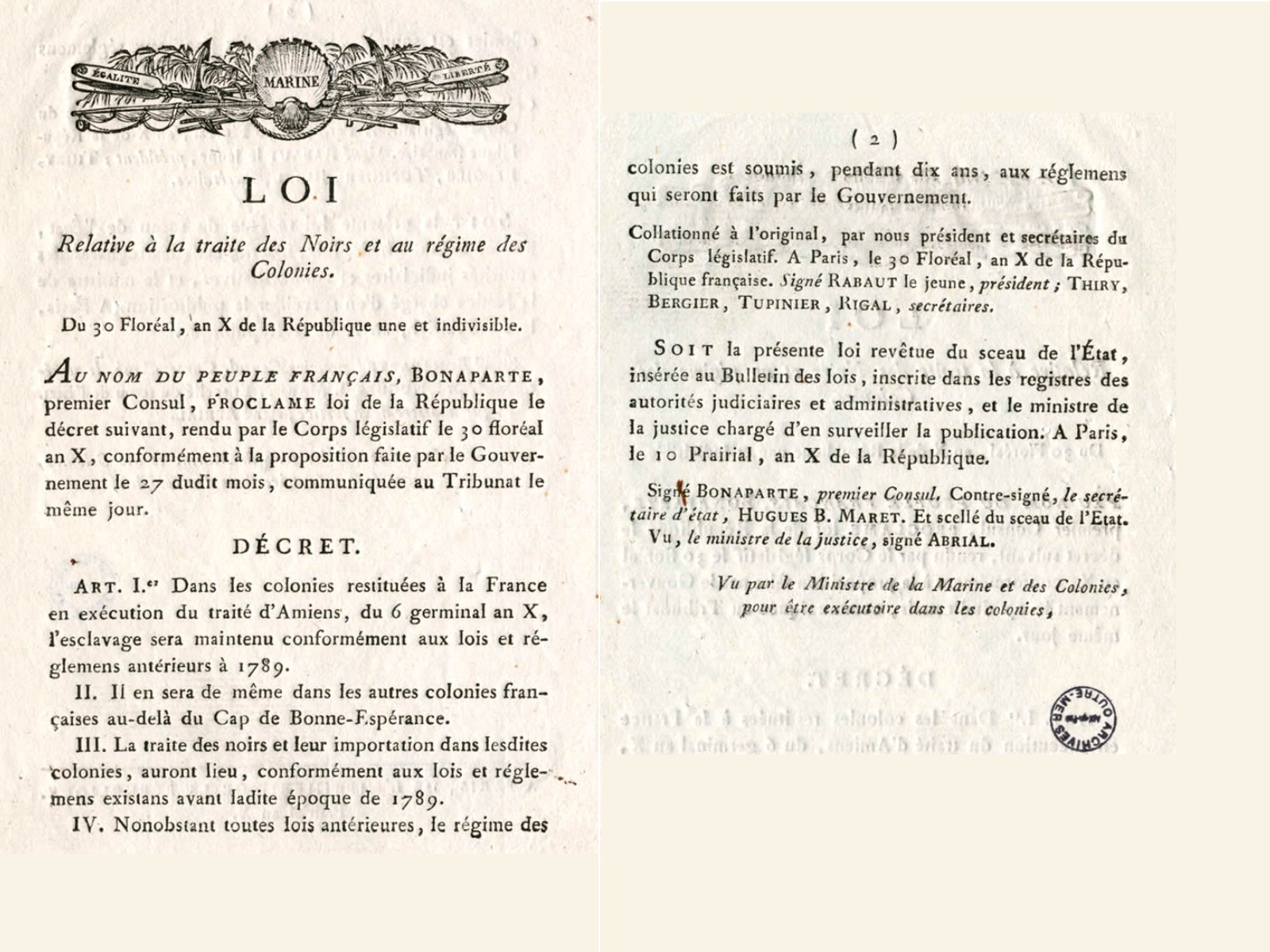
Loi du rétablissant l'esclavage en territoire français.

Début juin, il fait arrêter et déporter Toussaint Louverture (qui s'était distingué pendant la révolte des esclaves de Saint-Domingue onze ans plus tôt et qui, convaincu par l'abolition de l'esclavage de 1794, avait gardé la colonie à la France) après que celui-ci a proclamé une Constitution autonomiste et envahi la partie espagnole au moment où Napoléon souhaite apaiser la situation en Europe. L'Antillais devait mourir de froid un an plus tard au fort de Joux, dans le Doubs, département réputé pour la rigueur de ses hivers. Avec l'expédition de Saint-Domingue, une deuxième phase de la guerre de Saint-Domingue débute ; elle provoque bien des massacres de part et d'autre. Ce sont les Noirs et les Mulâtres de Saint-Domingue qui sortent victorieux de ces terribles combats et créent, en janvier 1804, la première République noire indépendante Haïti.
À la fin de 1801 en Guadeloupe, le capitaine général Lacrosse inquiète en particulier la population noire jusqu'alors libre. Finalement, les troupes noires se révoltent, évincent Lacrosse et s'opposent ensuite à l'armée commandée par le général Richepanse venue rétablir Lacrosse. Ces événements finissent en mai 1802 par la résistance de Louis Delgrès, vivement réprimée et qui se termine par le suicide collectif des insurgés au Matouba. Lacrosse et son successeur Ernouf réintroduisent progressivement l'esclavage sous la forme d'un travail forcé, puis de l'esclavage lui-même par le biais d'un arrêté de police rural du 22 avril 1803 qui fait référence à certains articles du Code noir, et enfin avec l'adoption du décret du Premier consul, daté du 16 juillet 1802, qui énonce que « La Colonie de la Guadeloupe et Dépendances sera régie, à l'instar de la Martinique, de Ste-Lucie, de Tobago et des Colonies orientales, par les mêmes lois qui y étoient en vigueur en 1789 »,. De 1802 à 1803, la Guadeloupe est passée d'un régime qui reconnaissait la présence de généraux et officiers noirs et mulâtres dans l'armée française à un régime qui n'accordait la citoyenneté qu'aux seuls Blancs.

### Abolition de la traite des Noirs par l'empereur
Lors des Cent-Jours en 1815, Napoléon décrète l'abolition de la « traite des Noirs » (uniquement le commerce des captifs, mais pas l'esclavage en soi), après l'engagement des nations européennes au Congrès de Vienne en février 1815, et sous la pression de l'Angleterre qui règne sur les mers et l'a déjà interdit depuis 1807.
La question des convictions de Napoléon se pose. Comme l'indique l'historien Jean-Joël Brégeon, Napoléon n'était initialement pas favorable au rétablissement de l'esclavage. Il imaginait un nouveau statut transitoire adapté à chaque colonie. Néanmoins, l'état d'insurrection de Saint-Domingue imposait d'y remettre de l'ordre. Par ailleurs, tout un « parti créole » exigeait le retour des esclaves dans les plantations. L'historien Jean-François Niort explique : « Manipulé par le lobby esclavagiste, Bonaparte pense que la Guadeloupe est à feu et à sang – ce qui est faux – et que le rétablissement de l’ordre passe par le rétablissement de l’esclavage ».
Napoléon abolit donc officiellement la « traite des Noirs », par son décret du 29 mars 1815, dans un contexte où son retour de l'île d’Elbe a mobilisé l'ensemble des États européens contre lui. Napoléon tente de perturber la coalition en acceptant des résolutions prises par les puissances européennes durant le congrès de Vienne. Le décret n'aura toutefois pas le temps d'être appliqué car il est annulé par la seconde Restauration. Finalement, l'ordonnance royale du 8 janvier 1817 de Louis XVIII prohibe à nouveau l'introduction d'esclaves dans les colonies françaises, et la loi du 15 avril 1818 abolit la traite négrière à proprement parler. Mais ces textes restent peu observés et la traite illégale perdure jusqu'au milieu du XIXe siècle.

### Bicentenaire de la mort deNapoléonIer
À l'occasion du bicentenaire de la mort de Napoléon Ier, le 5 mai 2021, des cérémonies commémoratives sont prévues en France, dont la Corse, son île natale, ainsi qu'à Sainte-Hélène,,. De nombreux événements (expositions, conférences, concerts…) sont également prévus à travers le monde au cours de l’année 2021. Mais en raison de la Pandémie de Covid-19, un certain nombre d'événements sont cependant susceptibles d'être adaptés ou reportés à une date ultérieure,. L’organisation de cérémonies afin de commémorer la mort de Napoléon fait l'objet de nombreux débats en France, que ce soit parmi les historiens ou au sein de la classe politique.

### Études napoléoniennes

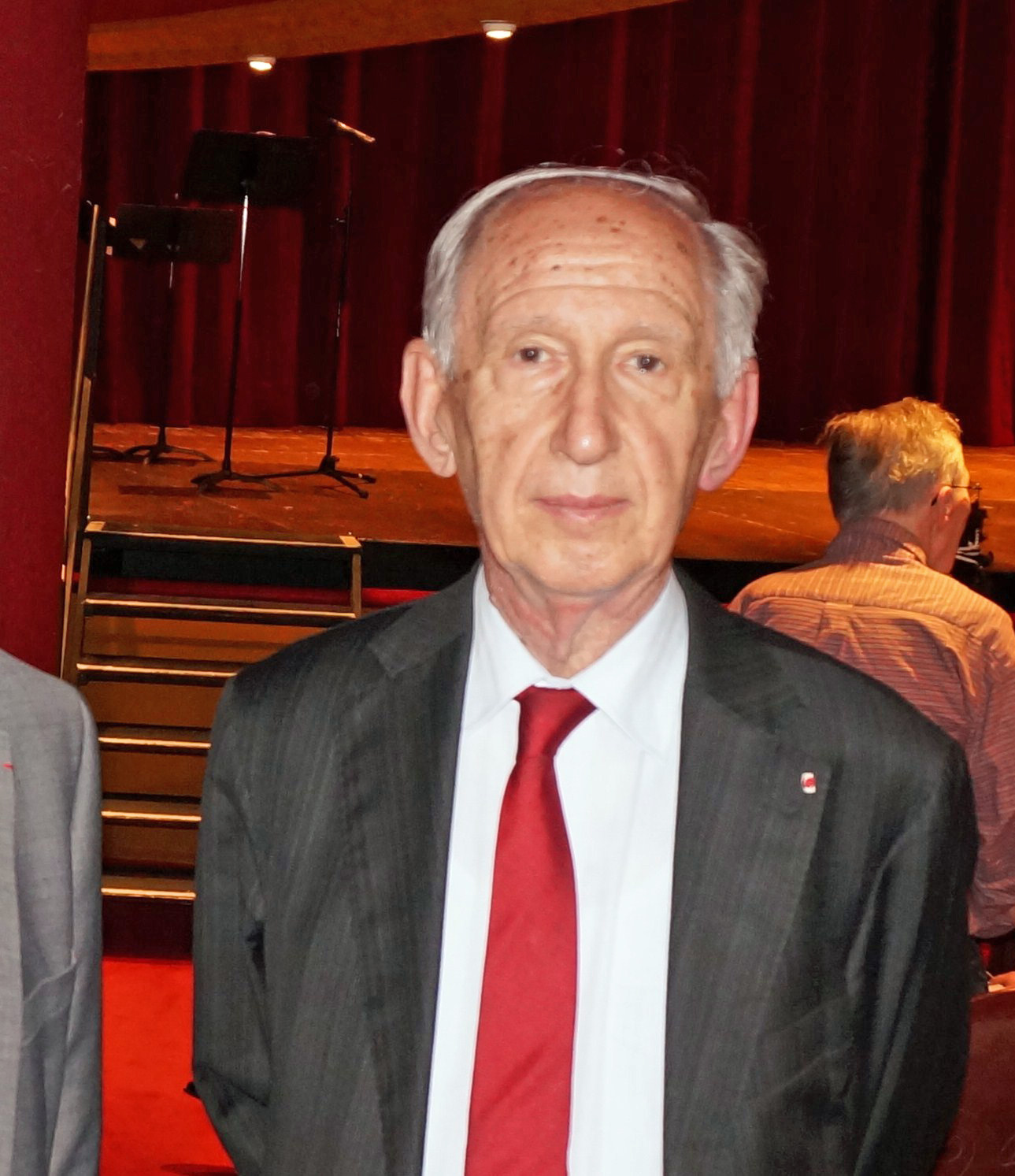
Jean Tulard est surnommé par ses pairs « le maître des études napoléoniennes »,. Ici en 2014.

Depuis sa mort, le domaine de recherche historique consacré à Napoléon et au Premier Empire, englobant la période allant de la Révolution française aux guerres napoléoniennes s'est particulièrement développé. Les études napoléoniennes sont principalement implantées aux États-Unis, en France, au Royaume-Uni et en Allemagne[réf. nécessaire].
Aux États-Unis et au Royaume-Uni, de nombreuses sociétés napoléoniennes privées existent. En France, ce sont plutôt des sociétés savantes comme le Souvenir napoléonien, créé en 1937 et l'Institut Napoléon créé en 1932[réf. nécessaire].
Le Souvenir napoléonien se caractérise par son implantation dans de nombreuses régions et pays dans le monde : la plupart des départements français et des régions d'Italie, mais aussi en Colombie, au Canada, en Égypte, en Suède etc. Il travaille en étroite collaboration avec la Fondation Napoléon, dirigée par Thierry Lentz depuis 2000, qui finance entièrement la Revue du Souvenir napoléonien (RSN). L'Institut Napoléon édite depuis 1934 la Revue de l'institut Napoléon, à comité de lecture international. Elle est couronnée par l'Académie française. Elle publie également une série d'ouvrages scientifiques, issus de colloques et de conférences sous le nom de Collection de l'institut Napoléon.
Bien que l'histoire du Premier Empire ait été largement étudiée, le domaine des études napoléoniennes en tant que domaine universitaire défini n'a émergé qu'au XXIe siècle. L'historien français Jean Tulard est surnommé par ses pairs « le maître des études napoléoniennes »,. Il préside l'Institut Napoléon de 1974 à 1999, et dirige une chaire d'études napoléoniennes à l'École pratique des hautes études de l'université Paris-Sorbonne. Il est reconnu pour avoir établi le domaine des études napoléoniennes comme un courant de recherche universitaire sérieuse, sans être rattachée à des instituts sur la Révolution française, et qui ne traitait quasiment pas l'Empire, comme c'était le cas avant Jean Tulard.

## Réalisations de Napoléon Bonaparte

### Sous le Consulat
Le Consulat est essentiellement une période de pacification et de stabilisation de la France, après la décennie révolutionnaire. De nombreuses institutions sont fondées, qui vont ensuite survivre longtemps à leur créateur ; elles reprennent certains acquis de la Révolution et existent encore au début du XXIe siècle en France[réf. nécessaire].
Ainsi dès le 13 décembre 1799 (22 frimaire an VIII), la Constitution de l'an VIII rédigée par Daunou sur la base des principes énoncés par Sieyès et Bonaparte, crée en son article 52 le Conseil d’État. Cet organe est au départ chargé de rédiger les lois pour décharger les ministères et doit conseiller le gouvernement sur la législation à entreprendre. Dans cette Constitution, Napoléon Bonaparte crée également le Sénat, s'inspirant du Sénat romain, il est chargé de veiller au respect de la Constitution et ses membres sont nommés par le Premier consul, puis par l'Empereur. En 1800, le Premier consul Bonaparte crée deux institutions importantes, existant toujours : d'une part, le 13 février (24 pluviôse an VIII), il instaure la Banque de France ; d'autre part, le 17 février (loi du 28 pluviôse an VIII), Bonaparte crée les préfectures avec à leur tête un corps préfectoral nommé par le Premier consul puis par l'Empereur et représentant de l'État. Toutes ces institutions permettent de réorganiser l'administration en France, qui ne fonctionnait plus depuis le début de la Révolution en 1789[réf. nécessaire]. Cette réorganisation permet de ramener l'ordre et de relancer l'économie. Mais l'ordre intérieur sera totalement ramené le 15 juillet 1801, quand Napoléon Bonaparte signe avec le pape Pie VII le Concordat réconciliant la France avec l'Église, tout en maintenant la liberté de cultes établie par la Déclaration des droits de l'homme et du citoyen de 1789. Bonaparte souhaite réorganiser la société française dans de nombreux domaines :
- Éducation : il lance une grande réforme qui aboutit le 1er mai 1802 (11 floréal an X) à la création des lycées et de l'École militaire Saint-Cyr.
- Économie : le 24 décembre 1802, il instaure les vingt-deux chambres de commerce et institue une nouvelle monnaie, le franc germinal le 7 avril 1803 (17 germinal an XI).
- Justice et droit : Bonaparte métamorphose le système judiciaire français, il instaure les cours d'appel et le Tribunal de cassation devient la Cour de cassation. Il réorganise les études de droit avec la création des écoles de droit et un diplôme accessible à tous, la capacité en droit le 13 mars 1804 (22 ventôse an XIII). Enfin, le 21 mars 1804 (30 ventôse an XII), Napoléon Bonaparte promulgue le Code civil français qui définit de nouveaux droits et obligations pour les Français. Par la loi du 19 mai 1802, Napoléon Bonaparte instaure également la Légion d'honneur[111], décernée aux personnes militaires et civiles que l’État souhaite récompenser par cette distinction, au titre de services rendus.

### Sous l’Empire
- En 1806, l’empereur Napoléon Ier commande l’arc de triomphe de l’Étoile.
  - Le 18 mars (21 germinal an IX), le premier conseil de prud’hommes est créé à Lyon.
  - Le 10 mai, l’Université est recréée, après son abolition par la Révolution, sous une forme qui conduit aux actuelles universités.
- En 1807, Napoléon confie à Alexandre-Théodore Brongniart la construction de la future Bourse de Paris.
  - Le 9 février, il ressuscite la fonction de Grand Sanhédrin (ce qui facilite l’assimilation des juifs dans l’Empire). Napoléon a poursuivi l’œuvre de tolérance à l’égard des juifs amorcée par la Révolution.
  - Le 16 septembre, Napoléon crée la Cour des comptes.
- 1808 :
  - le 17 mars, Napoléon crée par décret le baccalauréat.
- 1810 :
  - le 12 février, le Code pénal est promulgué.

### Œuvre législative
Bonaparte opère dès les débuts du Consulat de nombreuses réformes dans l’éducation, la justice, la finance et le système administratif. Son ensemble de lois civiles, rédigé par Portalis, Maleville, Bigot de Préameneu et Tronchet et connu sous le nom de Code Napoléon de 1804, a encore une forte influence dans de nombreux pays de nos jours. Il est assez largement influencé par les projets de Code civil qu'avait présentés Cambacérès pendant la Révolution, alors qu'il n'était pas encore second consul. Bonaparte a présidé beaucoup des séances d'élaboration du Code civil[réf. nécessaire]. Il le considérait avec fierté comme son œuvre majeure : « Ma gloire n'est pas d'avoir gagné quarante batailles […] Ce que rien n'effacera, ce qui vivra éternellement, c'est mon Code civil, ce sont les procès-verbaux du Conseil d’État. ».
Le Code civil français est toutefois très largement inspiré d’un éventail de lois et coutumes diverses déjà existantes sous l’Ancien Régime qu’il unifia. Son œuvre administrative se prolongea jusqu’en 1814. Entre autres réformes, il commencera le travail de cadastrer le territoire français.
Ce Code civil a été largement exporté, ce qui a constitué un phénomène majeur de l'histoire juridique universelle.

### En architecture et urbanisme

#### À Paris

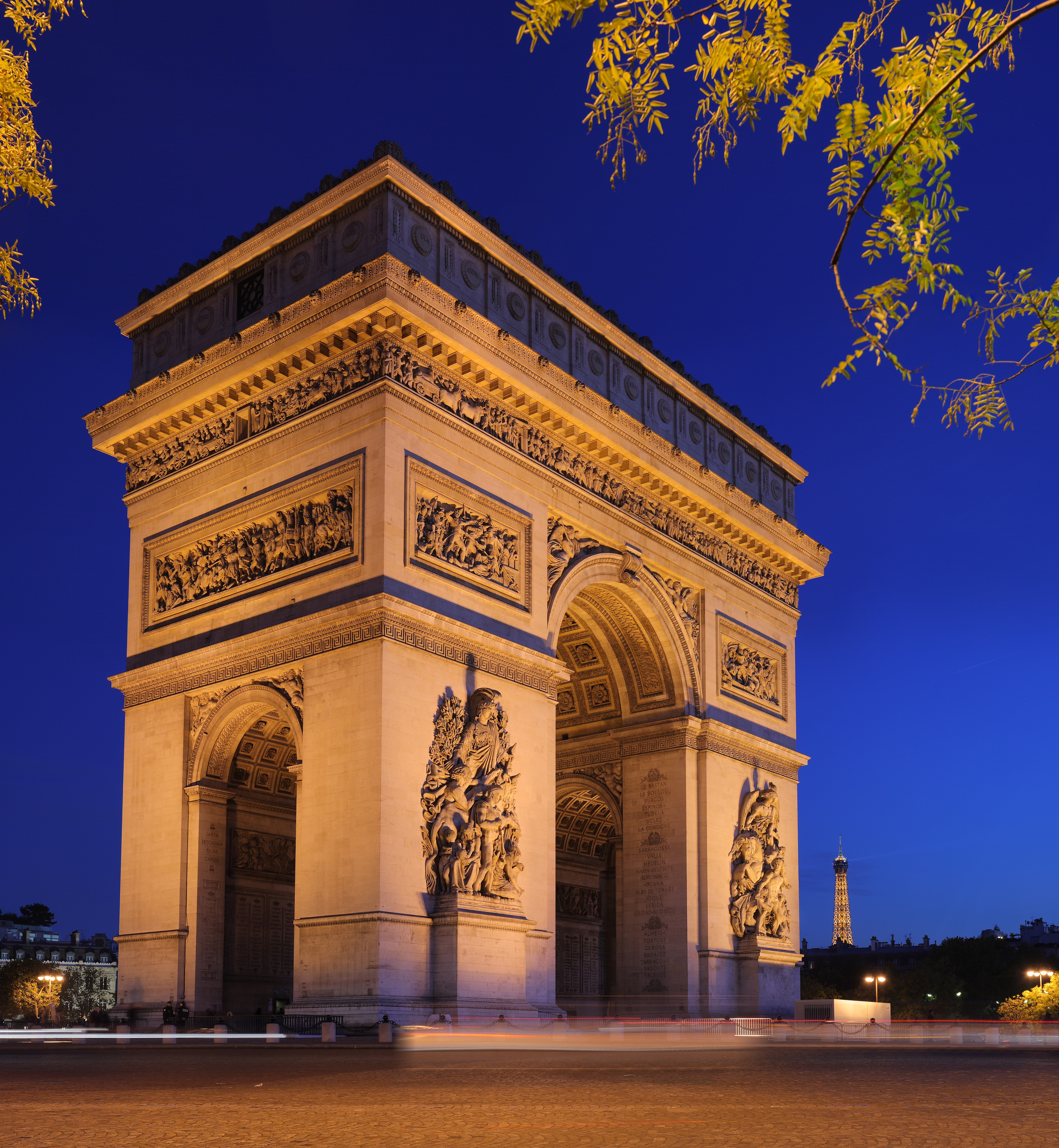
L'arc de triomphe de l'Étoile.

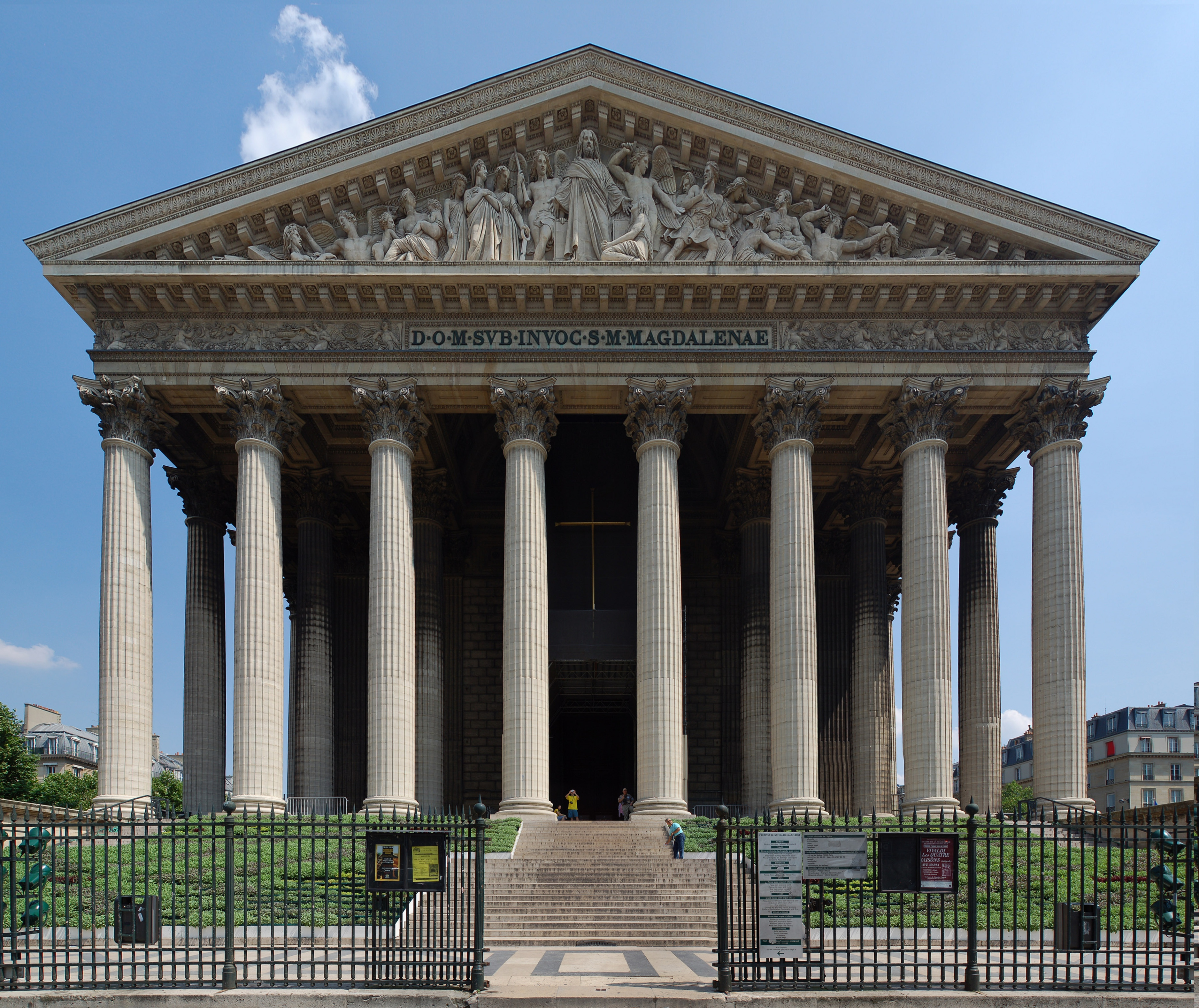
L'église de la Madeleine.

Napoléon fit ériger à Paris de nombreux monuments dont plusieurs à la gloire de la Grande Armée et de ses victoires. Il a fait construire après la victoire à la bataille d'Austerlitz deux arcs de triomphe après avoir déclaré à ses soldats : « Vous ne rentrerez dans vos foyers que sous des arcs de triomphe ». Le premier à être ordonné est l'arc de triomphe de l'Étoile en 1806 pour en faire le point de départ d'une avenue triomphale traversant le Louvre et la place de la Bastille, il ne sera achevé qu'en 1836. Le deuxième est l'arc de triomphe du Carrousel, construit de 1806 à 1808 et situé sur la place du Carrousel, à l'ouest du Louvre. La bataille d'Austerlitz est aussi commémorée par la colonne Vendôme, anciennement appelée colonne d'Austerlitz puis colonne de la Grande Armée, construite entre 1805 et 1810. Elle est surmontée d'une statue de Napoléon.
L'église de la Madeleine devait être elle aussi un temple à la gloire de la Grande Armée, comme prévu en 1805. En 1812, après la campagne de Russie, Napoléon changea d'avis pour revenir au projet d'une église. Elle fut finie en 1842. Napoléon fit aussi construire de 1807 à 1825 le palais Brongniart de style corinthien pour accueillir la Bourse de Paris. Il fit aussi construire le palais d'Orsay de 1808 à 1840, où s'installe le Conseil d'État.
Napoléon fit aménager la capitale. Il fit percer les rues de Rivoli, de Castiglione et des Pyramides ainsi que numéroter les immeubles de Paris. Il ordonna la liaison entre le Louvre et le palais des Tuileries et la finition de la cour carrée du Louvre (construction de l’aile ouest et sud) qui devient un musée. Il offrit au palais Bourbon une nouvelle façade, érigée entre 1806 et 1810. Il fit construire trois ponts (le pont des Arts (1801-1803), d’Austerlitz (1802-1806) et d’Iéna (1808-1814)) et plusieurs dizaines de fontaines comme l’éléphant de la Bastille. Il fit embellir le jardin du Luxembourg et créer le jardin des Plantes, le canal de l’Ourcq, de Saint-Martin et de Saint-Denis. Enfin, Il fit aménager le cimetière du Père-Lachaise.

#### En dehors de Paris

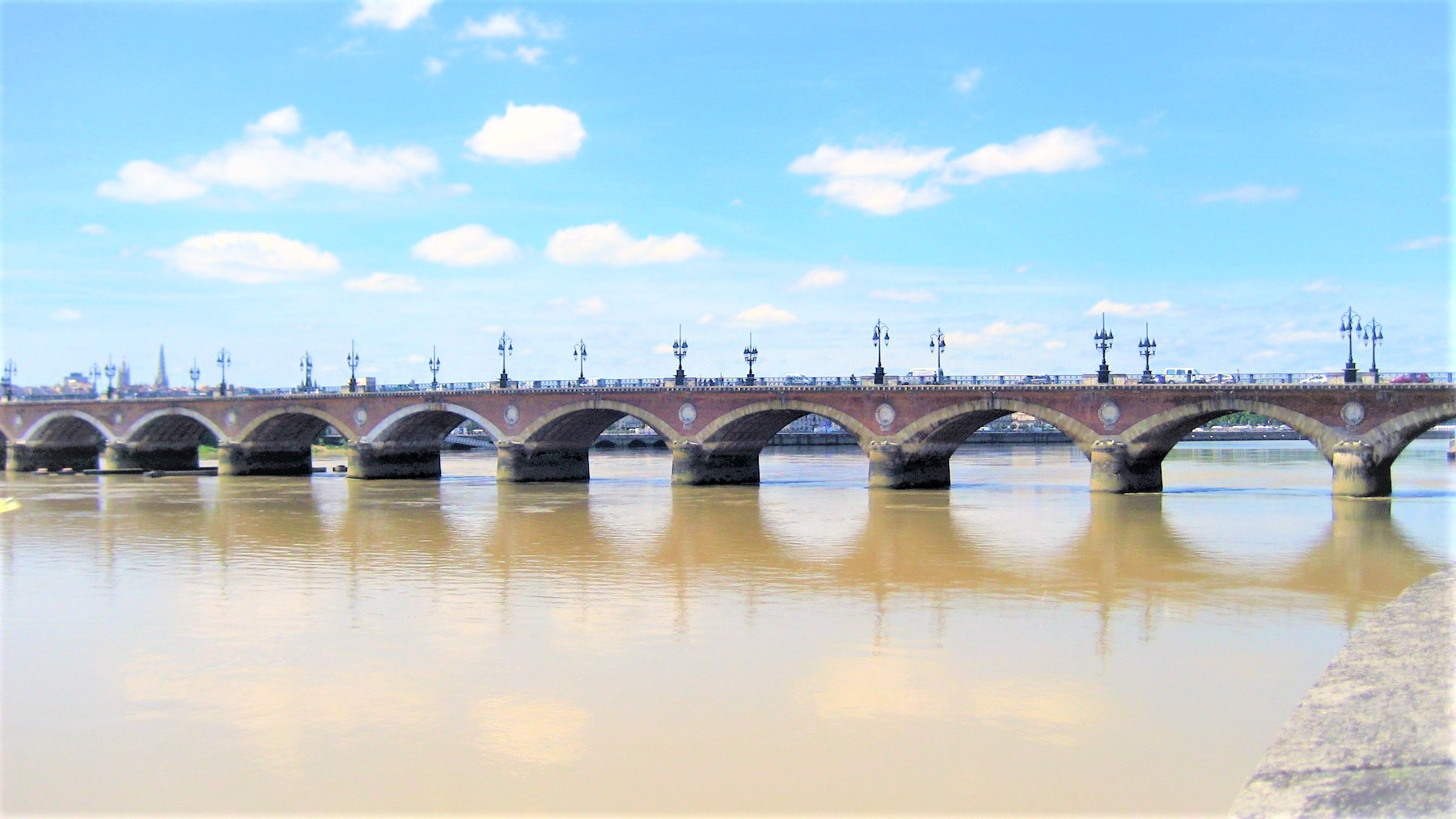
Le pont de pierre, à Bordeaux.

- La fondation de Napoléon (l'actuelle ville de La Roche-sur-Yon).
- La transformation de la place Bellecour à Lyon.
- La colonne de la Grande Armée près de Boulogne-sur-Mer.
- Le pont de pierre à Bordeaux.
- La construction de l'hôtel de préfecture des Landes et du pont de l'hôtel de ville (actuel pont Gisèle-Halimi) à Mont-de-Marsan.
- La construction de la place de la Paix (Milan) à Milan.
- La construction du Fort Napoléon à La Seyne-sur-Mer.
- Le canal de Nantes à Brest et de Mons-Condé.
- Le bassin Bonaparte et le bassin Guillaume dans le port d'Anvers[123].
- Le Canal de Damme.
- Le Pont de Sèvres, ceux de Tours, de Roanne, de Lyon, de Turin (Pont Mosca), de l'Isère, de la Durance, le Pont de pierre (Bordeaux), celui de Rouen[123].
- Le Canal de navigation d'Arles
- Le canal Naviglio Pavese
- Le canal Cavo Napoleonico

## Titres et honneurs

### Titulature
- 15 août 1769 - 16 octobre 1795 : Monsieur Napoléon Bonaparte
- 16 octobre 1795 - 10 novembre 1799 : Monsieur le Général Napoléon Bonaparte
- 10 novembre 1799 – 18 mai 1804 : Monsieur le Général Napoléon Bonaparte, Premier Consul de la République française
- 18 mai 1804 – 6 avril 1814 : Sa Majesté Impériale l'Empereur des Français
  - 17 mars 1805 – 11 avril 1814 : Sa Majesté le Roi d'Italie
  - 12 juillet 1806 – 19 octobre 1813 : Sa Majesté Impériale l'Empereur des Français, Protecteur de la confédération du Rhin
- 14 avril 1814 – 26 février 1815 : Son Altesse Sérénissime le Prince Souverain de l'Île d'Elbe (exil)
- 20 mars 1815 – 22 juin 1815 : Sa Majesté l'Empereur des Français (Cent-Jours)

### Décorations étrangères
- De 1805 à 1811, Napoléon Ier reçoit plus de quatorze décorations étrangères. La liste suivante exhaustive présente tous les ordres dont l'empereur a été décoré par date d'obtention :
  -  1805 : chevalier de l'ordre de Saint-Hubert  Bavière
  -  1805 : chevalier de l'ordre de l'Aigle noir  Royaume de Prusse
  -  1805 : cordon de l'ordre du Christ,  Portugal
  -  1805 : cordon de l'ordre d'Aviz  Portugal
  -  1805 : cordon de l'ordre de Saint-Jacques  Portugal
  -  1805 : chevalier de l'ordre de la Toison d'or  Royaume d'Espagne
  -  1805 : chevalier de l'ordre de l'Aigle d'or  Wurtemberg-Hohenzollern
  -  1806 : grand-croix de l'ordre de la Fidélité  Wurtemberg-Bade
  -  1806 : grand maître de l'ordre de la Couronne de fer  Royaume d'Italie
  -  1807 : grand-croix de l'ordre de Saint-Joseph  Grand-duché de Wurtzbourg
  -  1807 : chevalier de l'ordre de Saint-André  Empire russe
  -  1806 : chevalier de l'ordre de Saint Alexandre Nevski  Empire russe
  -  1806 : chevalier de l'ordre de Sainte-Anne  Empire russe
  -  1807 : chevalier de l'ordre de la Couronne des diamants  Royaume de Saxe
  -  1807 : grand-croix de l'ordre du Mérite  Hesse
  -  1808 : chevalier de l'ordre de l'Éléphant  Danemark
  -  1809 : dignitaire de l'ordre des Deux-Siciles  Royaume des Deux-Siciles
  -  1809 : grand commandeur dans l'ordre de la Couronne  Royaume de Westphalie
  -  1810 : chevalier de l'ordre des Séraphins  Suède
  -  1810 : grand-croix de l'ordre de Saint-Étienne  Royaume de Norvège
  -  1810 : grand-croix de l'ordre de Léopold  Autriche
  -  1810 : grand-croix de l'ordre de l'Union  Royaume de Hollande
  -  1811 : grand maître de l’ordre de la Réunion  La Réunion

## Surnoms
- Nabulio : surnom donné quand il était enfant par sa mère Letizia Ramolino ;
- La Paille-au-nez : surnom donné par les camarades de Napoléon à l'école de Brienne. En effet, avec son accent corse, Napoléon prononçait son prénom Napoillioné ;
- Le Général Vendémiaire : surnom donné par d'autres généraux de la République en signe de mépris pour ce fait d'armes de répression intérieure de civils royalistes, après l'intervention de Bonaparte lors de l'insurrection royaliste du 13 vendémiaire an IV ;
- Le Petit Caporal : surnom donné par les soldats au soir de la bataille du pont de Lodi, en 1796. Le grade de caporal utilisé comme surnom lui a été attribué selon un usage militaire d'affection pour saluer un comportement de bravoure[124] ;
- Boney : sobriquet donné par les caricaturistes britanniques, diminutif de « Bonaparte ». Par référence au mot anglais « bone » (os), il peut ainsi être traduit par « l'osseux ». Ce surnom visait la maigre silhouette du général Bonaparte dans les premières années de sa carrière militaire jusqu'au Consulat. Ce surnom jouait sur le contraste avec le ventru John Bull, symbole de l'Anglais et de son opulence face à une France perçue comme ruinée et affamée durant la Révolution ;
- Le Petit Tondu : surnom donné par les soldats à partir du Consulat et du début de l'Empire après que Bonaparte eut fait couper ses cheveux (au retour de l’expédition d’Égypte, en 1799) et eut fait appliquer un nouveau règlement pour la coupe de cheveux des militaires (abandon des cheveux longs et des perruques au profit de la « coupe à la Titus »[k]) ;
- Buonaparte : reprise du nom corse orthographié ainsi dans les premières années de la vie de Napoléon Bonaparte, par ses adversaires royalistes français et par les Britanniques qui ne reconnaissaient pas sa dignité impériale acquise après la rupture de la paix d'Amiens (1803) et refusant ainsi de n'utiliser que son prénom, signe de sa titulature ;
- L'Usurpateur : surnom provenant des milieux royalistes, à partir de l'établissement de l'Empire et de la prétention de Napoléon Bonaparte d'accaparer le pouvoir souverain. Le terme est surtout utilisé quand le rétablissement des Bourbons est réaliste, puis effectif, en 1814 puis en 1815 lors des Cent-Jours ;
- Le Tyran, l'Ogre : surnoms couramment donnés par ses adversaires et ses caricaturistes, en particulier à la fin de l'Empire quand l'effort militaire de la conscription pèse de plus en plus fortement sur la population ;
- Le Père-la-Violette : la violette est la fleur de l'amour caché. Après sa première abdication, on croyait qu'il reviendrait à l'époque où fleurissent les violettes, chose qui se réalisa ; la violette devint un signe de ralliement des bonapartistes après la Seconde Restauration ;
- Jean de l'Epée : sobriquet donné par les soldats de la Grande Armée, en particulier au sein de la Garde impériale au moment du retour de l'île d'Elbe[125] ;
- Nicolas : surnom utilisé particulièrement par les royalistes du Midi de la France, où le Diable est parfois dénommé ainsi[126]. Des caricatures de l'époque désignent ainsi Napoléon par cet autre prénom, avec l'effet renforcé par leur même lettre initiale « N » ;
- Lou Castagnié (« Le Châtaigner »), surnom donné dans le Midi de la France et qui fait référence aux origines corses de Napoléon, les châtaignes en étant une spécialité[127].

## Vie privée

### Influences historiques
« Tout dans le continent s’inclinait devant Napoléon, tout, – excepté six poëtes, (…) six penseurs restés seuls debout dans l’univers agenouillé ; et ces noms glorieux, j’ai hâte de les prononcer devant vous, les voici : DUCIS, DELILLE, MADAME DE STAEL, BENJAMIN CONSTANT, CHATEAUBRIAND, LEMERCIER. »
Durant sa jeunesse, Bonaparte se montre admiratif envers certains hommes d’État, notamment Pasquale Paoli, indépendantiste corse, et Mirabeau, révolutionnaire modéré. Il a aussi beaucoup admiré Rousseau, disant même : « Oh ! Rousseau ! Pourquoi faut-il que tu n'aies vécu que soixante ans ! Dans l'intérêt de la vérité, tu aurais dû être immortel ! ». Il a par la suite renié ces idées, les idées de Rousseau s'avérant peu conformes au système consulaire puis impérial. Pendant la Révolution, il a l'espoir de pouvoir dépasser ses conditions de vie modeste grâce au nouveau régime mis en place et se montre donc favorable à cette évolution. Il écrit même sur une banderole tendue sur sa maison natale : « Vive la Nation ! Vive Paoli ! Vive Mirabeau ! ».
Il est aussi reconnaissant envers les frères Robespierre, Augustin et Maximilien, auxquels il doit en partie sa montée en grade rapide. Il envoie par la suite une pension à leur sœur. Il a écrit à Tilly : « J'ai été un peu affecté de la catastrophe de Robespierre que j'aimais et que je croyais pur, mais fût-il mon frère, je l'eusse moi-même poignardé s'il aspirait à la tyrannie ».
Napoléon voue une grande admiration pour le génie militaire de Turenne. En 1800, il fait transférer son tombeau sous le dôme des Invalides.
Bonaparte témoigne de plus d'une admiration pour les grands conquérants et empereurs. Il se fait représenter coiffé d'une couronne de lauriers et vêtu d'une toge pour se montrer tel Jules César ou Auguste, par exemple. Il est également fasciné par Frédéric II[réf. nécessaire].

### Napoléon et les femmes

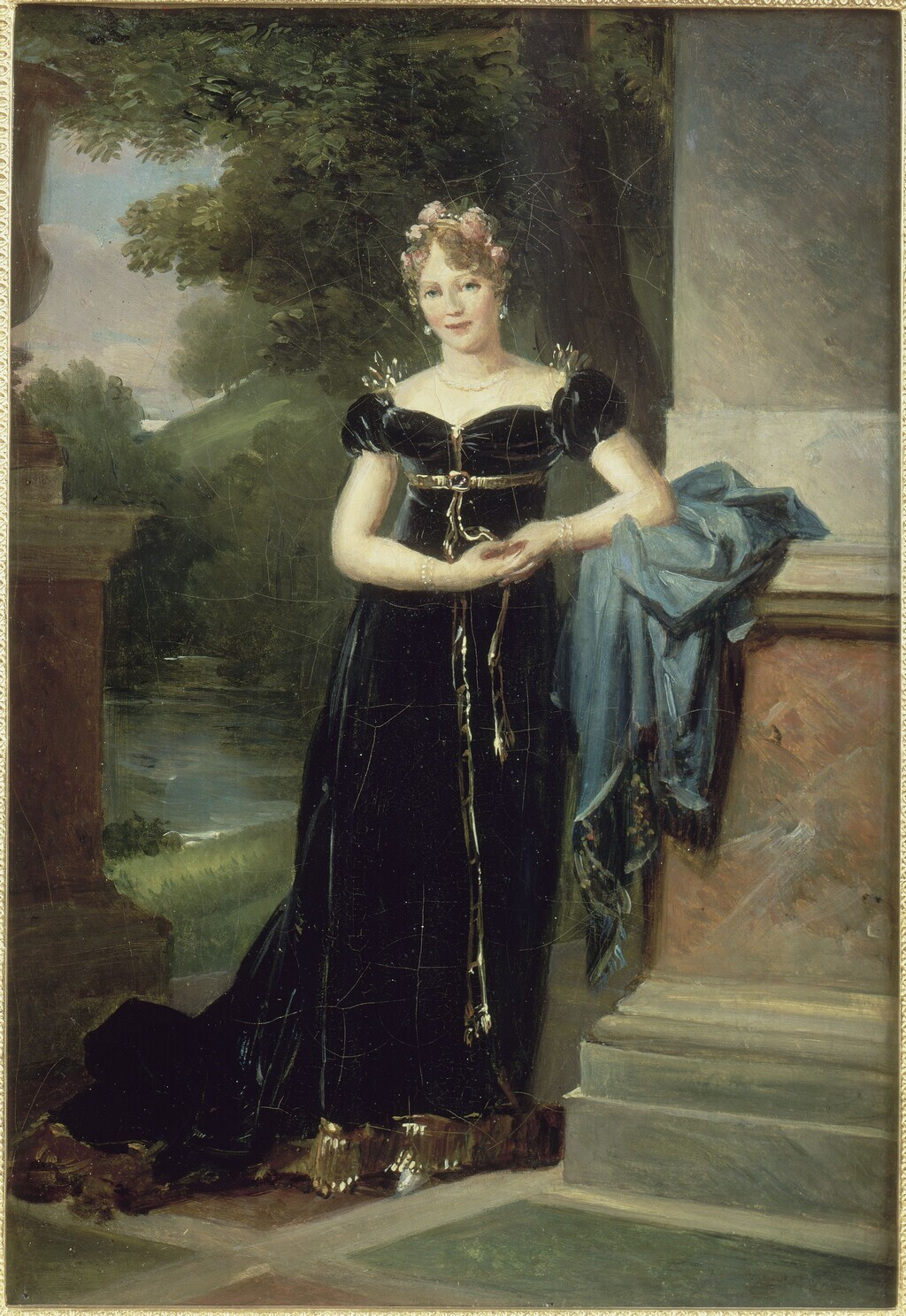
Portrait de la Comtesse Marie Walewska, la « femme polonaise » de Napoléon, en 1812 par François Gérard.

Bien que marié deux fois, Napoléon cultive tout au long de sa vie plusieurs maîtresses (cinquante-et-une d'après certains historiens) qui lui donnent des enfants illégitimes. Cette descendance a une importance à ses yeux, le confortant dans son idée qu'il n'est pas stérile. Deux maîtresses vont jouer un grand rôle dans sa vie[réf. nécessaire].
La première grande maîtresse de Napoléon est Éléonore Denuelle, dame du palais et lectrice de sa majesté impériale Joséphine : elle lui donne son premier enfant le 13 décembre 1806, qui est prénommé Léon.
La seconde, il la rencontre pendant la campagne de Pologne. Le 1er janvier 1807, l'Empereur entre à Varsovie, une jeune femme se fraie un chemin jusqu'à lui, il s'agit de Marie Laczynska, comtesse Waleswka, âgée de vingt-six ans, épouse d'un vieil homme, Anastase Walewski. Lors d'un bal donné en l'honneur de l'Empereur, les Polonais souhaitent que Marie Walewska se retrouve dans son lit : ils forment ainsi le vœu que le sort de la Pologne, partagée entre la Russie, la Prusse et l'Autriche, puisse changer avec l'aide de Napoléon. D'abord très réticente, elle finit par être amoureuse de l'Empereur et lui donne un fils, Alexandre, né le 4 mai 1810.
Quant à ses épouses, il en a deux : l'une dont il est très amoureux, Joséphine de Beauharnais, et une autre, Marie-Louise d'Autriche, qui n'est qu'une épouse politique, chargée de lui donner un héritier pour le trône impérial. Aux dires de Joséphine, Napoléon n'a aimé que deux femmes : elle-même et la comtesse Walewska.

#### Napoléon et le droit des femmes
En 1800, le Premier Consul ordonne l’écriture du Code civil ; la place de la femme dans la société, ainsi que l’égalité des sexes dans le mariage sont débattues. Napoléon est cependant clair, « en sortant sous la tutelle de sa famille, [la femme] passe sous la tutelle de son mari ». La femme jouit de droits inférieurs à ceux de l'homme sous l’Empire, l’infidélité féminine est par exemple plus réprimandée car elle a « des effets plus dangereux que celle du mari ». On peut voir ici une forme de misogynie de la part de Napoléon, cependant, ce constat est à nuancer. Le Code civil a pour but de conserver la famille traditionnelle qui a bâti la société, Napoléon ne souhaite pas bouleverser les mœurs. Néanmoins, une femme non-mariée atteignant sa majorité à 21 ans dispose d’une entière indépendance et chaque héritier, mâle ou femelle, dispose des mêmes droits de succession. Napoléon refonde la Société de Charité Maternelle, abolie sous la Révolution, dans le but d’aider financièrement les mères ne pouvant travailler. En effet, sous Napoléon, les femmes pouvaient librement exercer un certain nombre de professions, comme les métiers de la manufacture, de l’artisanat, des champs, ou du domaine de l’art. Quelques mesures sont prises en faveur des femmes, le métier de sage-femme est réglementé et seules les personnes ayant suivi une formation peuvent exercer la fonction.
Pour Jean Tulard, Napoléon était donc misogyne, mais à l’image de son temps.

### Napoléon et la spiritualité

#### Napoléon et le catholicisme

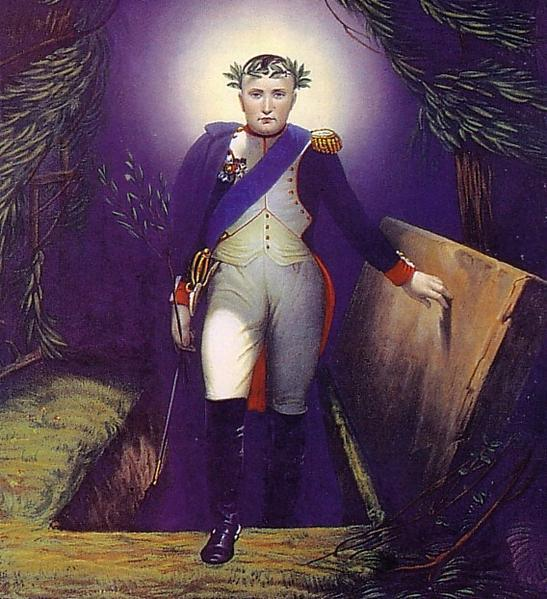
Aquatinte de Jazet, d'après le tableau Napoléon sortant de son tombeau réalisé par Vernet en 1840 à l'occasion du retour des cendres : la composition (l'exilé de Sainte-Hélène nimbé de lumière lunaire, couronné de lauriers, soulève la dalle de son tombeau) fait allusion à la résurrection du Christ.

Napoléon est né dans une famille catholique et est baptisé le 21 juillet 1771.
Sa position envers le catholicisme semble parfois plus tenir du calcul politique que d'un choix personnel, mais il déclare avoir un réel attachement pour sa religion natale.
Selon André Palluel-Guillard, « jusqu'à Sainte-Hélène, il fera profession sinon d'athéisme, du moins d'un solide matérialisme et de beaucoup d'indifférence vis-à-vis des grands mystères du monde et de la foi. »
Pourtant, à la fin de sa vie, Napoléon reçoit l'extrême-onction des mains de l'abbé Vignali. En outre, l'article 1 de son testament, rédigé le 15 avril 1821 à Sainte-Hélène, mentionne sans ambiguïté : « Je meurs dans la religion apostolique et romaine, dans le sein de laquelle je suis né il y a plus de cinquante ans ».
De son vivant, l'empereur se pose en messie politique, mythe repris par la propagande napoléonienne et l'iconographie impériale. Les thèses empoisonniste et substitutionniste, sans bases historiques solides, ont séduit l'opinion parce qu'elles renvoient à deux mythes chrétiens fondamentaux, celui du martyre et celui de l'immortalité, Napoléon ayant été assimilé au Christ dans les années qui ont suivi sa mort.

#### Napoléon et l'islam
L’intérêt de Napoléon pour l’islam semble être dicté par le contexte. La campagne d'Égypte a été préparée sur le même mode que celle d’Italie, c’est-à-dire en espérant provoquer un ralliement des populations locales à la cause française. Dans l’objectif de ce ralliement, tout est fait pour que les Égyptiens en majorité musulmans se sentent valorisés. Pour le général Dupuy qui accompagnait Napoléon durant la campagne d'Égypte cet intérêt pour l'islam est simulé pour des raisons politiques : « Nous trompons les Égyptiens par notre simili attachement à leur religion, à laquelle Bonaparte et nous ne croyons pas plus qu'à celle de Pie le défunt ».
Pour Henry Laurens, si l'intérêt de Napoléon envers l'islam a été inspiré par des préoccupations politiques, il a néanmoins été « réellement fasciné par l'islam et par l'Orient [et] son admiration pour l'islam se porte essentiellement sur ce créateur de sociétés qu'est le prophète Mahomet ».

#### Napoléon et le judaïsme
En 1938, dans son ouvrage Napoléon antisémite, A. de Boisandré présente la thèse d’un Napoléon qui serait antisémite. L’auteur souligne plusieurs déclarations péjoratives de l’Empereur vis-à-vis du peuple juif. Pelet de la Lozère rapporte ses propos de Napoléon, prononcés en 1806 :

« je voudrais ôter [aux juifs] […] le droit de prendre des hypothèques car il est trop humiliant pour la nation française de se trouver à la merci de la nation la plus vile. Des villages entiers ont été expropriés par les Juifs. »

Cependant, Jean Tulard estime que Napoléon « ne s’érige pas en antisémite ». Mais qu’il répond juste aux colères retentissantes des habitants d’Alsace et de Lorraine qui faisaient alors face à la non-intégration d’une importante minorité de juifs ashkénazes. Pour trouver une solution et mieux intégrer les juifs à l’Empire, car c’était bel et bien l’objectif de Napoléon, il convoque le 30 mai 1806 une assemblée de délégués régionaux. Siégeant pendant près d’un an, elle va répondre à une douzaine de questions sur le peule juif en France. Ainsi, en 1808, Napoléon organise le culte hébreux en France ; il met en place une législation discriminatoire envers les Juifs tout en leur accordant des droits et des devoirs. Cette législation est cependant influencée par les catholiques qui ne souhaitaient pas d’une égalité entre curés et rabbins. En somme, Napoléon est le premier souverain français à établir des réformes concrètes pour intégrer la nation juive à la nation française, tout en faisant avec les préjugés du XIXe siècle

#### Napoléon et la franc-maçonnerie
Parmi l'entourage militaire et intellectuel proche de Napoléon beaucoup sont francs-maçons (le général Kléber qui fonde la loge « Isis » au Caire, Dominique Vivant Denon, membre de l'Ordre sacré des Sophisiens et de la loge « La Parfaite Réunion », Gaspard Monge membre notamment de la loge militaire « L'Union parfaite »). Il est louveteau, c'est-à-dire fils du franc-maçon Charles Bonaparte, et ne conteste pas de se faire par la suite appeler « frère » par différents membres des 1 200 loges maçonniques qui se développent pendant le Premier Empire, néanmoins les critiques envers les francs-maçons qu'il tient lors de son exil à Sainte-Hélène semblent prouver le contraire.

### Correspondance
Napoléon Bonaparte a entretenu une abondante correspondance, en partie à usage privé, mais surtout une importante correspondance officielle. De son vivant, quelques-unes de ces lettres ont été publiées, soit isolément, soit en recueils, mais souvent dans un but d’exaltation ou au contraire de polémique. Par exemple ses 75 notes et lettres au comte Lazare Carnot, son ministre de l'Intérieur pendant les Cent-Jours parues à Bruxelles en 1819.
Dans les années 1850, l’empereur Napoléon III fait publier la correspondance de son oncle. Si cette nouvelle publication a aussi un but de propagande, elle sera plus sérieuse que ce qui avait été fait jusque-là. Toutefois, certaines lettres n’ont pas été retrouvées, d’autres ont été volontairement omises, et le texte a parfois été expurgé sous divers prétextes. Lorsque paraît en 1869 le dernier volume de la correspondance de Napoléon Ier, l'officier Louis Rossel démontre que les livres de stratégie attribués à ce dernier par la commission chargée de publier la correspondance, ne sont pas et ne peuvent pas être de lui. Dans les années suivantes, de nouvelles lettres ont été publiées, souvent sous la forme de recueils spécifiques (lettres de Napoléon à un même correspondant). D’autres réapparaissaient ponctuellement[réf. nécessaire].
La Fondation Napoléon a entrepris depuis 2002 une vaste entreprise de publication scientifique de l’ensemble de la correspondance de l’empereur. Elle a lancé pour cela un appel afin de récupérer les documents qui pourraient se trouver dans différents dépôts d’archives ou bibliothèques, et surtout chez des particuliers[réf. nécessaire].
Les papiers personnels de la famille Bonaparte, dont la correspondance de Napoléon Ier, sont conservés aux Archives nationales sous la cote 400AP (Fonds Napoléon) et 176AP (Fonds Bonaparte).
Pour les références des éditions, voir plus bas.

### Famille

#### Parents
- Charles Bonaparte
- Maria Letizia Ramolino

#### Frères et sœurs
- Joseph Bonaparte
- Lucien Bonaparte
- Élisa Bonaparte
- Louis Bonaparte
- Pauline Bonaparte
- Caroline Bonaparte
- Jérôme Bonaparte

#### Neveux et nièces

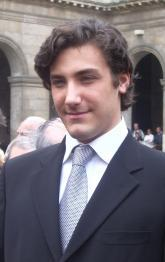
Jean-Christophe Napoléon en 2006.

La liste ci-dessous donne les noms des 27 enfants légitimes des frères et sœurs de Napoléon, par ordre de naissance. D'autres enfants, ceux morts en très bas âge ou issus de relations hors mariage, ne sont pas indiqués.
1. Filistine Charlotte Bonaparte (1795-1865), fille aînée de Lucien ;
2. Dermid Leclerc (1798-1804), fils unique de Pauline ;
3. Christine-Egypta Bonaparte (1798-1847), fille cadette de Lucien ;
4. Achille Charles Louis Napoléon Murat (1801-1847), fils aîné de Caroline ;
5. Zénaïde Bonaparte (1801-1854), fille aînée de Joseph ;
6. Maria Letizia Joséphine Murat (1802-1859), fille de Caroline ;
7. Napoléon Louis Charles Bonaparte (1802-1807), fils aîné de Louis ;
8. Charlotte Bonaparte (1802-1839), fille cadette de Joseph ;
9. Lucien Charles Joseph Napoléon Murat (1803-1878), fils de Caroline ;
10. Charles-Lucien Carlo Jules Laurent Bonaparte (1803-1857), fils de Lucien (zoologiste) ;
11. Napoléon Louis Bonaparte (1804-1831), fils cadet de Louis ;
12. Lætitia Bonaparte (1804-1871), fille de Lucien ;
13. Louise Julie Caroline Murat (1805-1889), fille de Caroline ;
14. Élisa Napoléone Baciocchi (1806-1869), fille aînée d’Élisa ;
15. Jeanne Bonaparte (1807-1829), fille de Lucien ;
16. Louis-Napoléon Bonaparte (1808-1873), fils de Louis, empereur des Français (1852-1870) ;
17. Paul Bonaparte (1809-1827), fils de Lucien ;
18. Louis-Lucien Bonaparte (1813-1891), fils de Lucien ;
19. Jérôme-Frédéric-Félix-Napoléon (1814-1834), fils d’Élisa ;
20. Jérôme Napoléon Charles Bonaparte (1814-1847), fils aîné de Jérôme ;
21. Pierre-Napoléon Bonaparte (1815-1881), fils de Lucien ;
22. Antoine Bonaparte (1816-1877), fils de Lucien ;
23. Marie-Alexandrine Bonaparte (1818-1874), fille de Lucien ;
24. Mathilde-Létizia Wilhelmine Bonaparte (1820-1904), fille de Jérôme ;
25. Napoléon Joseph Charles Paul Bonaparte (1822-1891), fils de Jérôme ;
26. Napoléon-Jérôme Bonaparte (1822 - 1891), fils de Jérôme Bonaparte ;
27. Constance Bonaparte (1823-1876), fille de Lucien.

Deux neveux moururent du vivant de Napoléon (Dermid Leclerc et Napoléon Charles Bonaparte, ce dernier ayant été considéré comme héritier présomptif de la couronne impériale entre 1804 et 1807 selon la constitution), et deux naquirent après son décès[réf. nécessaire].

#### Descendants des neveux et nièces
1. Roland Bonaparte (1858 - 1924), petit-fils de Lucien ;
2. Victor Napoléon (1862 - 1926), fils de Jérôme Bonaparte ;
3. Marie Bonaparte (1882 - 1962), première psychanalyste française, arrière-petite-fille de Lucien ;
4. Louis Napoléon (1914 - 1997), fils de Victor Bonaparte ; il donna ainsi quatre enfants :
  1. Charles Marie Jérôme Victor Bonaparte, homme politique, né le 19 octobre 1950,
  2. Catherine Élisabeth Albérique Marie Napoléon Bonaparte, sa sœur jumelle ;
  3. Laure Clémentine Généviève Napoléon Bonaparte née le 8 octobre 1952 ;
  4. Jérôme Xavier Marie Joseph Victor Napoléon Bonaparte, né le 14 janvier 1957, bibliothécaire ;
5. Charles Bonaparte, né le 19 octobre 1950, Docteur en sciences économiques, il donna quatre enfants :
  1. Caroline Marie Constance Napoléon Bonaparte, née le 24 octobre 1980, diplômée de l'EBS Paris, chargée de formation, elle est mère de deux enfants, Elvire et Augustin Quérenet-Onfroy de Bréville,
  2. Jean-Christophe Napoléon, né le 11 juillet 1986, banquier d'affaires, qui donna naissance à son fils, Louis Napoléon Bonaparte en 2022.
  3. Sophie Catherine Bonaparte, née le 18 avril 1992, sœur consanguine de Jean-Christophe Napoléon,
  4. Anh Letizia Bonaparte, née le 22 avril 1998, d'origine vietnamienne, sœur adoptive de Jean-Christophe Napoléon.

#### Oncle
- Joseph Fesch, cardinal, évêque de Lyon et primat des Gaules. Il est en fait frère utérin de la mère de Napoléon, Maria Letizia Ramolino. La mère de celle-ci, Angèle-Marie Pietra-Santa, veuve de Jean-Jérôme Ramolino, se remaria avec François Fesch, officier suisse au service de la république de Gênes.

### Mariages et enfants
Napoléon s’est marié deux fois :

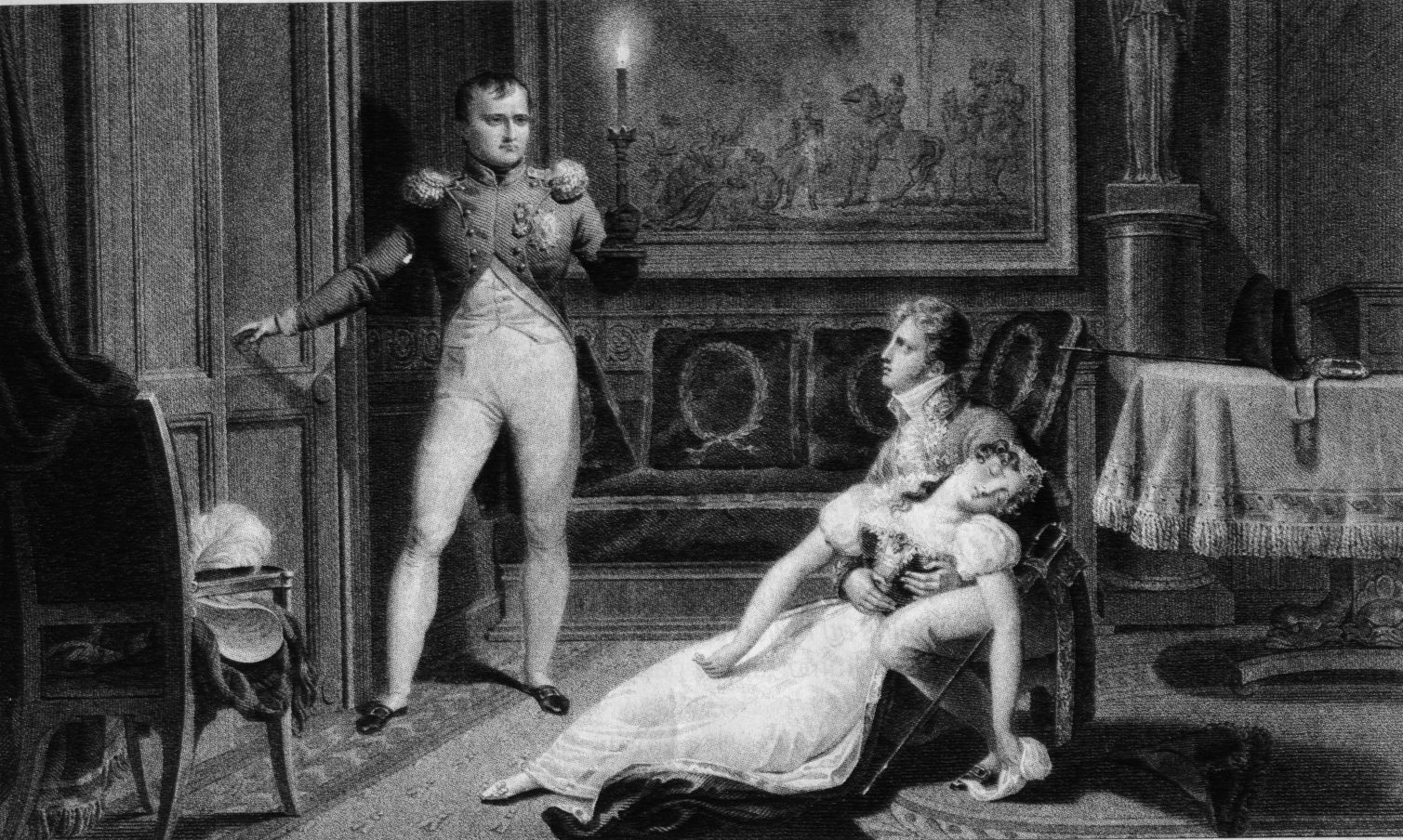
Divorce de Napoléon et Joséphine, estampe de Bosselman gravée par Charles Chasselat.

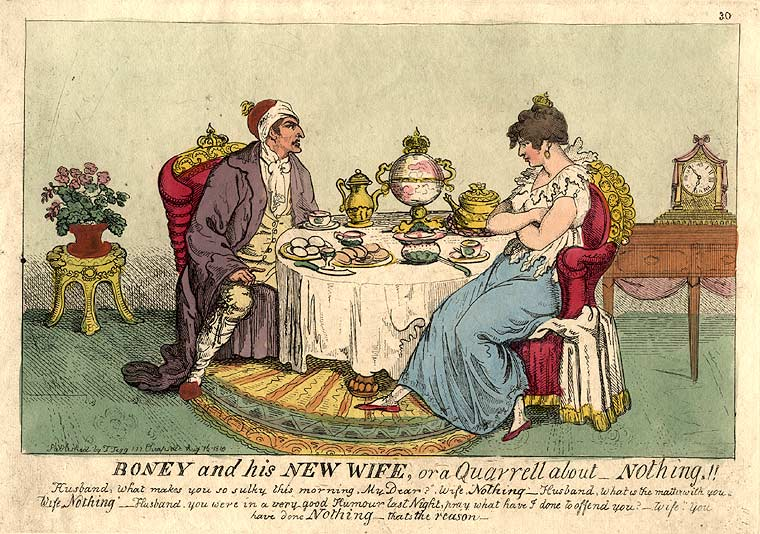
Caricature anglaise de Rowlandson, 1810, Napoléon et sa nouvelle épouse.

- une première fois le 9 mars 1796 avec Joséphine de Beauharnais, qui est ensuite couronnée impératrice ; ce mariage restant sans enfants, il se conclut par un divorce, prononcé par un sénatus-consulte le 16 décembre 1809 ;
- une seconde fois, le 2 avril 1810[o] avec l’archiduchesse Marie-Louise d’Autriche, qui lui donne un fils onze mois plus tard : Napoléon François Joseph Charles Bonaparte (20 mars 1811-22 juillet 1832), roi de Rome, duc de Reichstadt, connu également sous le nom de Napoléon II, bien qu’il n’ait jamais régné qu’en théorie et ce pendant quinze jours, entre la deuxième abdication de Napoléon et la Seconde Restauration[p].

Napoléon s'était fiancé le 21 avril 1795 à Désirée Clary (1777-1860), sœur de Julie Clary elle-même mariée en 1794 avec Joseph Bonaparte. Mais Napoléon rencontre Joséphine de Beauharnais à Paris, le 15 octobre 1795, par le biais de son ami Paul Barras, et le fait renoncer au projet de mariage avec Désirée, non sans mauvaise conscience comme en témoigne sa correspondance avec Désirée[réf. nécessaire].
Napoléon a également eu au moins deux enfants naturels, qui tous les deux ont eu des descendants :
- Charles, comte Léon (1806-1881), fils de Éléonore Denuelle de La Plaigne (1787-1868).
- Alexandre, comte Walewski (1810-1868), fils de la comtesse Walewska (1789-1817).

Et selon des sources plus ou moins contestées :
- Napoléon Louis Charles Bonaparte (1802-1807), fils aîné de Louis Bonaparte.
- Jules Barthélemy-Saint-Hilaire (1805-1895) dont la mère reste inconnue.
- Émilie Louise Marie Françoise Joséphine Pellapra (1806-1871), fille de Françoise-Marie Leroy, épouse Louis Marie Joseph de Brigode, et postérité ;
- Eugen Alexander Megerle von Mühlfeld (de)(1810-1868), fils de l'autrichienne Victoria Kraus (de).
- Auguste Alfred le Pelletier de Bouhélier (1816-1868)[156], employé, d'où deux enfants :
  - Edmond (1846-1913), journaliste, député de la Seine, maire-adjoint de Bougival, dont postérité : l'écrivain Saint-Georges de Bouhélier et Isabelle, qui devient l'épouse de René Viviani.
  - Laure (née en 1852), qui épouse Alphonse Humbert (1844-1922), député de la Seine, et postérité.
- Joséphine de Montholon, fille de la comtesse Albine de Montholon (née à Sainte-Hélène le 26 janvier 1818, morte à Bruxelles le 30 septembre 1819)[157].
- Marie-Joséphine Souham (1801-1889), fille de Rose Marie Desperiez, épouse du comte Joseph Souham[158].

### Jeux vidéo

Logo du jeu vidéo Napoleon: Total War.

### Jeux de société

Animation montrant le déroulement possible du coup du berger appelé aussi Mat de Napoléon.

### Musées

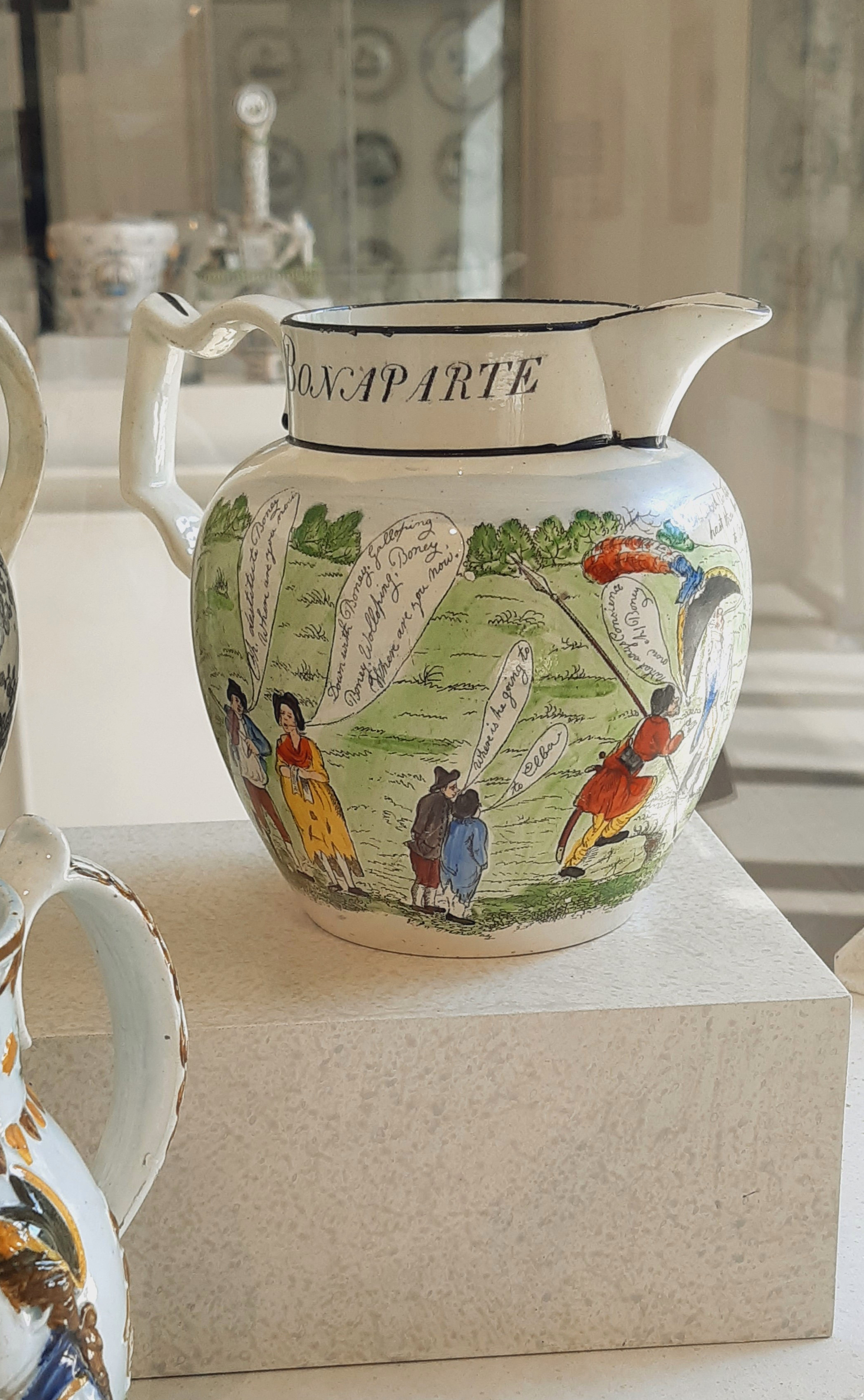
Céramique anglaise sur Bonaparte : Where is he going to. To Elba. (Musée de la Révolution française).